# Hameau de la Reine
Vous lisez un « article de qualité » labellisé en 2011.

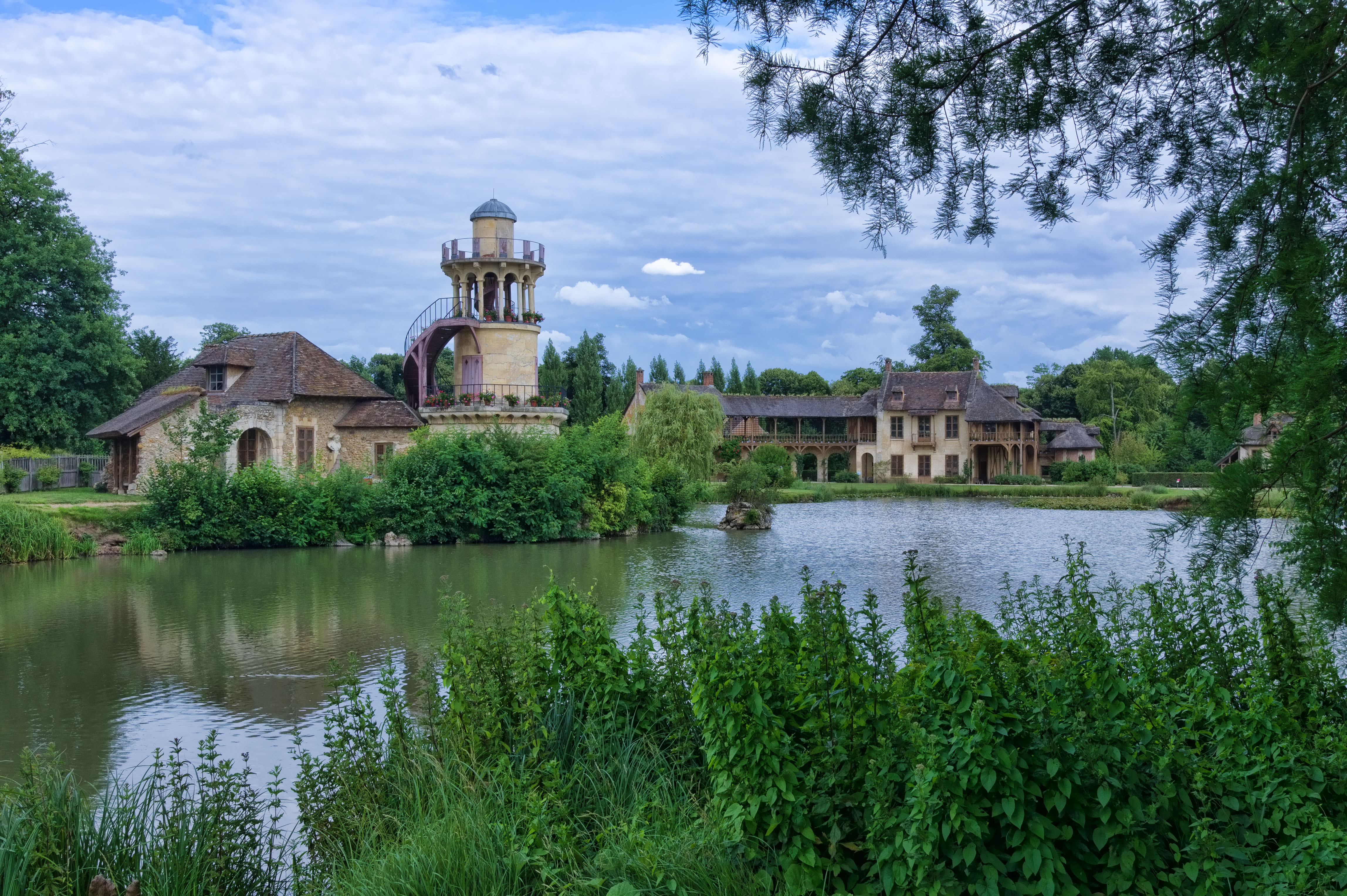
Le hameau, tel qu'il se présente au visiteur venant du pavillon de Jussieu.

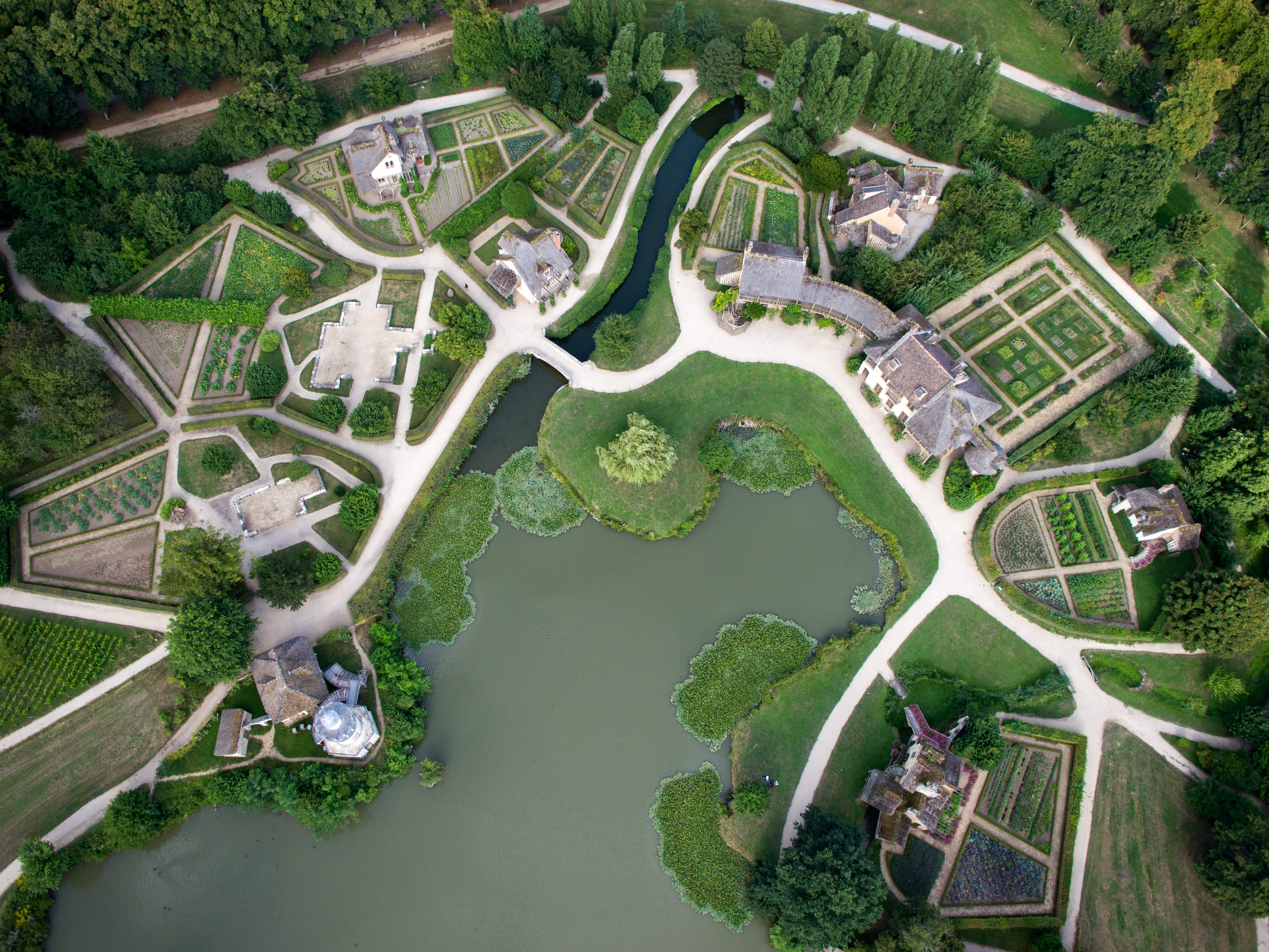
Vue aérienne du hameau de la Reine.

Plan du hameau de la Reine

Le hameau de la Reine est une dépendance du Petit Trianon située dans le parc du château de Versailles, dans les Yvelines, en France. Ce hameau d'agrément fut commandé durant l'hiver 1782-1783 par la reine Marie-Antoinette qui souhaitait s'éloigner des contraintes de la cour de Versailles, avec la nostalgie d'une vie plus rustique, dans un décor de nature inspiré par les écrits de Rousseau, un petit paradis où le théâtre et la fête lui feraient oublier sa condition de reine. Ce lieu champêtre, qui était aussi une exploitation agricole, marquait l'influence des idées des physiocrates et philosophes des Lumières sur l'aristocratie de l'époque. La construction en fut confiée à l'architecte Richard Mique sur l'inspiration du hameau de Chantilly et des dessins du peintre Hubert Robert.
Autour d'un étang artificiel pour la pêche à la carpe et au brochet, Richard Mique fit ériger douze chaumières à pans de bois, d'inspiration normande ou flamande, dans la partie nord des jardins, aux abords du Petit Trianon et dans le prolongement du jardin anglais. Une ferme pour produire du lait et des œufs pour la reine, une tour en guise de phare, un colombier, un boudoir, une grange, un moulin, une maison pour le garde furent ainsi construits, chaque bâtiment étant agrémenté d'un potager, d'un verger ou d'un jardin fleuri. La plus importante de ces maisons est la « Maison de la Reine » au centre du hameau, que divise une rivière traversée par un petit pont de pierre.
Abandonné après la Révolution française, le hameau de la Reine a fait l'objet de trois campagnes majeures de restauration : l'une menée par Napoléon Ier de 1810 à 1812 représente l'essentiel de la base actuelle. La deuxième a été réalisée grâce au mécénat de John Rockefeller Jr dans les années 1930. Enfin, le hameau a été rénové à partir des années 1990, sous l'impulsion de Pierre-André Lablaude, architecte en chef des monuments historiques, et il a été ouvert au public en 2006 au sein d'un espace nommé Domaine de Marie-Antoinette.

## Historique et vie du hameau
Au début de son règne, Louis XVI offrit à la reine Marie-Antoinette le Petit Trianon. Des travaux furent alors menés pour aménager ce petit château ainsi que son jardin : commencée en 1774, la réalisation du jardin anglo-chinois s'acheva en 1782 par le Grand rocher, introduction au paysage suisse, qui rappelait à Marie-Antoinette les décors alpins de son enfance. Mais le défi était pour elle terminé et il lui fallait en relever un nouveau. Au même moment, le prince de Condé terminait de construire, dans le parc de son château de Chantilly, un hameau composé de sept bâtiments couverts de chaume, paraissant des demeures ou des ateliers de paysans. L'engouement pour la vie champêtre se déployait en Europe, les grands seigneurs se plaisaient à ménager à leurs visiteurs des surprises magiques et s'amusaient à la vacherie ou au moulin. Cette mode était le reflet du culte à la Rousseau pour la simple vie rurale et le rappel des vertus ancestrales,.
L'aspect rustique de l'extérieur des maisons contrastait avec le raffinement de leur ameublement, selon un principe qui fut aussi retenu pour les dernières fabriques du Petit Trianon. La Reine était admirative de la chaumière aux coquillages que la princesse de Lamballe avait fait ériger dans le domaine du château de Rambouillet, ainsi que des fabriques de « Mesdames Tantes », au château de Bellevue. Les spectacles étant à Versailles pain quotidien, on étudia la composition du hameau comme un décor de théâtre représentant un village français, surplombé par un salon-belvédère. Si ce dernier ne fut finalement jamais construit, on en conserva l'esprit.
La jeune reine avait pris à cœur le rôle de bergère qu'elle avait tenu dans certaines des pièces données dans son théâtre personnel et avait pris goût à cette vie de comédie champêtre de sorte qu'elle souhaita posséder son propre hameau. Ce nouveau projet, qui devait poursuivre le rêve de la souveraine d'un jardin parfait, fut parfois critiqué jusqu'à la calomnie, alors qu'il était conçu, à l'inverse, afin d'éviter toute extravagance. L'éducation des enfants royaux était également un des buts de ce projet.

### Construction

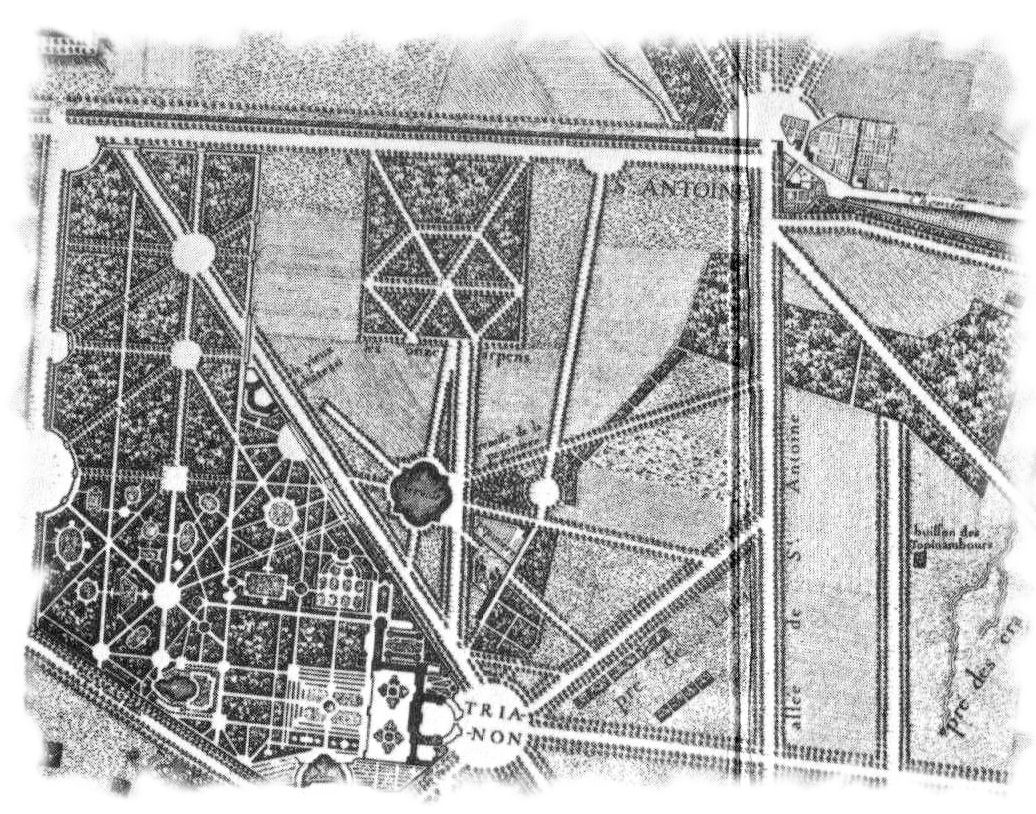
Plan de Versailles de Delagrive de 1746. Détail de Trianon. On remarque l'allée de Saint-Antoine à droite et le bois des Onze-Arpents à gauche de l'emplacement du futur hameau.

On fit appel aux peintres Claude-Louis Châtelet et Louis-Barthélémy Fréret pour, respectivement, préparer les croquis de paysages et exécuter les maquettes, ainsi qu'au sculpteur Joseph Deschamps pour les modèles de détail. La Reine consulta souvent le peintre Hubert Robert, dont elle appréciait les conseils, pour la forme et le placement des chaumières,.
Lancée durant l'été 1783 par la Reine, la construction commença par les maisons rustiques. Le roi Louis XVI avait donné, pour établir le hameau, un terrain situé au nord-est du Jardin anglais, entre les allées de Saint-Antoine et du Rendez-vous et le bois des Onze-Arpents. Ce boqueteau, de forme carrée, était le principal de ceux qui parsemaient jusqu'alors les prés et les champs, au nord du Grand Trianon. Au nord-est de ce petit bois se trouvait le hameau de Saint-Antoine-du-Buisson, dont l'église dépendait de la paroisse du Chesnay,. L'architecte avait tenu à ce que cette chapelle et les maisons alentour restent visibles, afin de donner « au hameau de fantaisie un air de vérité ». On combla le fossé qui limitait le jardin de la reine puis on creusa, presque jusqu'au Grand Trianon, un fossé d'enceinte en saut-de-loup, complété par un « ha-ha », ce qui accentuait l'effet de profondeur qu'aurait rompu un mur de clôture, tout en conciliant les contraintes sécuritaires et les nécessités du service.

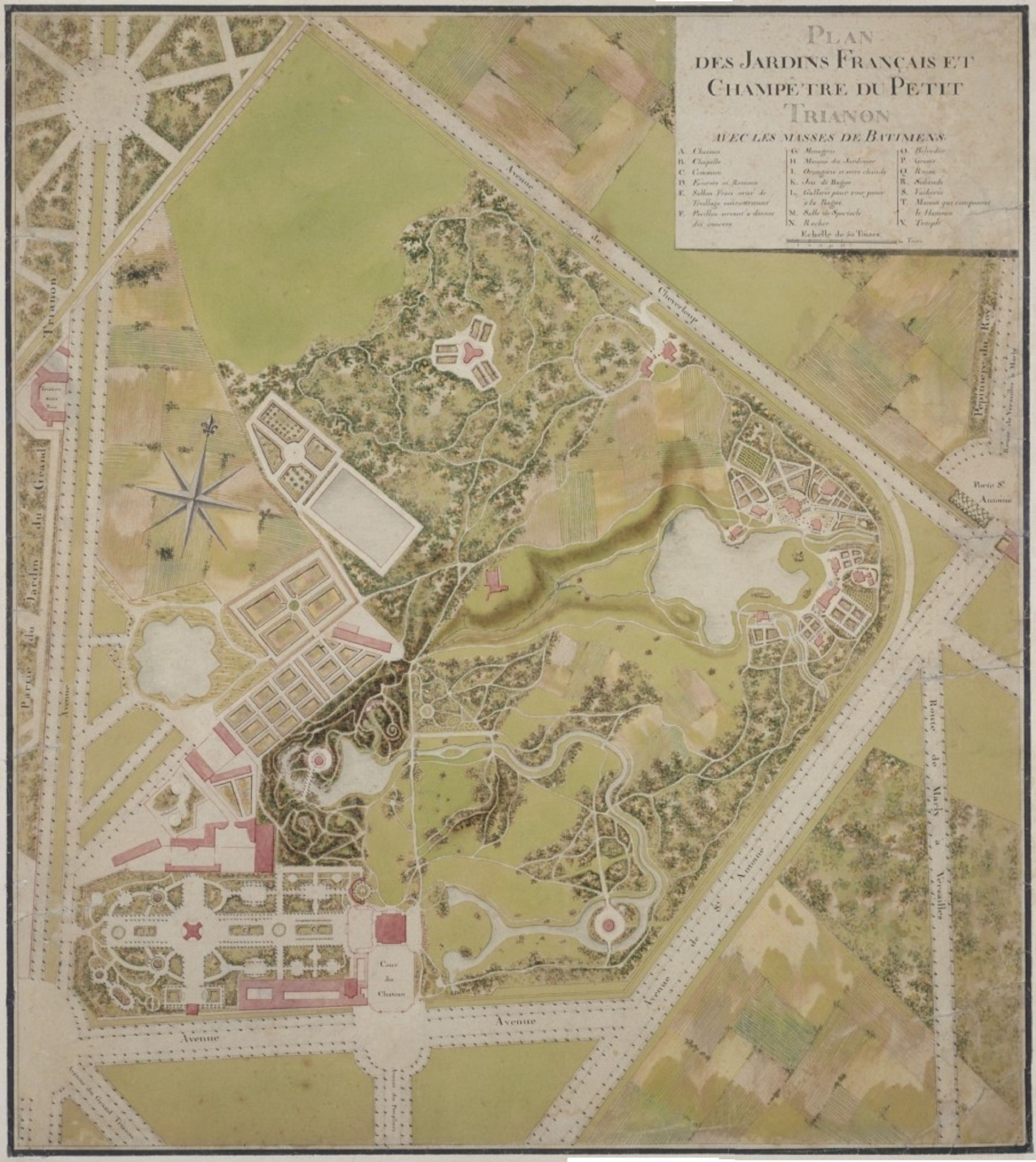
Plan général de Trianon et du Jardin de la Reine à Versailles, 1787.

Antoine Richard, jardinier, planta 48 621 pieds d'arbres afin d'entourer le hameau. Dès 1784, on procéda à la couverture des maisonnettes : on eut recours à la tuile pour la maison de la Reine et la laiterie de propreté et, plus généralement, dans les parties où une voûte légère ou un décor sophistiqué se trouvait sous le lattis du comble. Les autres bâtisses reçurent du simple chaume ou du roseau de Viroflay. Le creusement du lac fut engagé au début de l'année par l'entrepreneur Tardif, dit Delorme, qui installa les corrois de glaise, et on créa la rivière de décharge et le ruisseau du moulin. En novembre, on posa les tuyaux pour y amener l'eau depuis deux sources sortant sous des grottes masquées par des buissons,.
Le nouveau jardin commençait à prendre forme au printemps de 1785. Il devait, sur instructions de la Reine, présenter l'aspect d'une véritable campagne avec des champs labourés. Il fallut donc y apporter de la bonne terre. La pêcherie qui avait été bâtie auprès de la tour, fut rapidement démolie car elle gênait la vue. On construisit une base rocailleuse qui devait servir de soutien à la nouvelle tour, vaguement inspirée de la tour de Gabrielle des jardins d'Ermenonville. La ferme était terminée en mai et les pâturages pour les futures vaches étaient étendus jusqu'au bois des Onze-Arpents. Alors qu'on terminait les parquets, les glaces et les cheminées des maisonnettes durant l'été, une balançoire était montée devant la maison de la Reine. Cette escarpolette, destinée aux enfants royaux, fut rapidement démontée.
Les travaux principaux s'achevèrent en 1786. Les façades furent peintes par les entrepreneurs Tolède et Dardignac, en imitation de vieille brique, de pierre effritée et de bois vermoulu, avec lézardes et crépis tombants. Elles étaient décorées de vigne vierge et les pots de faïence, remplis de fleurs variées. Les parterres étaient plantés de choux de Milan, choux-fleurs, artichauts, haricots noirs, petits pois, fraisiers, framboisiers, groseilliers, pruniers, poiriers, cerisiers, pêchers, abricotiers et noyers. Ce sont plus de mille légumes qui furent plantés dans les potagers. Le lac fut aussi peuplé de vingt-sept brochets et deux mille carpes. La Reine avait souhaité qu'au printemps de 1787 toutes les maisons soient garnies de fleurs. On s'affaira durant l'hiver à les cultiver dans des serres spécialement montées pour l'occasion,. Et dès la fin de l'été, les grappes de raisin pendaient aux pergolas.
On s'aperçut que le débit des bassins, et en particulier celui du Trèfle, était insuffisant pour alimenter le lac et les ruisseaux. Il fallut alors travailler à amener l'eau de la plaine du Chesnay, en remontant jusqu'au ru de Chèvreloup. Les travaux, débutés en 1784, se prolongèrent jusqu'en 1789, une vingtaine d'ouvriers s'affairant quotidiennement à creuser des puits et des aqueducs.
Lors d'une de ses visites dans le hameau, le roi Louis XVI décida de créer un arc de triomphe à l'entrée du domaine, à la lisière du bois des Onze-Arpents, à l'extrémité nord de l'allée de Saint-Antoine ; la construction de cette nouvelle porte Saint-Antoine s'acheva en juin 1787 et on l'orna d'une dépouille de lion, emblème du roi.
Le coût de la construction du hameau est estimé à 500 000 livres, ce qui représentait le quart des dépenses générales liées au domaine de la Reine entre 1776 et 1790. À titre de comparaison, le prix d'achat du château de Saint-Cloud par Louis XVI s'éleva à six millions de livres. Avec le théâtre et les jardins paysagers, le hameau représente finalement la principale contribution à l'embellissement de Versailles du règne de Louis XVI.

### Vie au hameau du temps de Marie-Antoinette

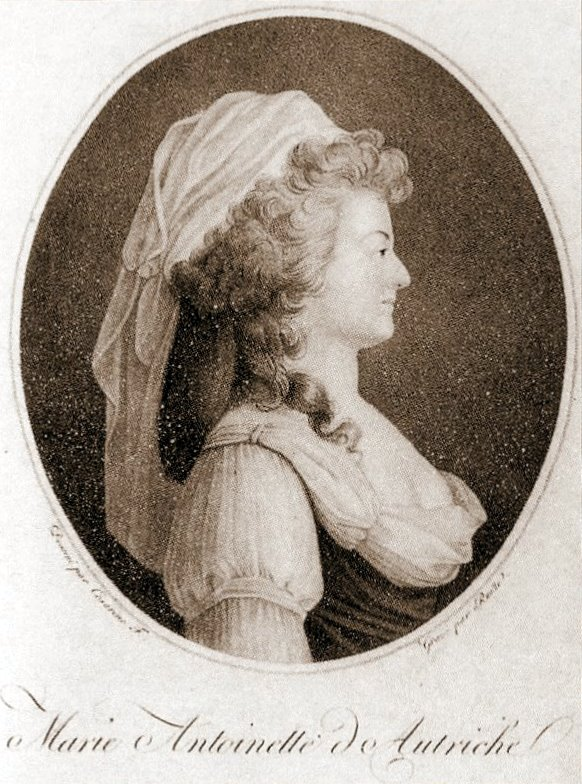
Marie-Antoinette en fermière, dessin de Césarine Franck, gravé par Ruotte.

Cherchant un refuge dans la vie paysanne, la Reine n'hésite pas à venir y voir traire des vaches et les brebis soigneusement entretenues et lavées par les domestiques,.
Habillée en paysanne, en robe de mousseline et chapeau de paille, une légère badine à la main, avec ses dames de compagnie, elle utilise les seaux en porcelaine de Sèvres spécialement décorés à ses armoiries par la Manufacture Royale. L'endroit est complètement clos, par des grilles et des fossés ; on y entre depuis Trianon soit par un chemin couvert et sinueux, qui donne à découvrir avec surprise les plus petites maisons, soit par la lisière du bois des Onze-Arpents et d'une prairie à pente légère formant de minuscules cascades, qui offre une vue plongeante sur la maison principale et le village de Saint-Antoine.
Malgré son aspect idyllique, le hameau est une véritable exploitation agricole parfaitement gérée par un fermier désigné par la Reine, avec ses vignes, champs, vergers et potagers qui produisent fruits et légumes consommés par la table royale. Selon les instructions de la Reine, les animaux élevés à la ferme proviennent de Suisse dont les races animales sont réputées les plus authentiques, ce qui confère souvent au lieu le nom de « hameau suisse ».
Seuls les intimes de la reine Marie-Antoinette sont autorisés à accéder au hameau, incontestable marque de faveur, ce qui ne manque pas d'alimenter les rumeurs sur ce qui se déroule au sein de ce domaine. Le comte de Vaudreuil, le baron de Besenval, la comtesse de Polignac avec sa fille Aglaë de Guiche et sa belle-sœur Diane, et le comte d'Esterhazy sont de ceux-là. Le prince de Ligne ne manque pas une occasion de visiter le hameau ou, pour le moins, de se tenir informé des nouvelles du lieu. La reine apprécie la compagnie de sa belle-sœur, Madame Élisabeth, et de la princesse de Chimay. Madame Campan, première femme de chambre, et la comtesse d'Ossun, dame d'atours, accompagnent la Reine en toutes occasions. On est loin des préséances en usage au château : « Je n'y tiens point de cour, j'y vis en particulière », affirme la Reine. Les enfants profitent aussi de cette relative simplicité : même Madame Royale, jugée par sa mère trop imbue de son rang, est envoyée ramasser avec les autres enfants du hameau les œufs du poulailler, dans un joli panier enrubanné.
Les invitées se doivent d'être en tenue simple et sans apparat, robe claire de percale, fichu de gaze ou chapeau de paille. On y joue au billard ou au trictrac, on se promène dans les jardins le long de l'étang. On danse aussi sur la pelouse, gavottes et contredanses, au son d'un petit orchestre. La Reine, pour oublier les libelles qu'elle trouve parfois sur ses meubles, aime chanter et jouer du clavecin devant ses proches. Il est rare que le roi Louis XVI se rende au hameau, la liberté de ton n'en est donc que plus aisée : les repas sont plus légers et plus simples qu'au château et on s'y amuse pendant qu'à quelques pas de là, dans un château vide de toute animation de cour, la noblesse entretient haines et jalousies. Ces collations se terminent généralement par une visite à la laiterie pour y déguster des fromages parfois mêlés de fruits rouges récemment cueillis. On se plaît d'ailleurs à côtoyer les « petites gens », à les voir vaquer à leurs occupations et on s'intéresse même à leur sort. De temps à autre, la Reine s'éclipse vers son boudoir au bras du comte de Fersen. Mais c'est l'après-midi du 5 octobre 1789 que, mandée par un messager du roi alors qu'elle se trouve dans sa grotte, elle jette un dernier regard vers son hameau qu'elle ne reverra plus.

### De la Révolution auXXIesiècle

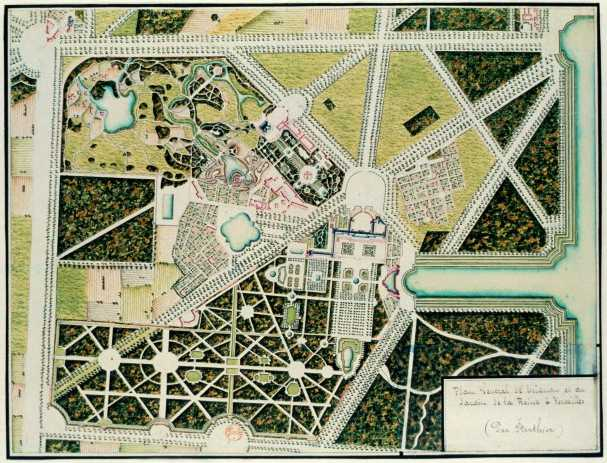
Plan des Jardins Français et Champêtre du Petit Trianon. Dessin de Paul Berthier (1822-1912).

Abandonné et vidé de son mobilier lors des ventes de la Révolution française et se trouvant en piteux état, le domaine est confié à la garde d'Antoine Richard, l'ancien jardinier de la Reine, nommé conservateur du jardin et des pépinières de Trianon en 1792. Le service de vaisselle disparaît presque entièrement. Certains gros travaux, comme la construction d'un nouveau réservoir d'eau conçu par Richard Mique, sont abandonnés. De même que le Petit Trianon tout proche, le hameau est loué en 1796 à un cabaretier et aubergiste du nom de Charles Langlois,. Quelques années plus tard, un rapport préconise à l'empereur Napoléon Ier la destruction du hameau. Celui-ci est finalement préservé de la destruction et remeublé à partir de 1810 par Jacob-Desmalter pour l'impératrice Marie-Louise, qui apprécie le Petit Trianon et ses « petites maisons de rendez-vous », malgré les souvenirs laissés par Marie-Antoinette qui imprègnent les lieux. Les travaux de restauration sont conduits par l'architecte Guillaume Trepsat. La grange, la laiterie de préparation et la moitié de la ferme, très endommagées et dont la reconstruction est jugée trop coûteuse, sont en revanche détruites, diminuant fortement l'effet de « petite agglomération » que la ligne des maisonnettes représentait auparavant. Les potagers, complètement envahis par la végétation, sont remplacés par de simples pelouses. La ferme est transformée en caserne pour la garde personnelle de l'Empereur. Si on envisage de supprimer les escaliers extérieurs, le baron Costaz, intendant des Bâtiments, s'y oppose, évoquant leur influence dans le « côté pittoresque » du hameau. Car l'esprit de Marie-Antoinette est respecté et, si on ferme les croisées à l'aide de volets percés de losanges, les peintres conservent le principe de trompe-l'œil simulant la décrépitude des extérieurs ; par ailleurs, toutes les boiseries extérieures sont peintes de couleur bois. En revanche, les intérieurs sont rehaussés de couleurs vives, jonquille, abricot, vert-jaune ou bronze. Certaines maisonnettes sont même renommées, la maison de la Reine devenant maison du seigneur, le colombier, maison curiale.
Quasiment abandonné durant presque un siècle, le hameau est classé au titre des monuments historiques par la liste des monuments historiques de 1862, complété par l'arrêté du 31 octobre 1906 avec l'ensemble du domaine de Versailles et est réhabilité au début du XXe siècle grâce au mécénat de John Rockefeller Jr. Menés par l'architecte Patrice Bonnet, les travaux de restauration sont parfois contestés. Les jardinets sont néanmoins restitués et les anciens bâtiments détruits sont grossièrement matérialisés au sol par des parpaings. Il est inscrit avec le reste du domaine sur la liste du patrimoine mondial de l'UNESCO lors de la session de 1979, mais le hameau reste fermé au public et suscite peu d'intérêt. Son entretien laisse à désirer, jusqu'à une campagne de restauration systématique, menée à partir des années 1990, sous l'autorité de Pierre-André Lablaude, architecte en chef des monuments historiques. Les documents d'archives sont analysés avec précision par Annick Heitzmann, chargée de recherche du Domaine national de Versailles. Les archives sont en effet bien conservées, en particulier les mémoires des entrepreneurs sur les rénovations successives.

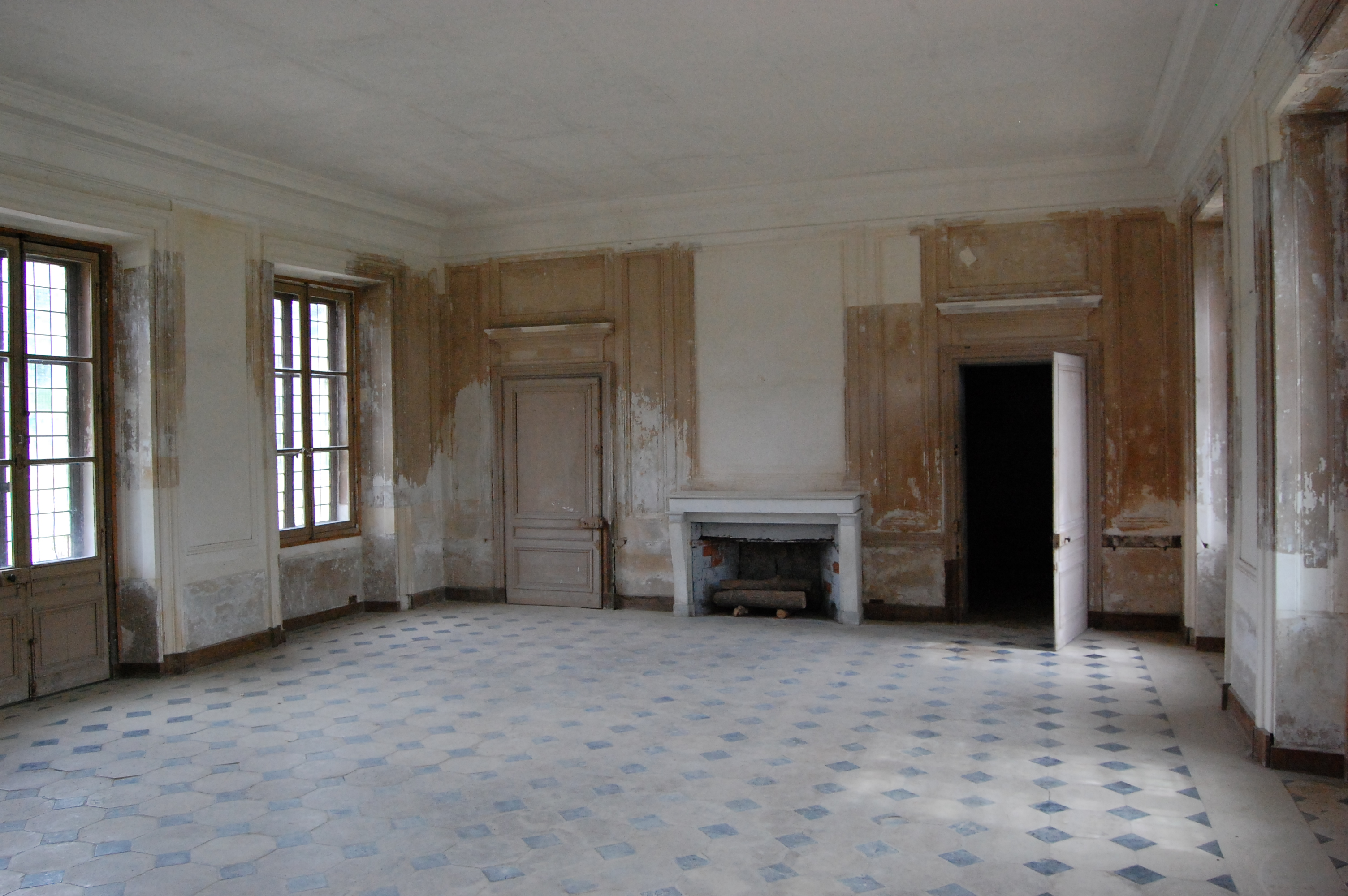
Le grand salon de la Maison de la Reine, en juin 2011, avant la restauration de 2015-2018).

À la fin du XXe siècle, la ferme du hameau de la Reine est concédée à l'association Assistance aux animaux qui s'occupe de sa restauration, et une ferme pédagogique y est implantée, avec près de 150 animaux. Le moulin, quant à lui, bénéficie du mécénat de la société Peugeot,. La tempête qui a traversé la France fin 1999 a formé dans tout le hameau de nombreux cratères laissés par les cinquante-trois arbres arrachés. Dans le déboisement presque total du domaine, un tulipier de Virginie, surnommé « de Marie-Louise », enraciné au début du XIXe siècle a été emporté. Finalement, ce qui apparaissait comme une catastrophe pour le hameau de la Reine, s'est avéré être une impulsion pour reconstituer le lieu comme il l'était à la fin du XVIIIe siècle, débarrassé d'une végétation vétuste, ennuyeuse voire anarchique, tout en préservant l'héritage du jardin botanique de Louis XV et les tracés originaux. Des plans du Domaine de la Reine établis en 1786 ont été pris comme schéma directeur à la replantation des jardins,. À l'ouest du hameau, dans l'ancien petit bois des Onze-Arpents, a été reconstituée une clairière avec un parterre de verdure de forme triangulaire afin de rappeler l'existence en 1789 d'un petit ermitage de bois.
Le hameau, protégé au titre des monuments historiques au XIXe siècle est inscrit au patrimoine mondial de l'Unesco depuis 1979.
La visite du hameau, intégré à un espace renommé « Domaine de Marie-Antoinette », a été ouverte, le 1er juillet 2006, à un public plus nombreux que les quelque 300 000 visiteurs qui se promenaient auparavant sur le site. La restriction des horaires d'ouverture et la mise en place d'un droit d'entrée au nouveau domaine, remplaçant la libre circulation antérieure dans ces jardins, a été critiquée par certaines associations, craignant une dérive mercantile. Elle est justifiée par le directeur général du château, Pierre Arizzoli-Clémentel, par un besoin d'organisation et de contrôle des visites du fait de la grande fragilité du lieu. Dès l'ouverture commerciale de ce domaine, la fréquentation a été en forte augmentation. L'accès au public est possible l'après-midi, à l'exception du lundi depuis la « maison du Suisse » du Petit Trianon ou par la ferme.
Les intérieurs et l'escalier de la maison de la Reine, fermée au public depuis 1848, étant extrêmement délabrés, un partenariat est annoncé en octobre 2013, sous forme de mécénat, avec la maison Dior, du groupe LVMH,. Les travaux, d'un montant de cinq millions et demi d'euros, commencés en 2015 sous l'égide de l'architecte en chef des Monuments historiques, Jacques Moulin, permettent la rénovation de la charpente et de la couverture, de la maçonnerie et des menuiseries, ainsi que des peintures murales de la maison de la Reine et du Billard, deux pavillons adjacents, ainsi que du réchauffoir. Le mobilier existant au temps de Marie-Antoinette ayant presque entièrement disparu lors des ventes révolutionnaires, hormis une petite vingtaine de meubles, le remeublement est basé sur l'état le plus ancien connu, à savoir celui de 1811, à l'époque de Marie-Louise.

## Maisons

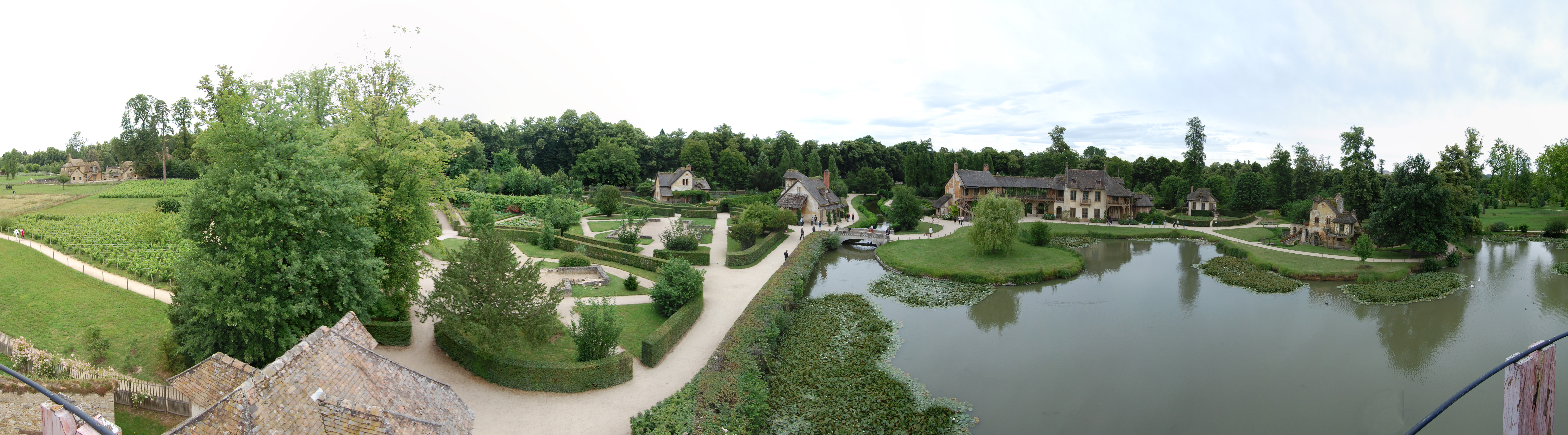
Le hameau de la Reine vu depuis la tour de Marlborough.

Les maisons d'architecture homogène, au nombre de douze lors de la construction du hameau, se répartissaient, pour des raisons protocolaires liées à la qualité de la Reine, en deux groupes, autour du Grand lac et au centre de deux bras de la rivière qui s'en échappent : cinq d'entre elles étaient réservées à l'usage de la Reine, les autres avaient une vocation fonctionnelle et agricole. Marie-Antoinette possédait sa propre maison, reliée au billard. À proximité se trouvait son boudoir. Le moulin et la laiterie de propreté, enfin, étaient destinés à recevoir les visites fréquentes de la Reine. Même si on les nommait « fabriques », les sept autres maisonnettes servaient véritablement à l'exploitation. Un point de vue, situé au sud du moulin sur l'autre rive de la baie, permettait de voir simultanément l'ensemble des constructions, séparées les unes des autres de vingt à trente mètres au plus. Seules dix chaumières subsistent aujourd'hui depuis le Premier Empire.

### Maison de la Reine et billard

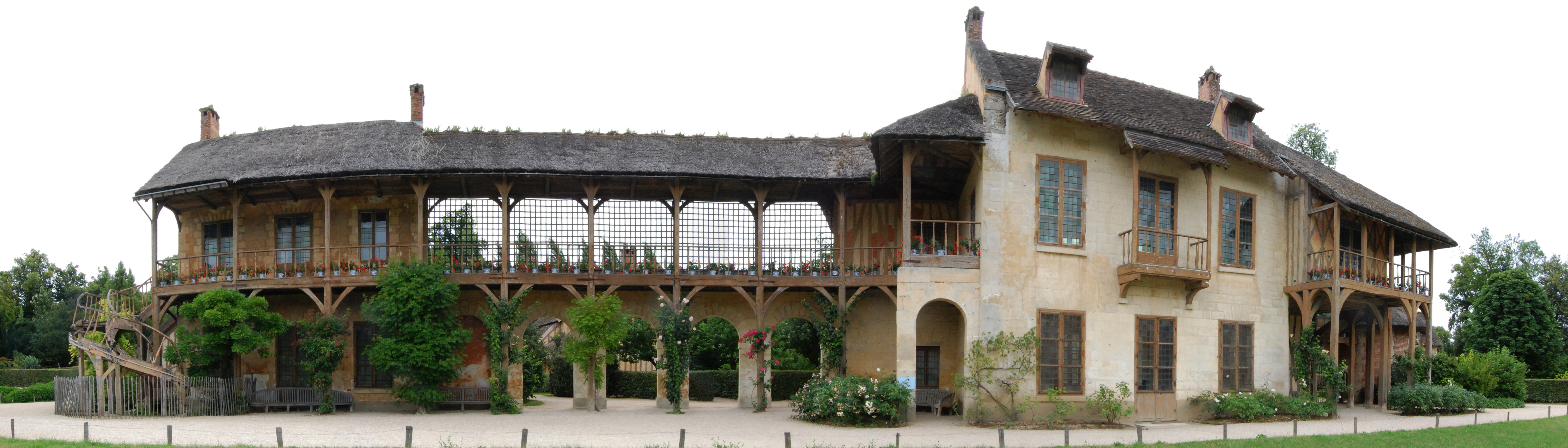
Maison de la Reine et billard.

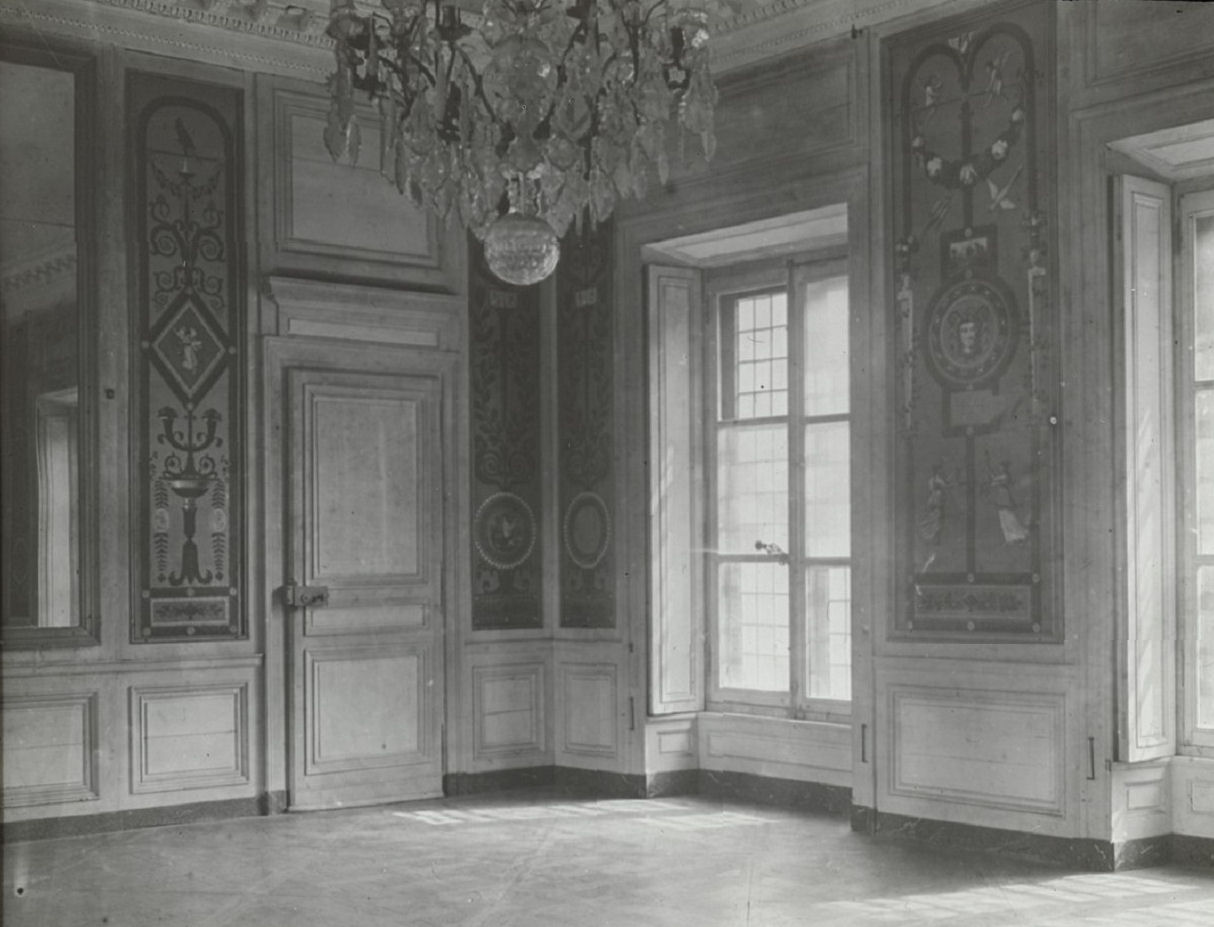
Le Salon de la Reine, vers 1920.

La maison de la Reine est située au centre du hameau. Son allure pittoresque est renforcée par l'originalité de sa structure : un double corps de bâtiments non alignés et simplement reliés par une passerelle couverte, une tour ronde, des escaliers extérieurs soutenus par des poteaux de bois et des toitures d'inclinaisons diverses. Elle est la seule, avec la laiterie de propreté, à être couverte de tuiles. Sa décoration est simple mais élégante, éloignée du luxe flamboyant du château. Composée de deux étages, elle comprend au niveau supérieur une antichambre en forme de « cabinet chinois », le petit salon, dit aussi « salle des nobles », et le grand salon aux lambris tendus de tapisseries de style suisse brodées en laine et vannerie. Des six croisées de la pièce, la reine peut aisément contrôler les travaux des champs et l'activité du hameau. Au centre de la pièce est installé un clavecin sur lequel Marie-Antoinette aime à jouer. L'accès à l'étage se fait soit par un ample escalier intérieur, soit par celui de la tour ronde, s'arrêtant à mi-hauteur et suivi d'une passerelle puis d'une volée de dix marches atteignant la galerie extérieure. Au rez-de-chaussée, le bâtiment comprend un salon de trictrac décoré d'un parquet en échiquier et une salle à manger à simple dallage de pierre blanche, les coins abattus faisant place à de petits carrés noirs. Les chaises, au dossier-lyre en acajou massif et garnies de maroquin vert, ont été créées par Georges Jacob,,.
À gauche, un autre bâtiment est relié à la maison de la Reine par une galerie de bois vert-olive agrémentée de treilles et de centaines de pots de fleurs en faïence de Saint-Clément, marqués en bleu du chiffre de la Reine, dans un médaillon suspendu à un ruban environné de roses, qui rappelle à la Reine son ascendance Habsbourg-Lorraine. Une jardinière de quatre-vingt-huit pieds posée le long de la galerie permet de cultiver des fleurs et de laisser pousser jusqu'au toit des plantes grimpantes. Un escalier hélicoïdal y accédant par la gauche s'enroule à l'origine autour d'un peuplier présent avant la construction de l'édifice,. À l'étage, au-dessus de la grande salle de billard, flanquée de deux garde-robes, se trouve un petit appartement, qui semble avoir été habité par l'architecte des lieux Richard Mique et qui comprend cinq pièces dont une bibliothèque. Malgré l'apparence rustique des façades, l'ameublement et l'aménagement intérieurs sont luxueux et ont été créés par les ébénistes Georges Jacob et Jean-Henri Riesener.
La maison de la Reine et le billard sont renommés sous le Premier Empire maison seigneuriale et bailliage. En mauvais état général, le double édifice est restauré dès 1810. La maçonnerie est refaite de fond en comble, de même que les charpentes et les boiseries. La peinture extérieure en trompe-l'œil est restaurée. Les intérieurs, au contraire, sont remis au goût de l'époque. Le cabinet de trictrac du rez-de-chaussée est repeint en couleur abricot, puis en vert. Le salon principal est tendu de soie jaune peinte en arabesque et des rideaux jaunes bordés de violet sont accrochés aux croisées. Tout le mobilier est assorti, en soie à fond jaune paille avec une bordure violette. Les tentures de 1811 sont remplacées en 1957 à la suite d'actes de vandalisme. La maison de la Reine et le billard sont rouverts au public en mai 2018 après cinq années de restauration. Le grand salon retrouve ses soieries jaune vif au mur, couleur reprise pour les fauteuils et canapés en bois peint blanc et or. Dans la chambre-boudoir, le lit ayant appartenu à Marie-Louise est surmonté d’un baldaquin de soie vert d'eau. Dans le petit salon de tric-trac sont installés des sièges gondoles recouverts de damas blanc à liseré rouge.

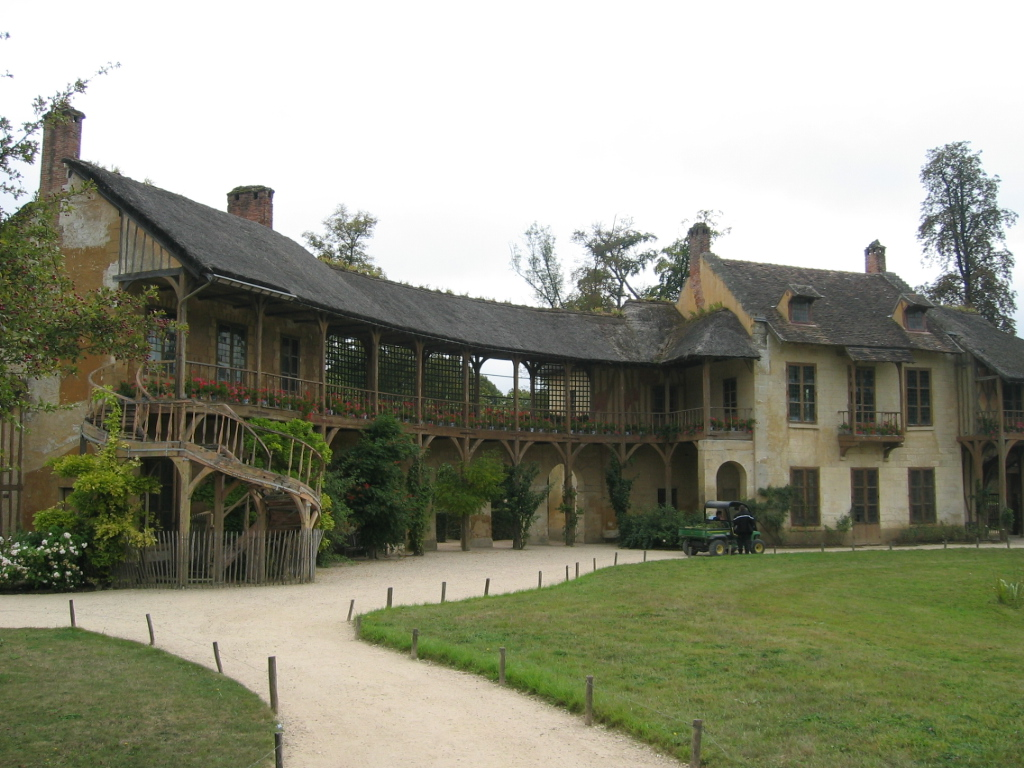
Maison de la Reine (droite) et salle de billard (gauche)
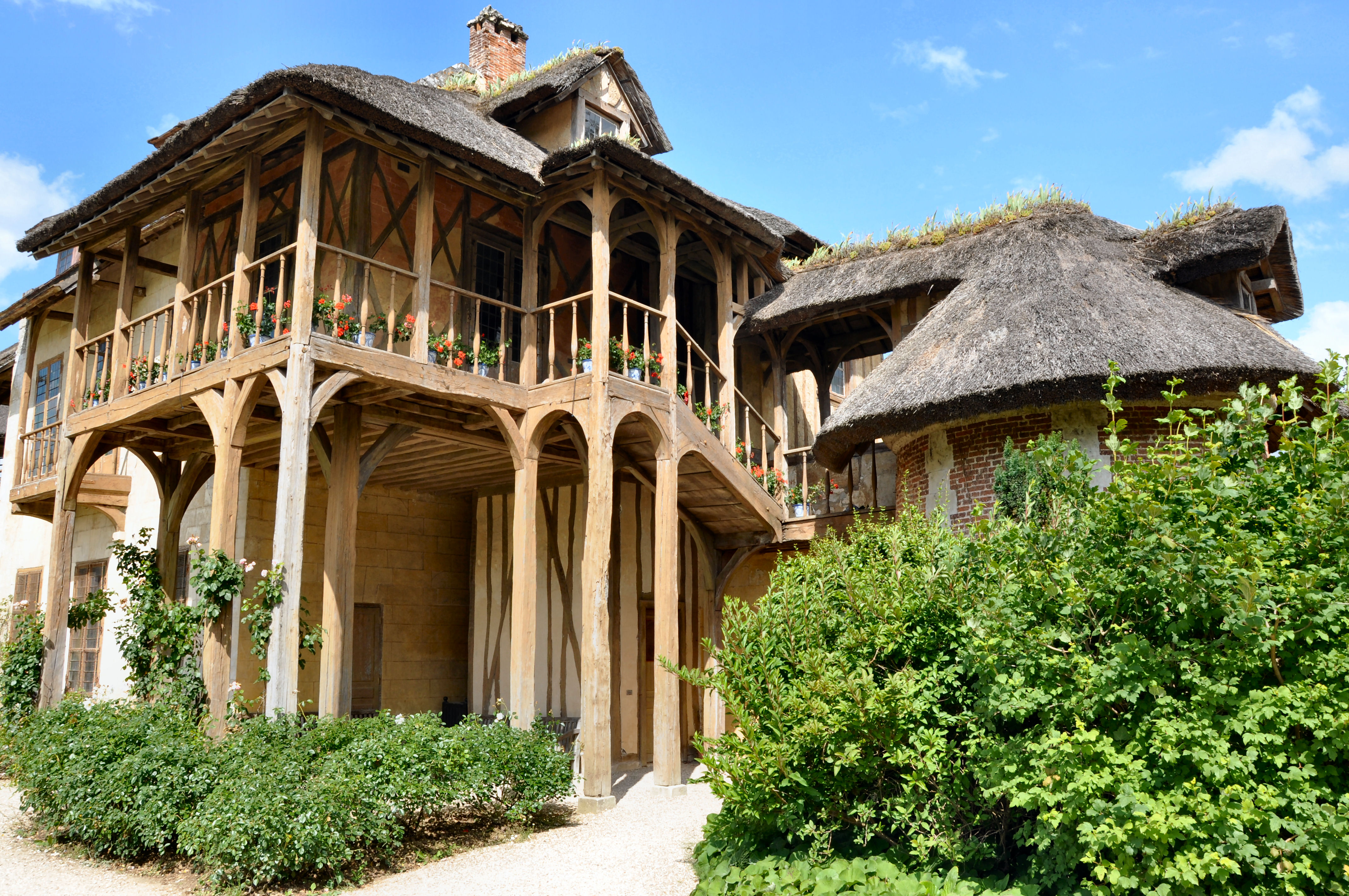
Maison de la Reine (autre vue)
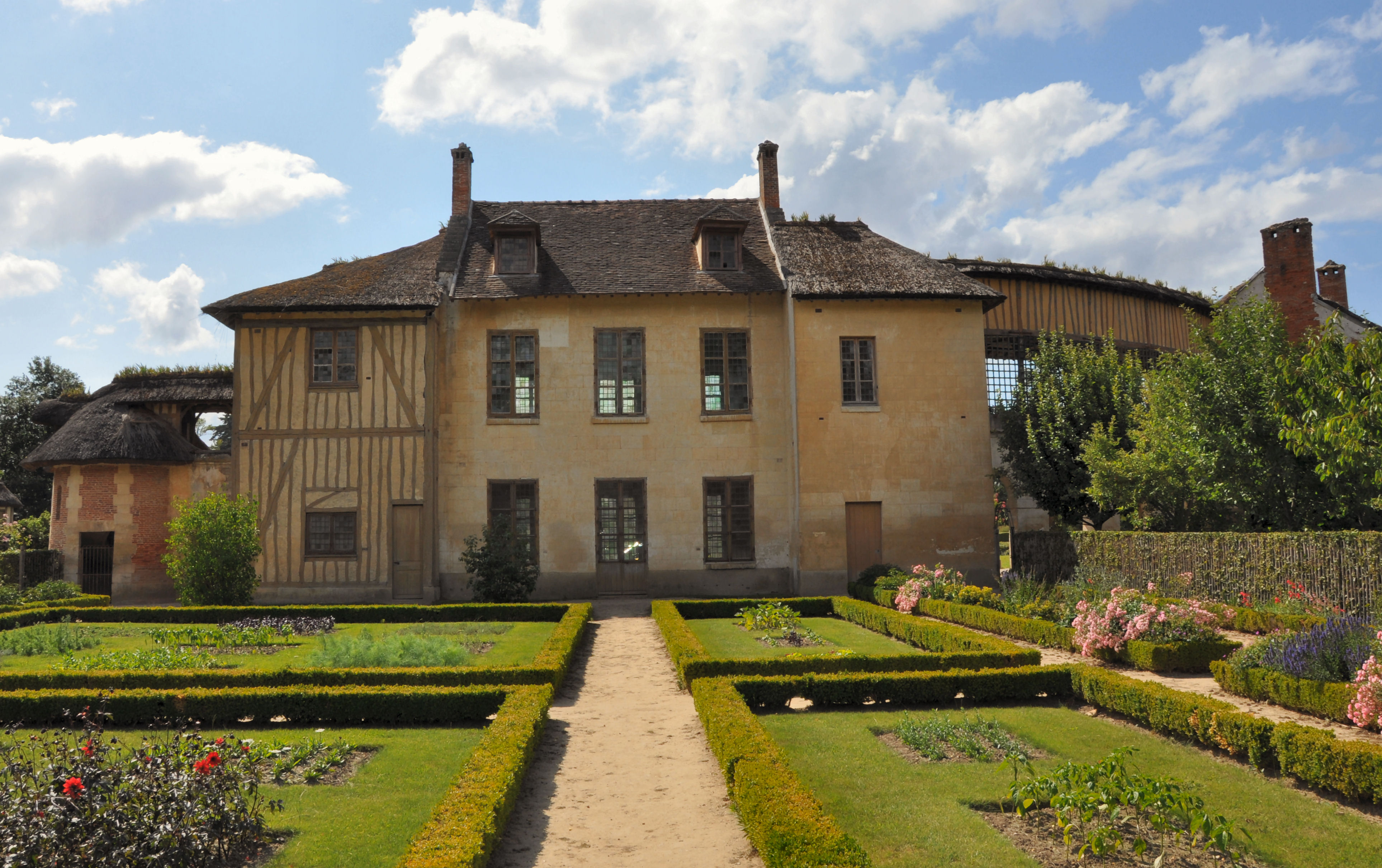
Maison de la Reine (vue arrière)
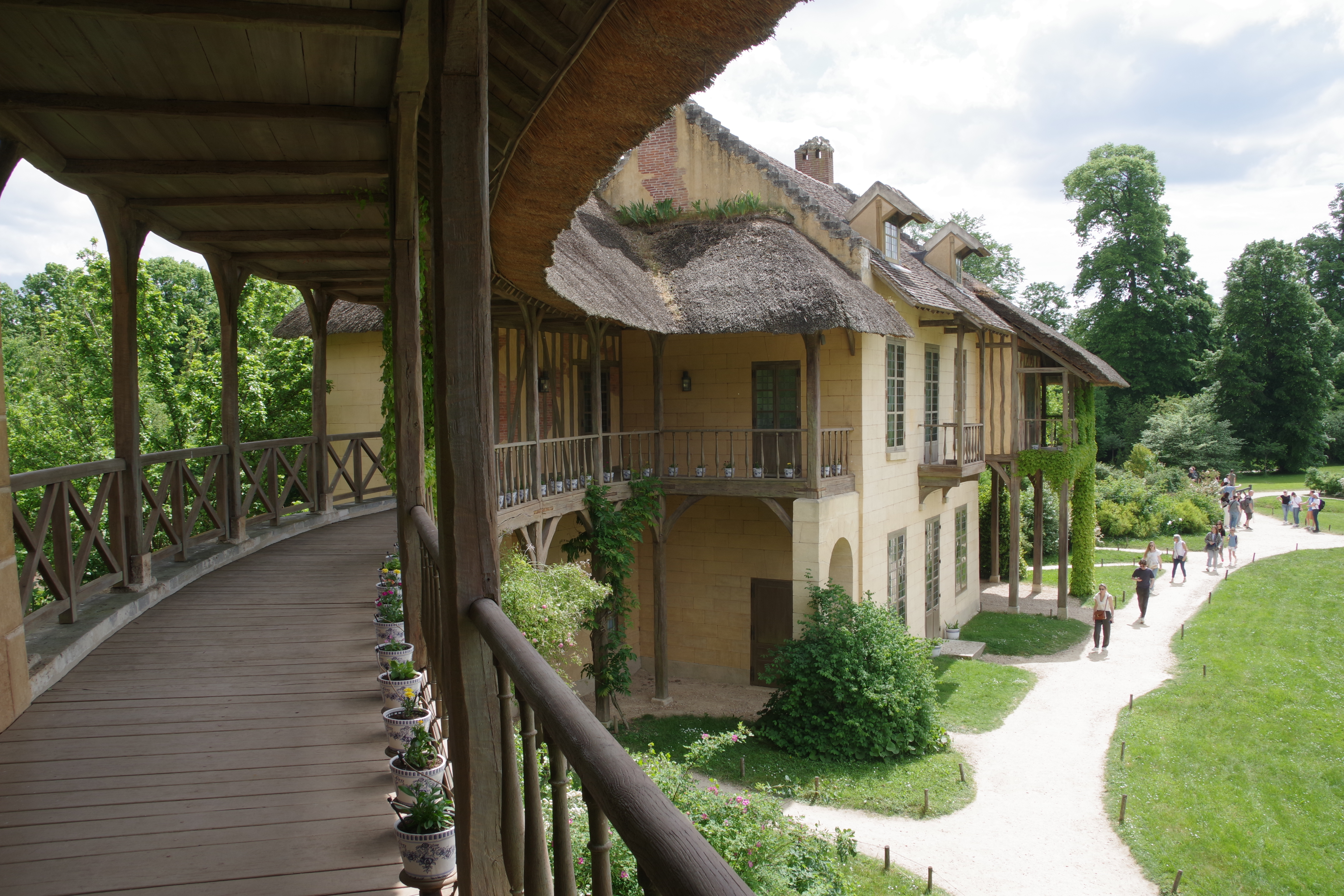
Galerie extérieure et Maison de la Reine.
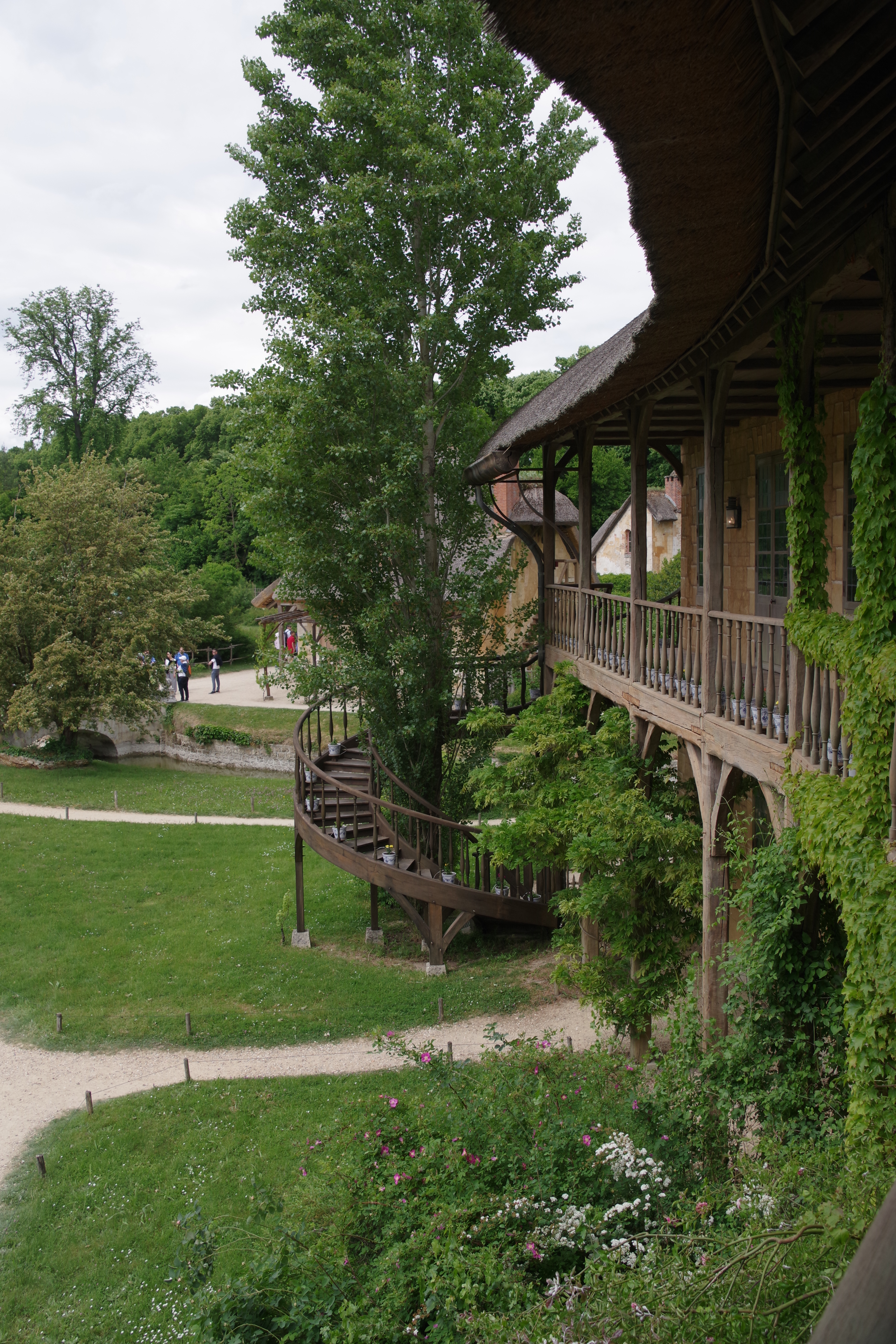
Galerie extérieure.
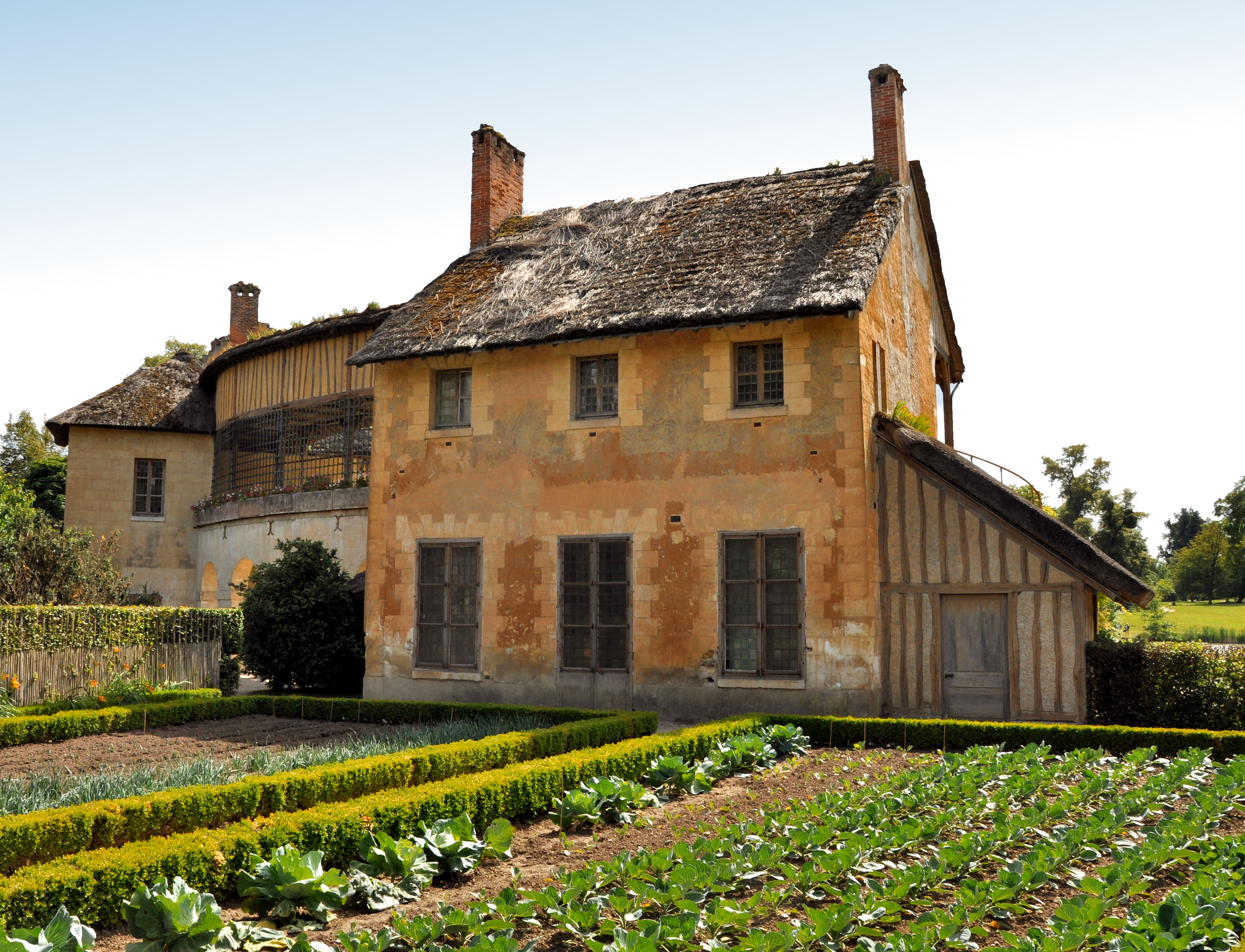
Maison du billard (vue arrière)
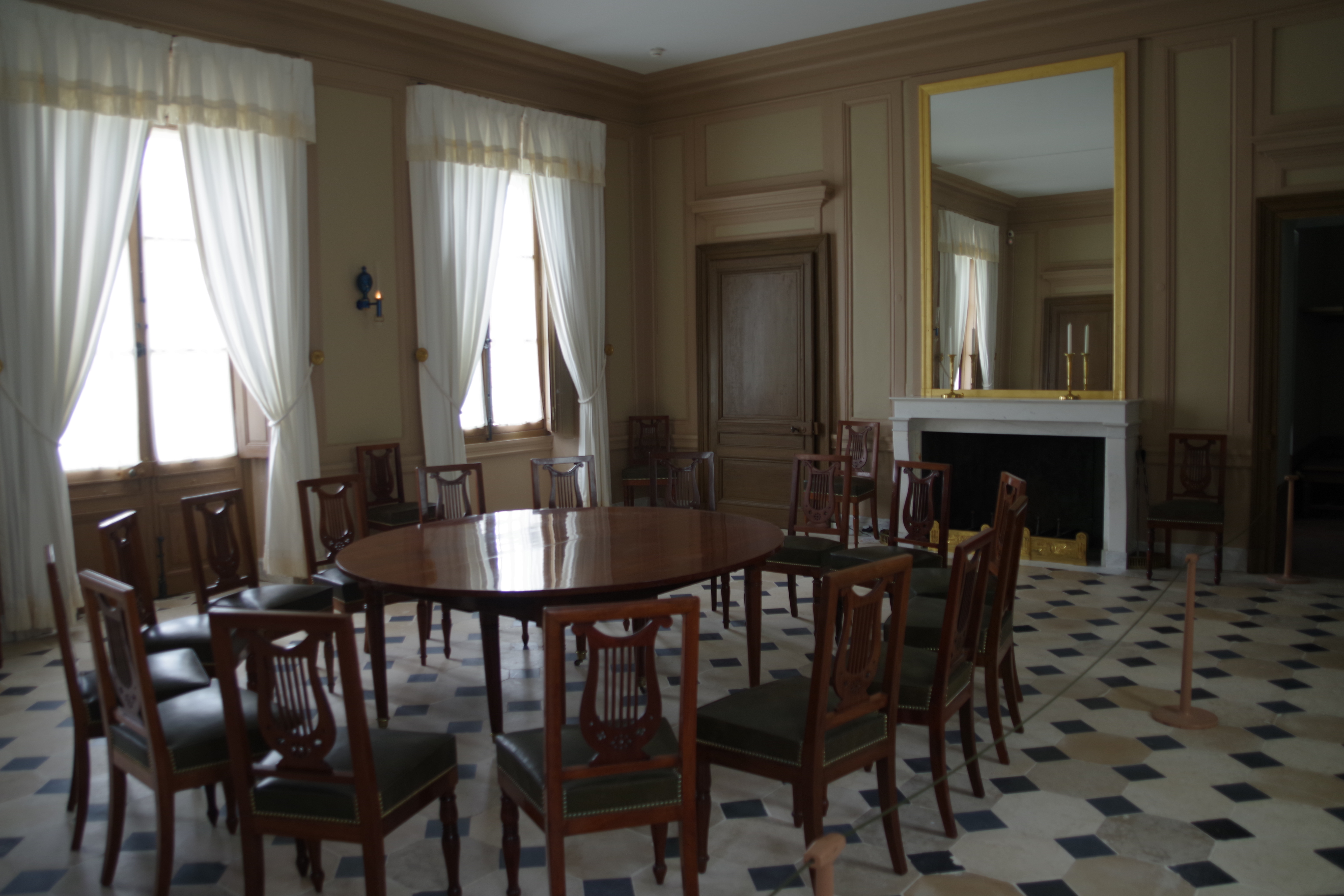
Salle à manger.
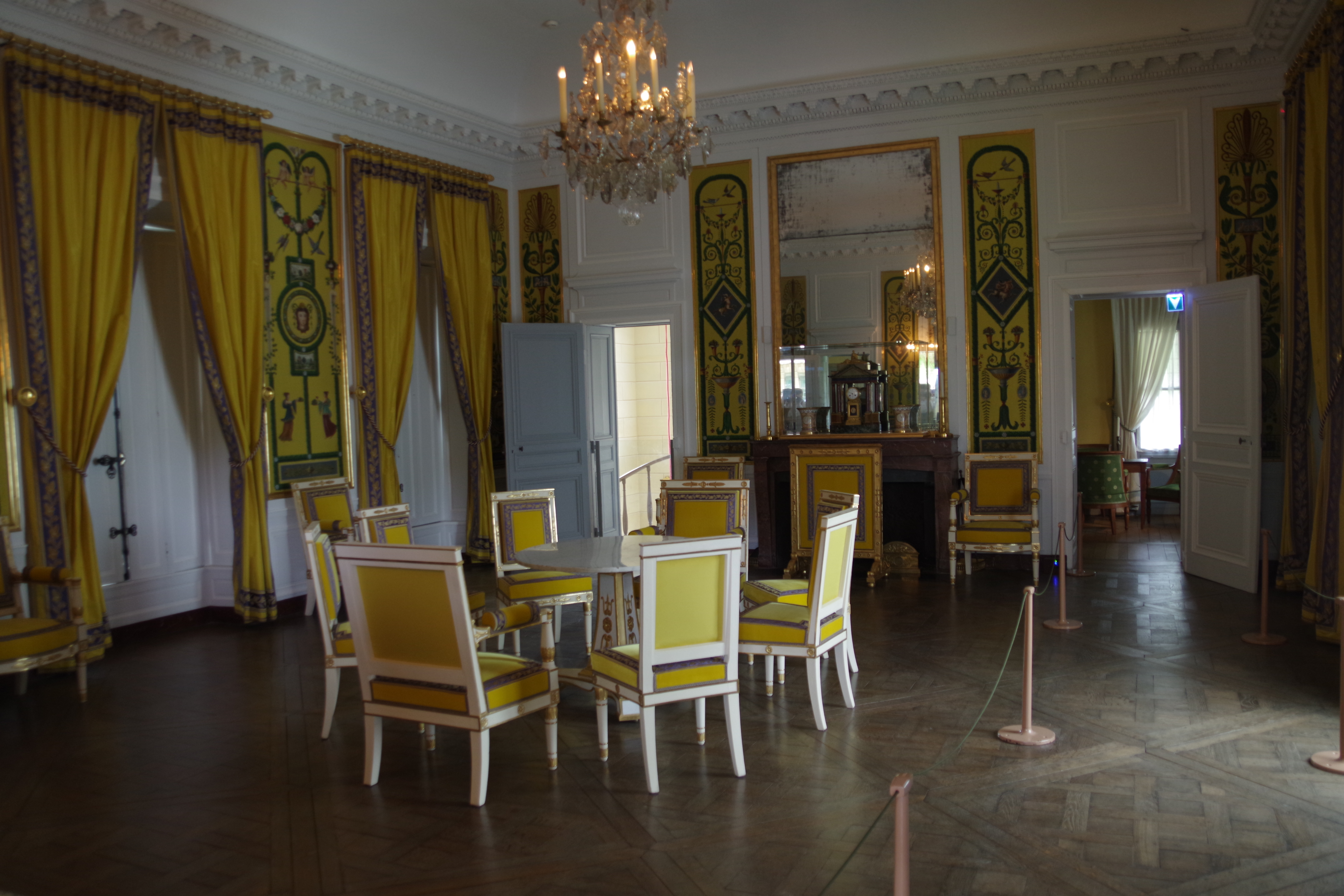
Grand salon jaune.
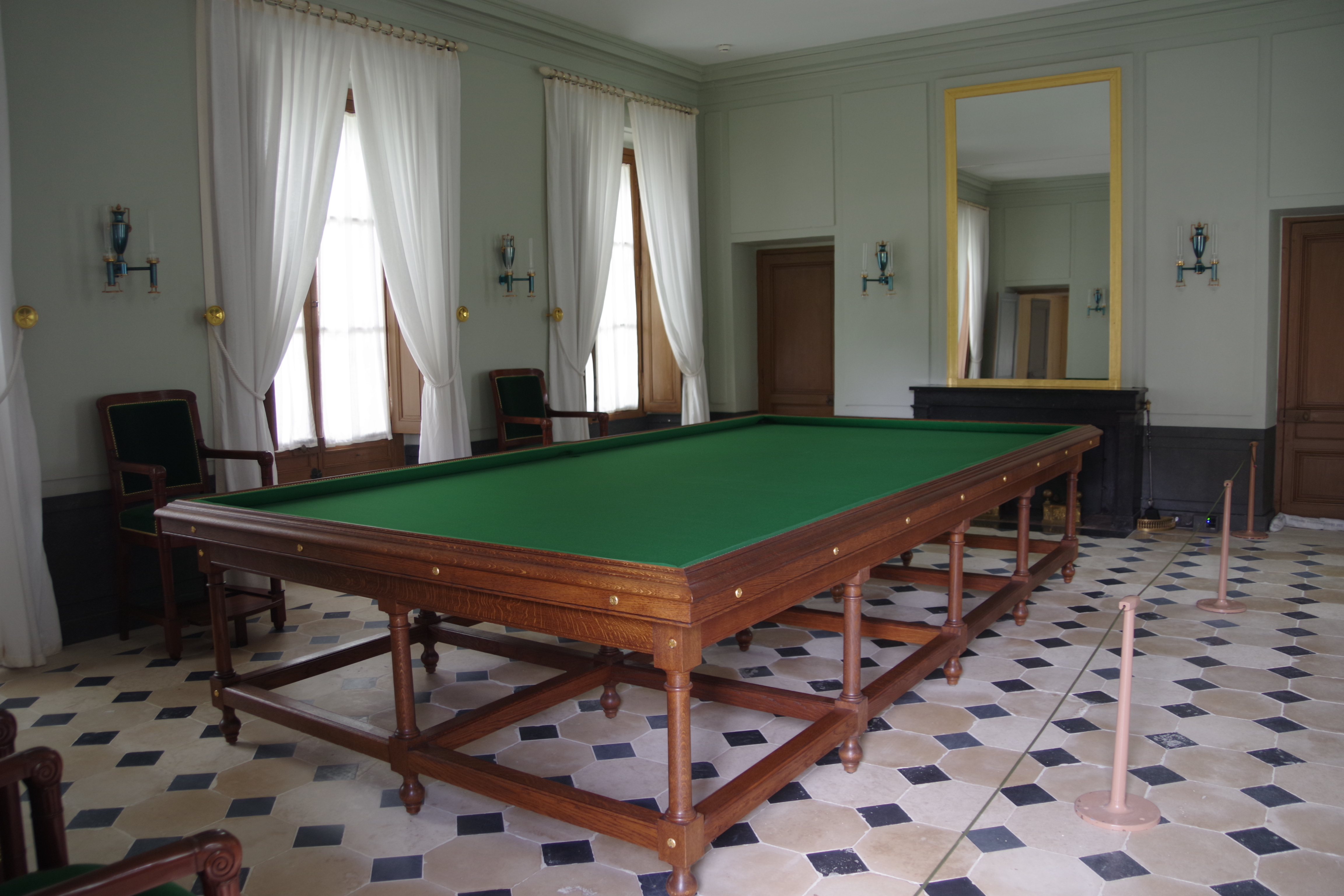
Salle du billard.

### Boudoir

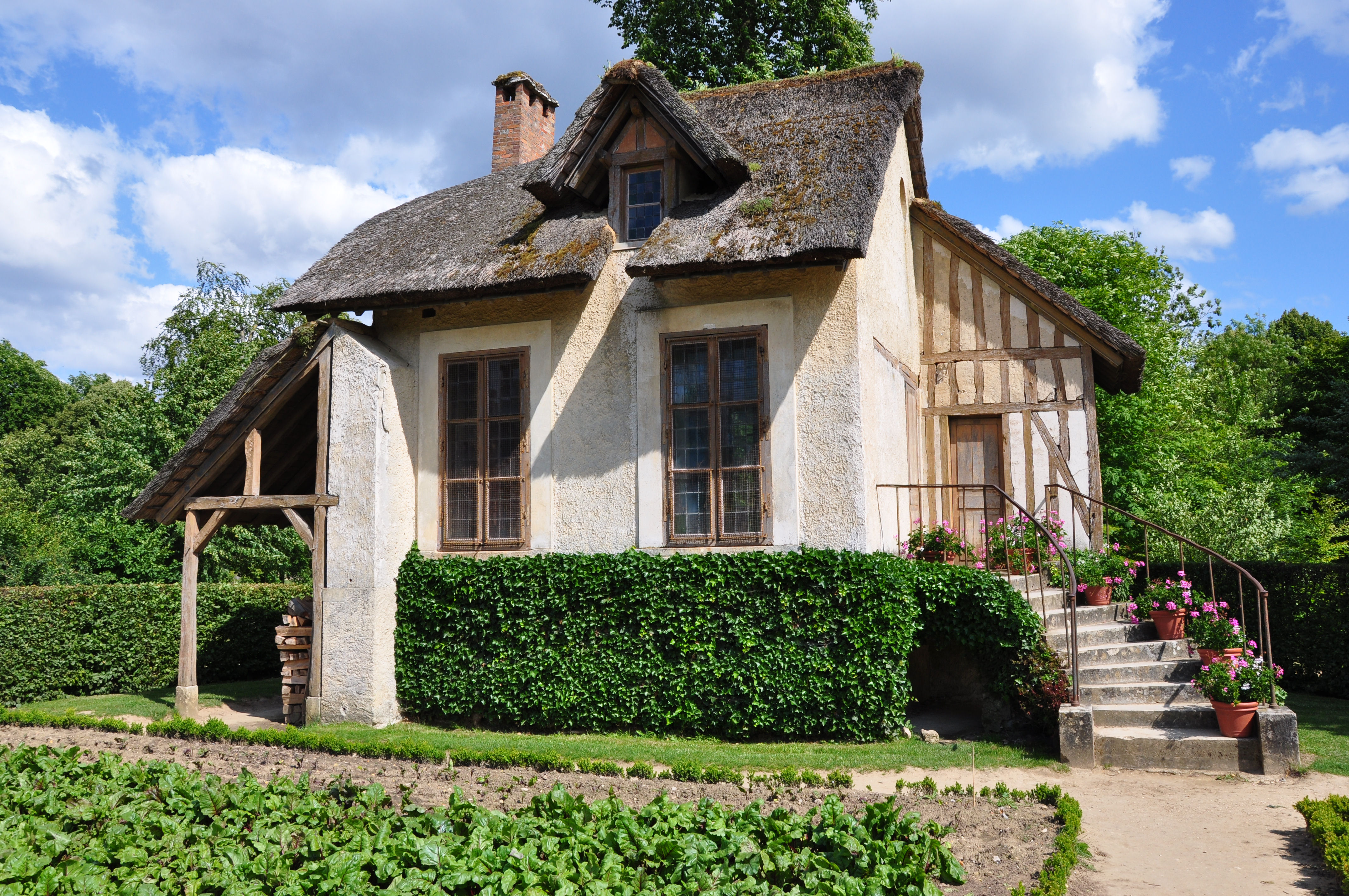
Boudoir

Le boudoir fut à l'origine surnommé « petite maison de la Reine ». Ses dimensions sont modestes, de 4,60 m par 5,20 m ; c'est d'ailleurs la plus petite construction du hameau, de construction fort simple en meulière apparente. Marie-Antoinette s'y retirait seule ou avec un ou deux de ses proches, dans le salon carré qui compose l'essentiel du lieu, au coin du feu d'une cheminée de marbre blanc statuaire décorée de brindilles de lierre. Les murs alternent miroirs enchâssés et tentures d'étoffe ou de tapisserie, qui participent à l'intimité du lieu. Les boiseries étaient initialement de chêne de Hollande de couleur acajou, mais elles ont été remplacées lors du Second Empire. Les vitres sont en verre de Bohème. Son toit est recouvert de roseaux. Cette chaumière tapissée de vigne vierge, est précédée d'un petit jardin géométrique, plutôt constitué de plates-bandes que de cultures et entouré de fourrés. Le petit cours d'eau qui longe le boudoir marque la séparation des maisonnettes à l'usage de la Reine.

### Tour de Marlborough

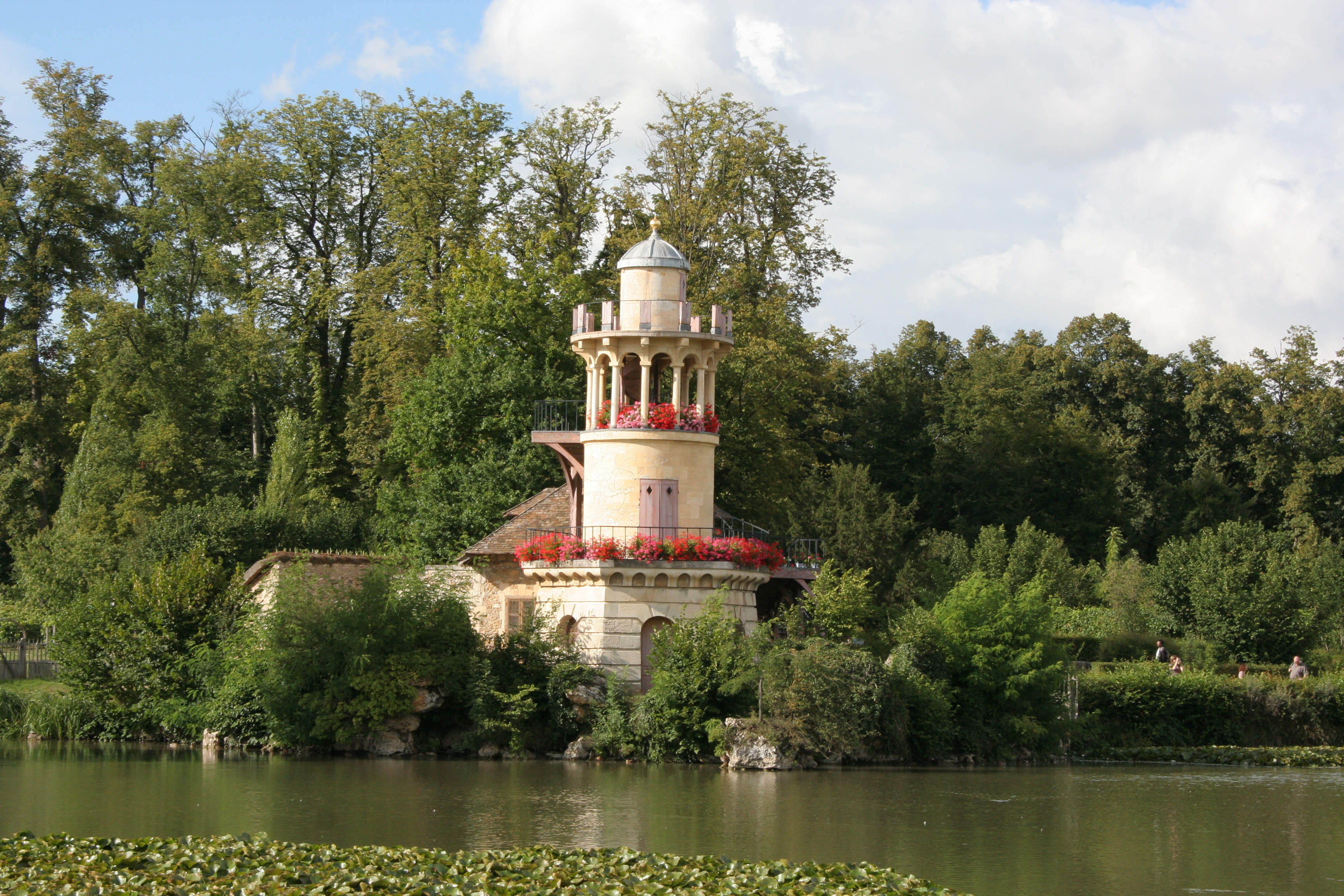
Tour de Marlborough

La tour de Marlborough, édifiée avec l'aspect d'un phare vaguement médiéval, est initialement nommée « tour de la Pêcherie ». Des trois étages de la tour, seul le soubassement hexagonal est en pierre de vergelé,, pour assurer sa solidité. Près de sa base sont posés de faux rochers en moellons de meulière, au travers desquels on a aménagé à l'origine un passage, rapidement démoli, qui mène au lac. La tour sert au stockage, dans son soubassement, des outils de pêche et des barques. Un étroit couloir permet de se rendre depuis la laiterie à cette pièce circulaire. Du pied de la tour, on monte et on descend d'une embarcation en bois de chêne peint en gris, pour les balades sur le « Grand lac » ou la pêche à la carpe ou au brochet. La partie haute est en bois peint d'un décor imitant la pierre et sert à communiquer par signaux avec le château. Lors de la construction de la tour, en 1784, on édifie aussi à proximité une pêcherie, de forme rectangulaire et comportant deux pièces. Mais après moins d'une année de travaux, elle est démolie pour faire place à une laiterie et les matériaux sont réemployés dans les chaumières proches.
Le nom Marlborough est une référence à la berceuse Malbrough s'en va-t-en guerre, écrite en 1722 mais remise au goût du jour en 1782 grâce à Beaumarchais et sa reprise à la cour par la nourrice du dauphin, Geneviève Poitrine.
Après la Révolution, la tour est l'un des bâtiments les plus endommagés. Sa structure métallique a été vandalisée. Lors des travaux de restauration engagés par Napoléon, la partie supérieure est simplifiée et l'ensemble du bâtiment est repeint en imitation de « pierre en ruine ».
L'escalier de bois débillardé à limon courbe sur poteaux avec marches massives en chêne, qui entourait initialement la tour, avait disparu à la fin du XIXe siècle, après avoir fait l'objet d'une réfection complète en 1837, de même que la tourelle supérieure couverte de plomb ; il a été reconstruit à l'identique en 2002 lors des travaux de restauration de l'ensemble. Garni de giroflées et de géraniums qui « figurent un parterre aérien », il permet de rejoindre une pièce ronde, entourée de douze arcades, qui paraît avoir été créée comme un petit boudoir puis, à l'étage supérieur, un balcon circulaire permettant d'apprécier la vue panoramique sur le lac et l'ensemble du hameau,.

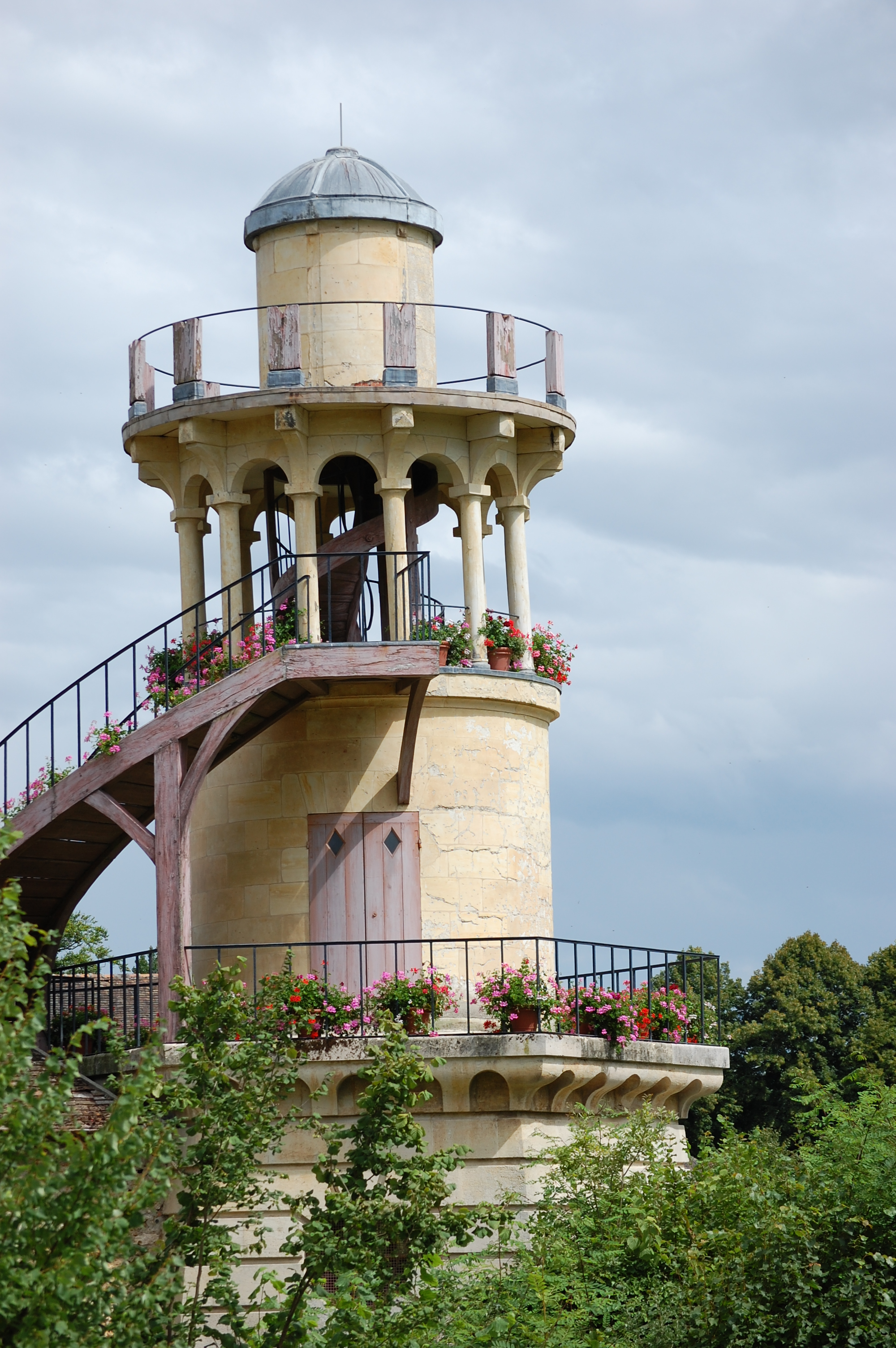
Détail du haut de la tour
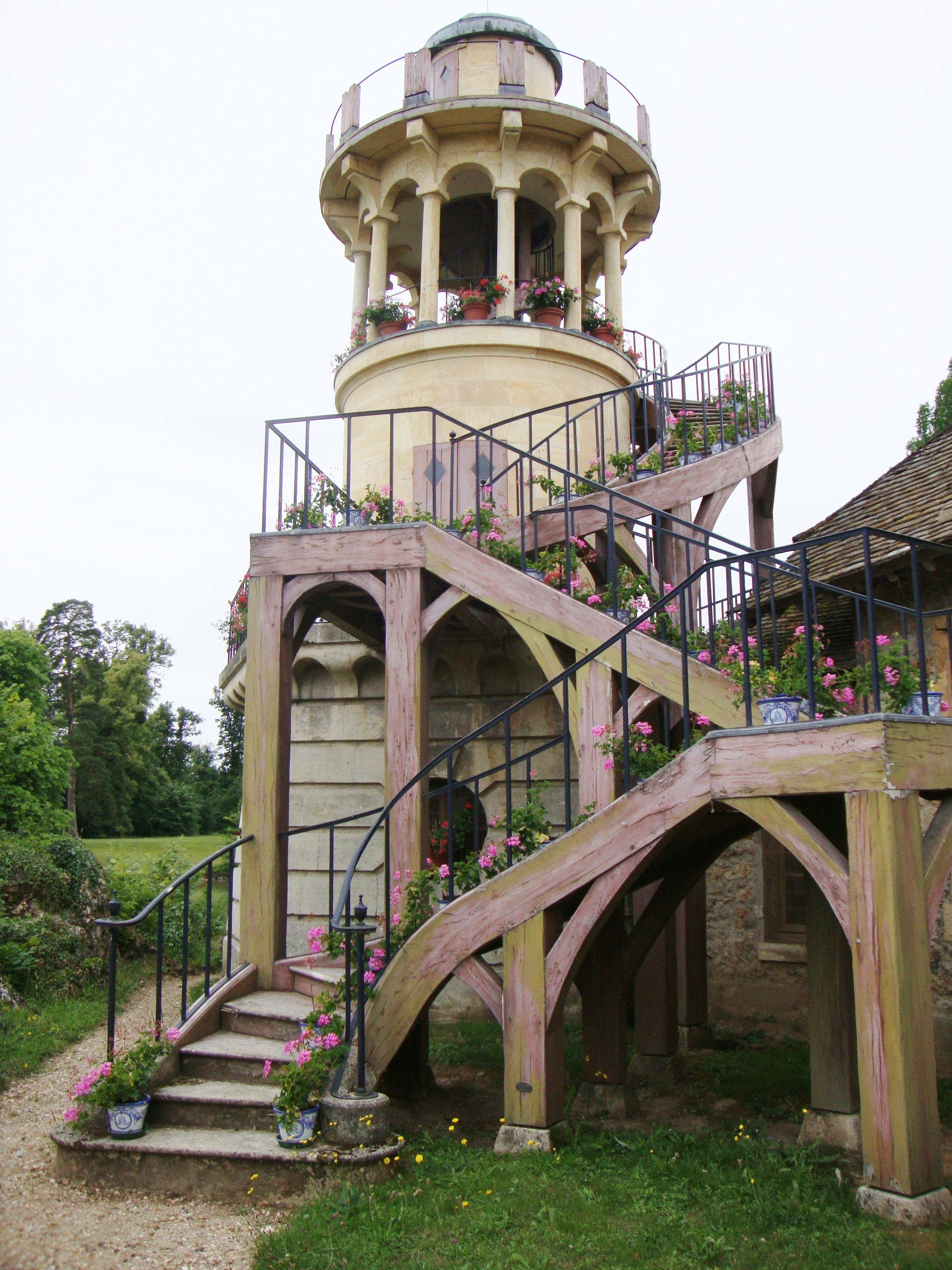
L'escalier de la tour
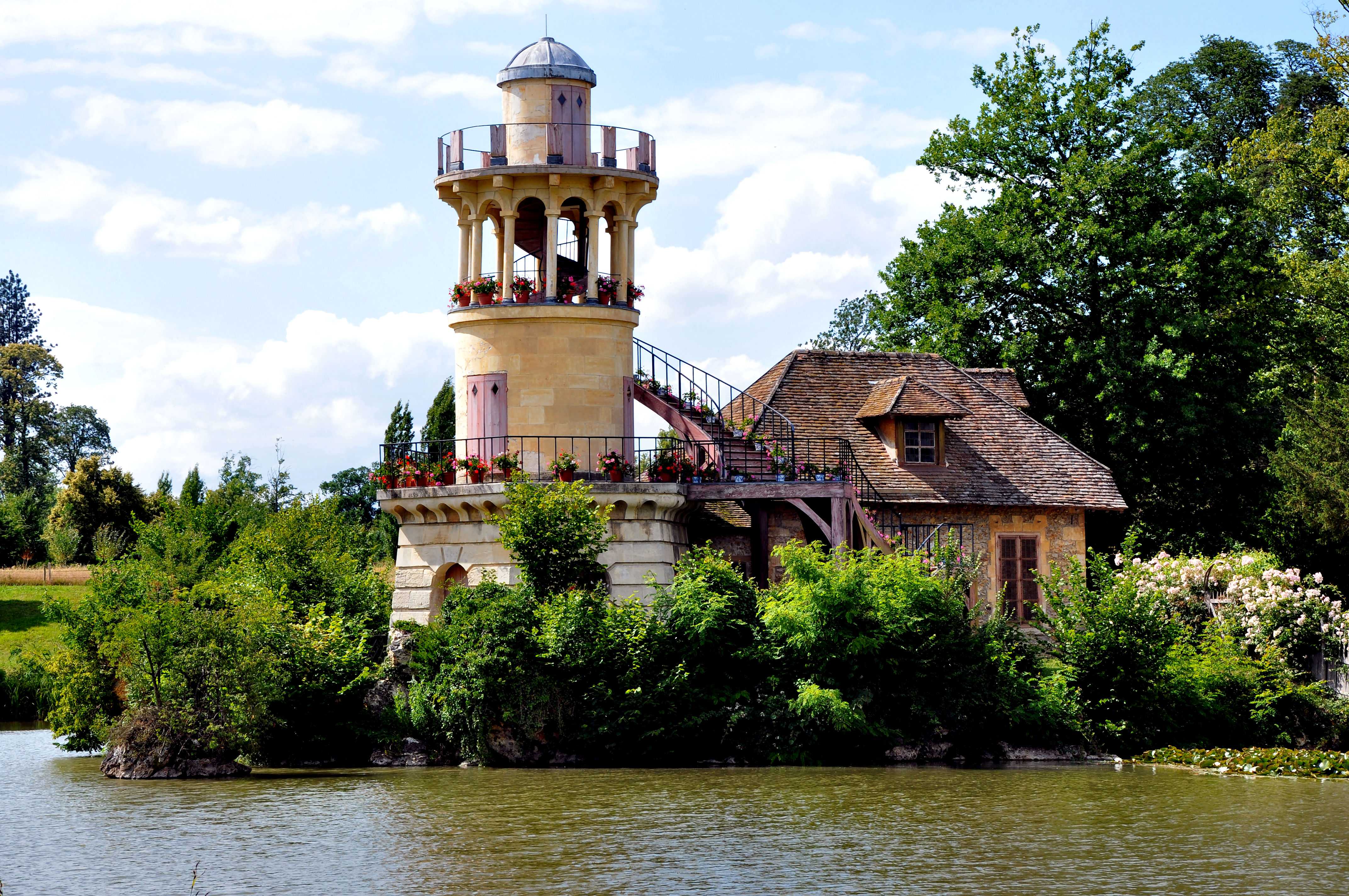
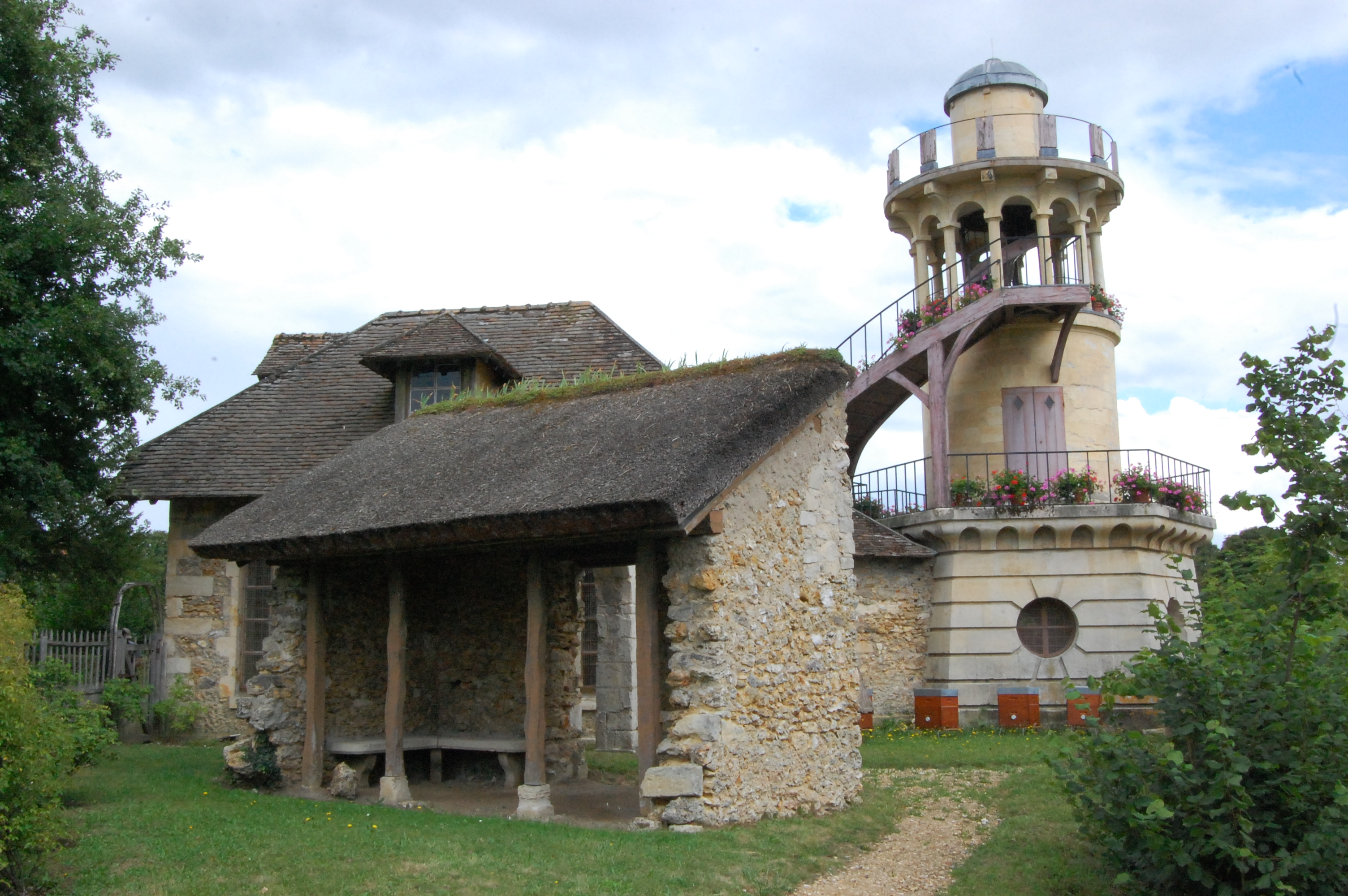
La tour vue du côté des ruches
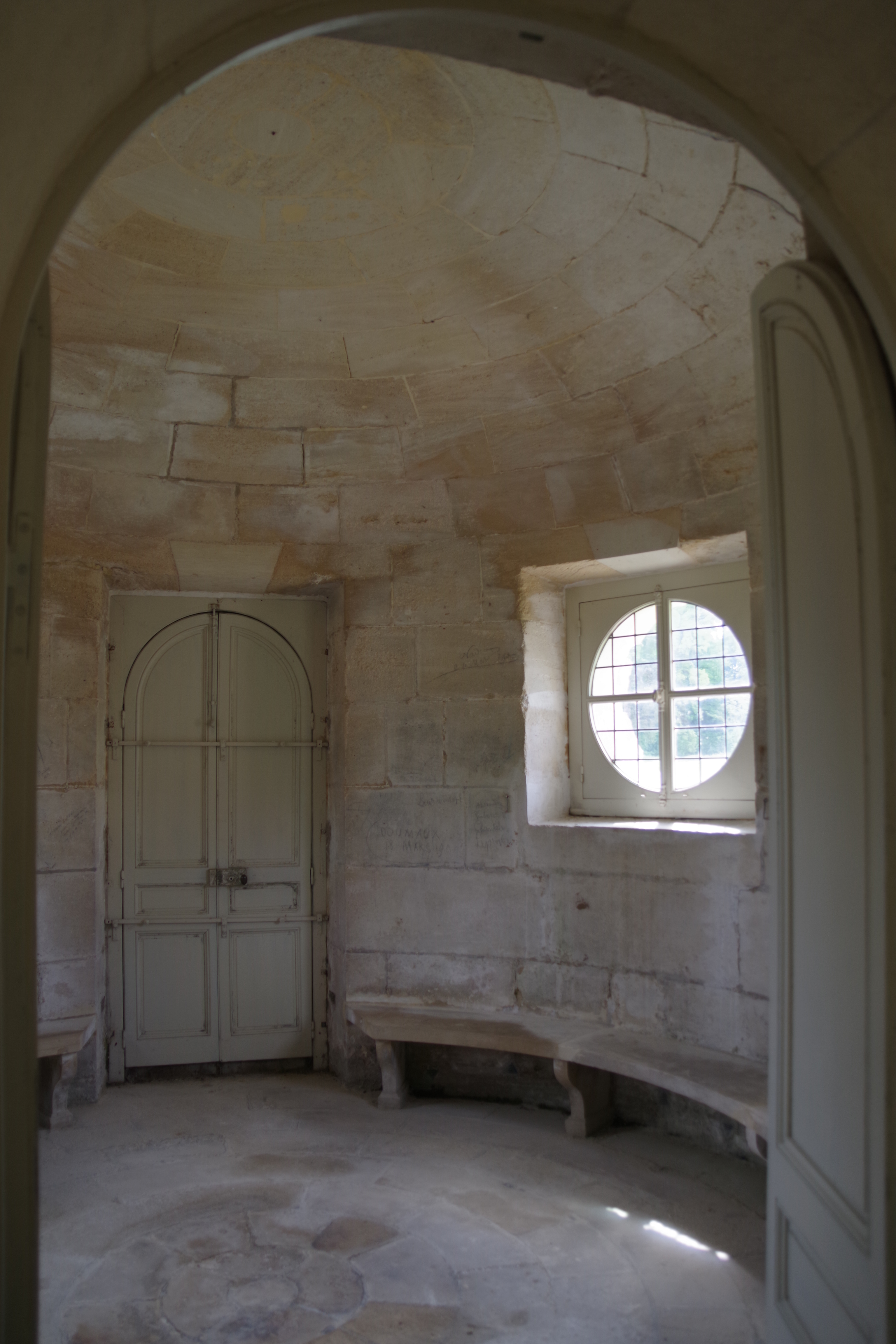
Sous la tour.

### Moulin
Le moulin est l'une des chaumières les plus pittoresques, avec un charme pictural qui rappelle le rôle du peintre Hubert Robert dans la création du hameau. Les quatre façades de l'édifice ont chacune un aspect et un décor différents bien qu'en harmonie. La roue mue par le ruisseau dérivé du Grand lac n'est qu'un élément de décor et aucun mécanisme ni aucune meule ne furent installés dans cette fabrique. En effet, contrairement à ce que l'on avance souvent,,,, le moulin n'a jamais servi à moudre le grain : le courant est si lent que la roue initiale en chêne, pourtant simplement décorative, tourne avec une telle difficulté qu'il a fallu la changer pour une de taille plus réduite.
La salle du rez-de-chaussée semble avoir servi un temps de galerie d'exposition pour les premières maquettes du hameau. À ce salon est accolé un petit cabinet, servant de garde-robe. Un petit couloir donne accès à une porte d'entrée latérale. La pièce carrée du premier étage, de quatre mètres de côté, tient lieu de petite salle à manger ou de chambre, dont on ignore si elle servit jamais. On y accède par un escalier extérieur complexe de deux volées de marches. Sur l'avant, un cabinet en colombages est construit en excroissance au-dessus du ruisseau et est relié à la pièce du premier étage par une passerelle permettant un accès en contrebas.
L'intérieur du bâtiment a reçu une décoration sobre mais soignée. Un carrelage est posé dans toutes les pièces et les deux pièces principales comportent chacune une cheminée du marbrier Le Prince. Une corniche moulurée et des lambris peints en faux bois d'acajou complètent le décor. Le moulin dispose au sud d'un jardinet clos par une haie de charmilles et d'une pergola. Un lavoir lui est aussi accolé, au bord du ruisseau.
Très délabré après la Révolution, le moulin est restauré de façon importante à partir de 1810 sous la conduite de Trepsat. Les toitures et cloisons sont rétablies, l'escalier démoli puis reconstruit, les portes et croisées entièrement restaurées. On remonte par ailleurs une nouvelle cheminée de marbre dans le salon, devant laquelle sont installés une table de chêne, quatre fauteuils et quatre chaises. Comme toutes les constructions du hameau, la fragilité du moulin impose des interventions régulières tout au long des XIXe et XXe siècles. En 1993, une troisième restauration complète du bâtiment est menée sous la direction de Pierre-André Lablaude, architecte en chef des monuments historiques. Le cabinet sur pilotis qui surmonte le bief, disparu vraisemblablement au début du XIXe siècle, est alors restitué, tout comme la roue, qui est la septième roue installée au moulin depuis la construction et qui, dans son format d'origine mais désormais mue par un moteur électrique, fait elle-même courir l'eau du ruisseau. Le lavoir, détruit lors de la chute d'un arbre dans les années 1930, et reconstruit peu après, est restauré.

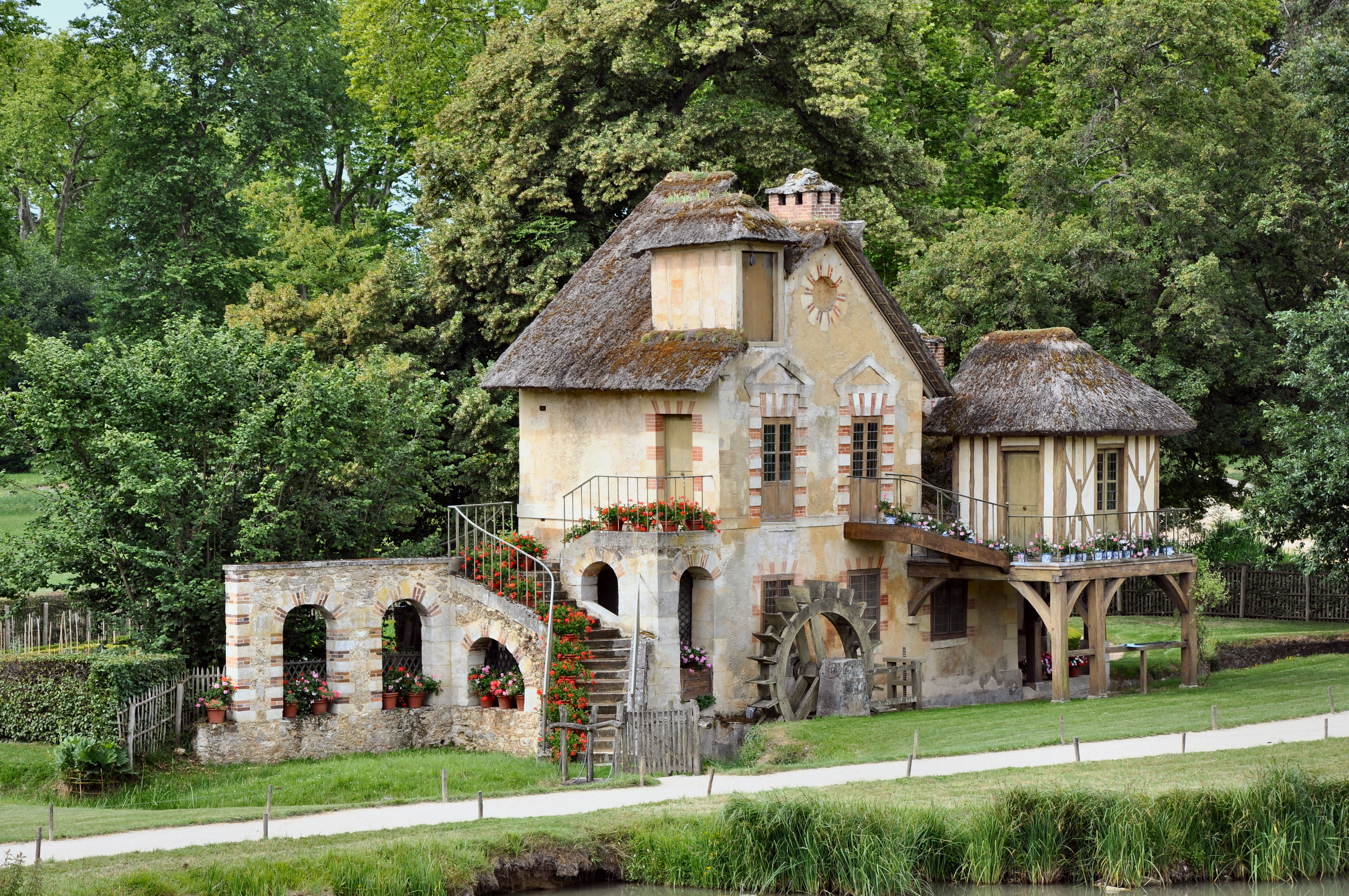
Le moulin vu de la maison de la Reine
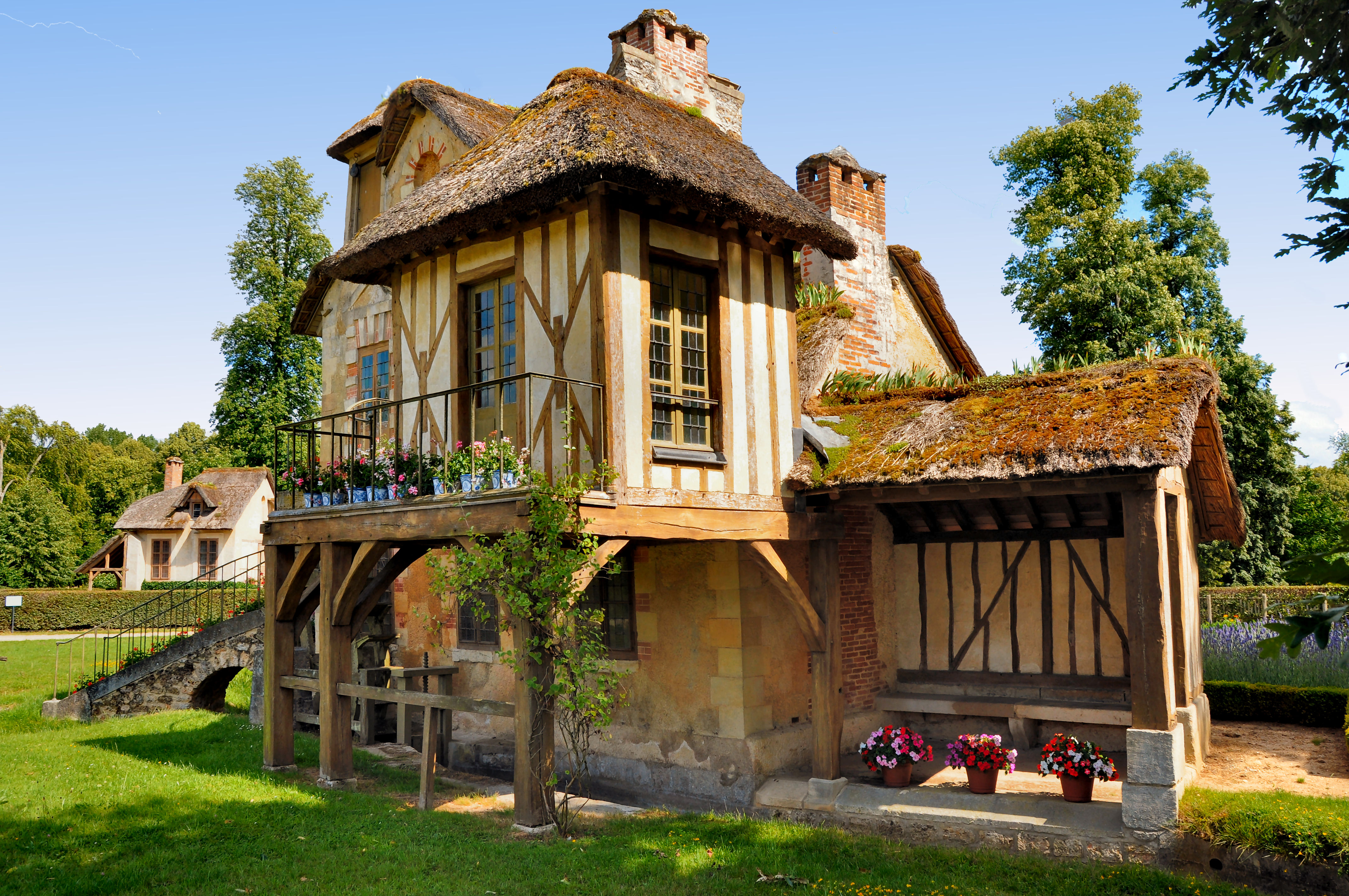
Le moulin vu du côté du lac
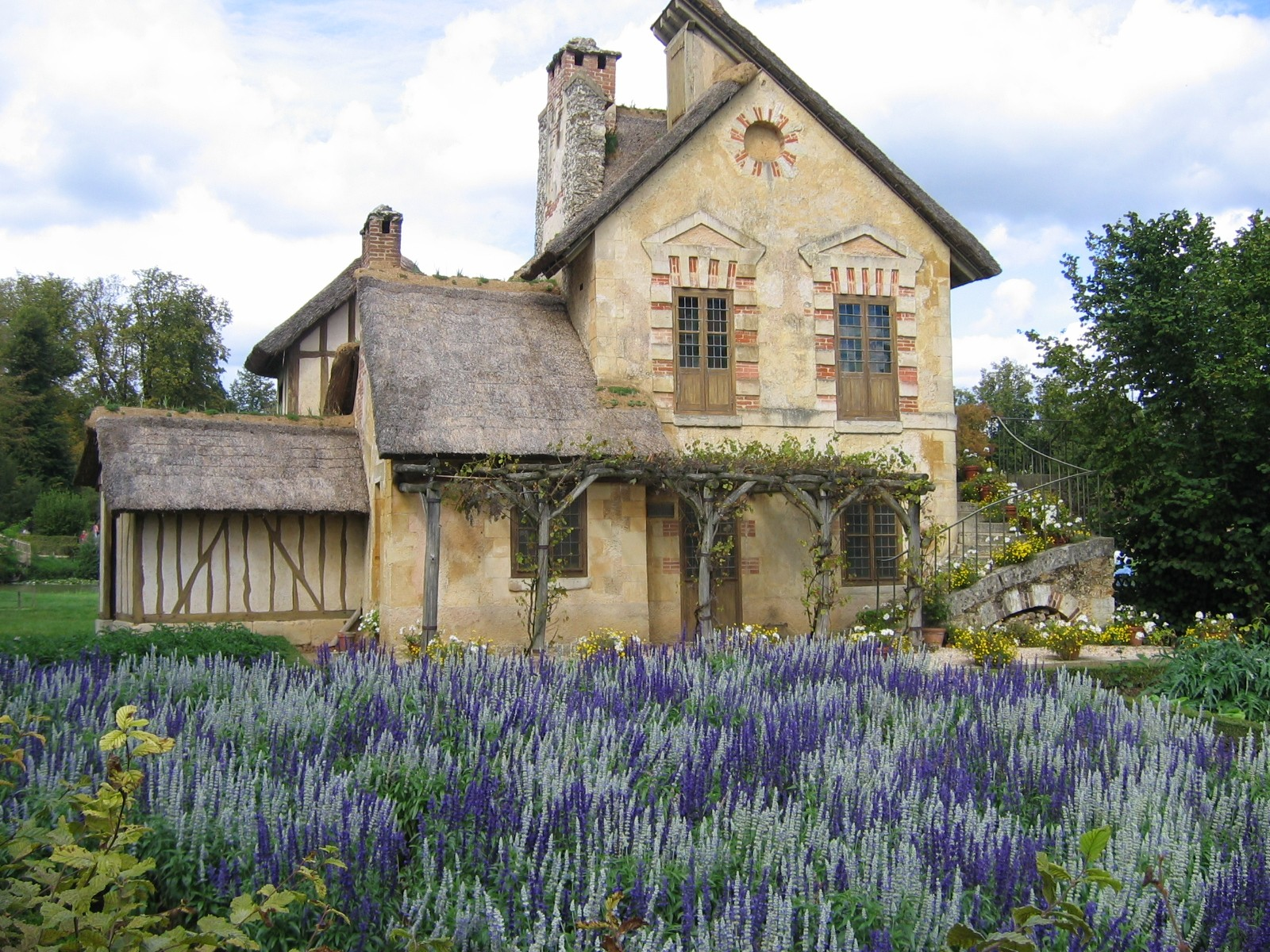
Moulin (vue arrière)
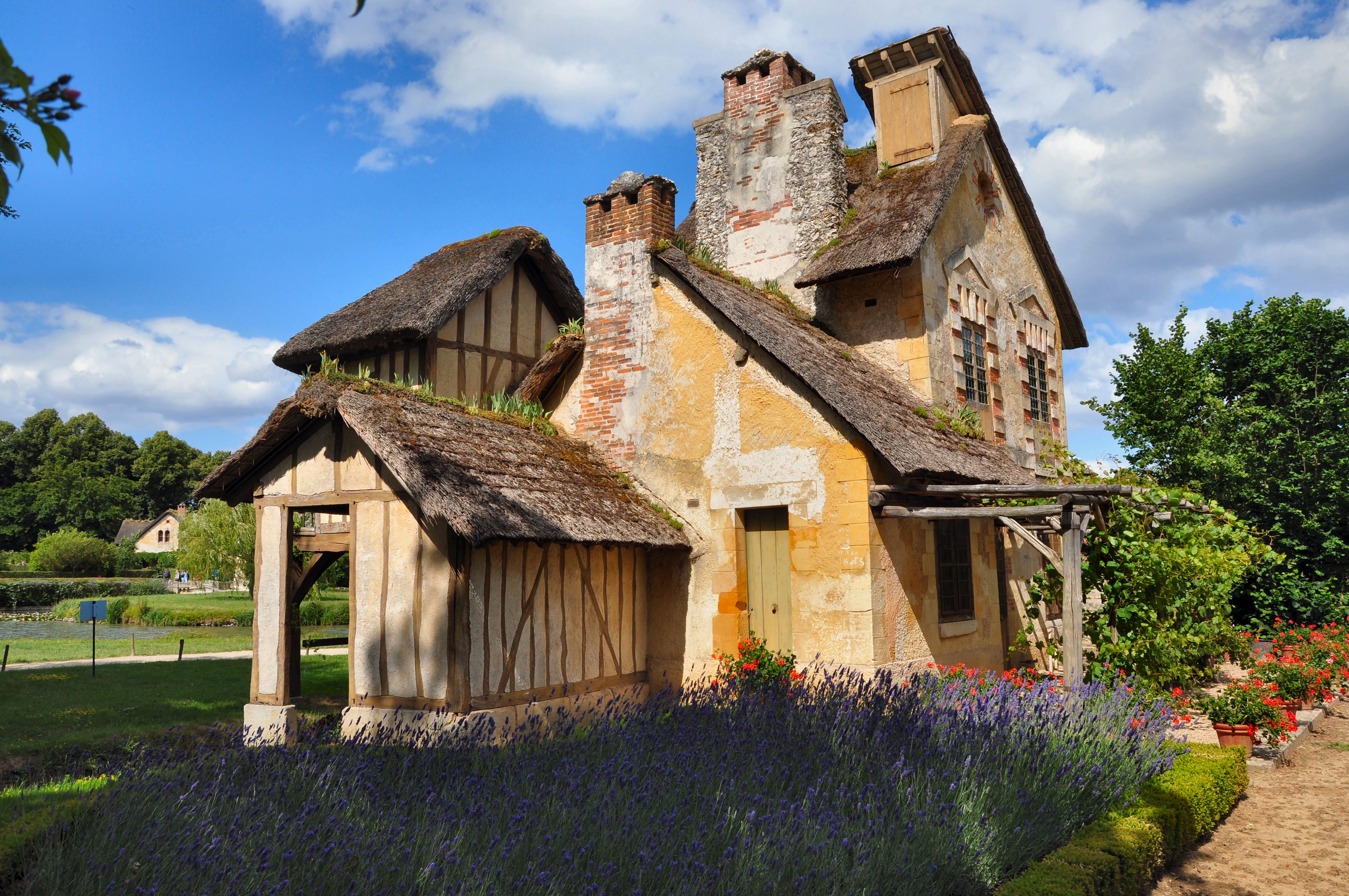
Moulin (vue arrière)

### Réchauffoir
Le réchauffoir se situe en retrait, à une douzaine de mètres à l'arrière de la maison de la Reine, masqué par des arbustes touffus. Il comprend les locaux nécessaires au service : une vaste cuisine, un fournil, un bûcher et un garde-manger, mais aussi la lingerie et l'argenterie. L'intérieur est constitué de pierres de taille et est éclairé par trois fenêtres. On peut y réchauffer les mets en provenance du Grand Commun. Destiné initialement à n'être qu'un « réchauffoir », on y cuisine en fait véritablement des plats destinés aux dîners donnés par la Reine dans sa Maison ou au moulin. Un grand fourneau de vingt-deux feux, peint en décor de fausse brique, côtoie un four à pain et une cheminée-rôtissoire. Un placard est destiné à conserver la vaisselle royale, de porcelaine et d'argent. Une étuve de deux mètres de hauteur permet de maintenir les plats au chaud. Une table de hêtre est posée au centre de la pièce. L'eau courante est fournie dans la cour par une citerne présente au-dessus de la laiterie de préparation. Une petite maison accolée est destinée à accueillir les valets de pied.
Sa construction débute en 1783, en même temps que les autres chaumières. Il ne s'agit initialement que d'une grande pièce centrale sur laquelle sont appuyées deux annexes en pans de bois, l'une servant de garde-manger, l'autre de dressoir. Elle est alors couverte de tuiles d'Igny, tandis que les autres pièces sont protégées par du chaume. Un four à pain est ajouté en excroissance en 1785, selon le principe des fours paysans de la région, avec un foyer voûté à tuiles réfractaires. L'année suivante, on y adjoint l'« argenterie », avec un accès indépendant non autorisé au personnel de cuisine et réservé à l'« officier d'office ». Un mur délimite ensuite une petite cour rapidement pavée et un bûcher est aménagé à proximité de la salle à manger des valets. Le réchauffoir ne possède pas de jardin propre mais est entouré de murs et de fourrés.
Sous le Premier Empire, malgré la disparition et la vente de presque tout le matériel et le mobilier en germinal de l'an II, le réchauffoir retrouve sa fonction première lors des fêtes données en 1810 et 1811 pour l'impératrice Marie-Louise. Les façades sont repeintes en ocre jaune ou en gris et les intérieurs sont réaménagés : la salle des valets devient l'office, le fourneau est réduit à huit feux et l'argenterie est transformée en échansonnerie. On y installe aussi des quinquets à huile.
Plusieurs restaurations sont entreprises depuis Louis-Philippe jusqu'aux travaux financés par Rockefeller, visant surtout à l'entretien des enduits, des couvertures et des fermetures. Les derniers travaux de réfection datent de mars 1998.

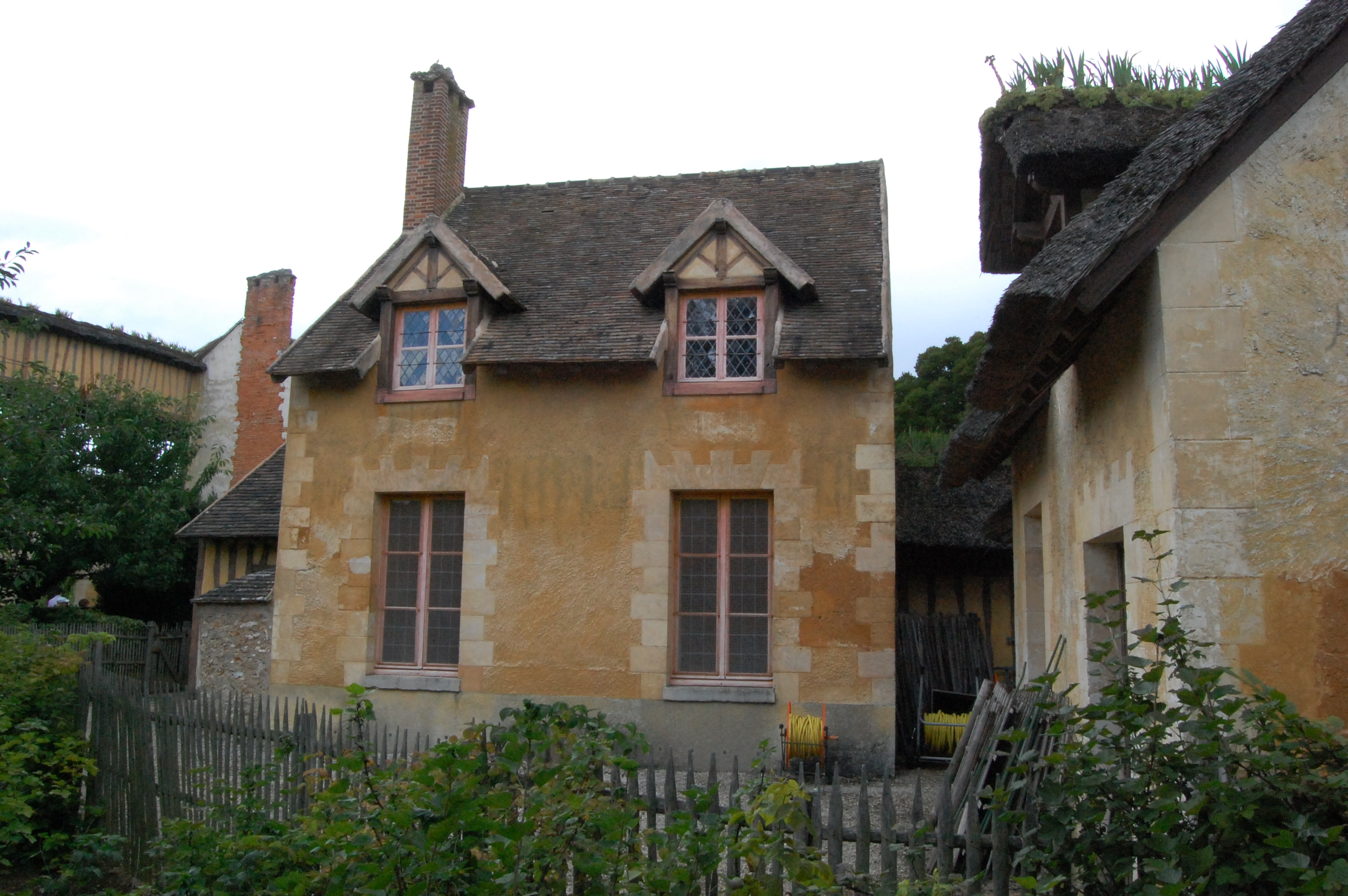
Façade du réchauffoir côté cour vue du verger attenant
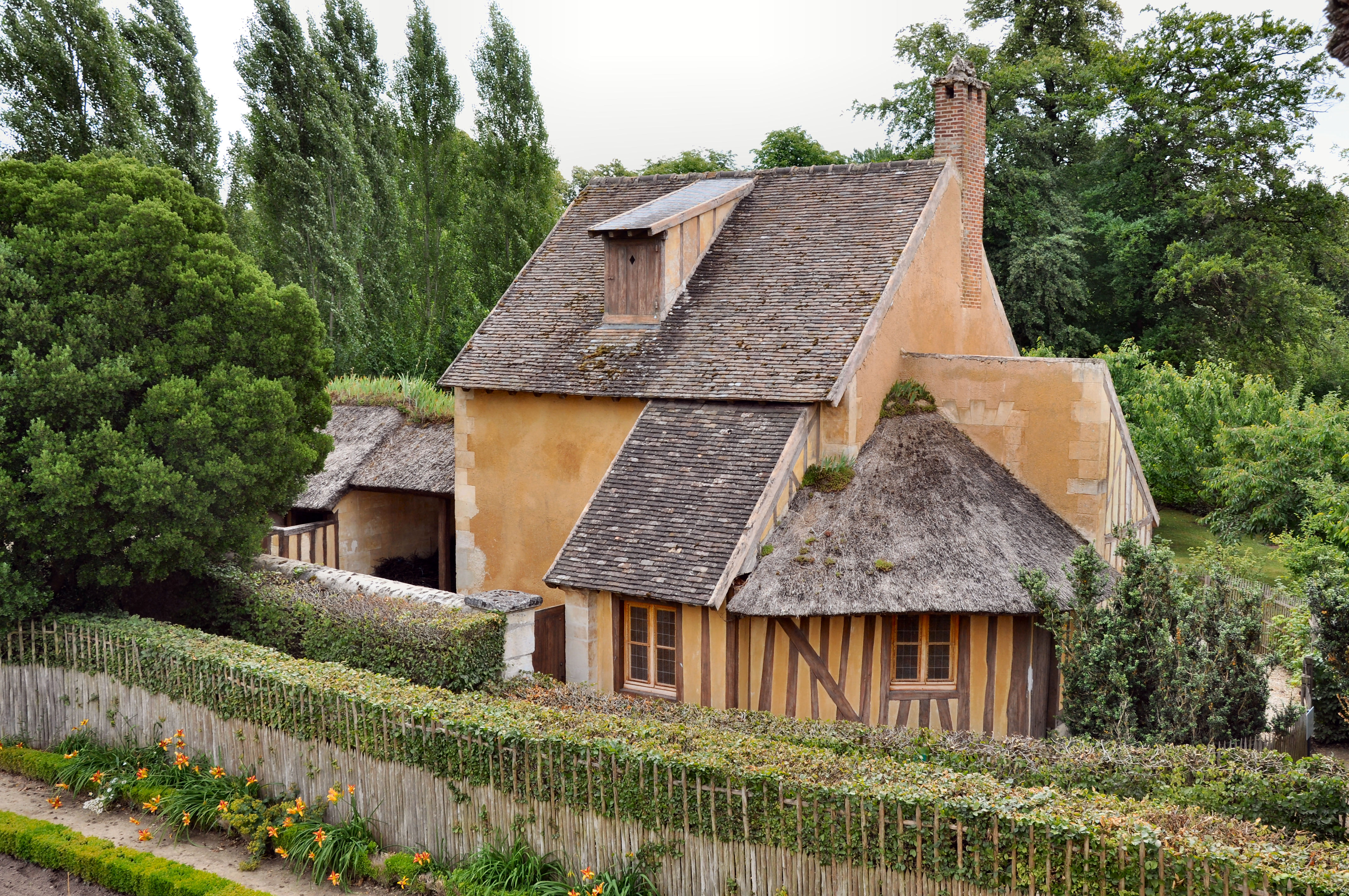
Réchauffoir vu du 1er étage du billard
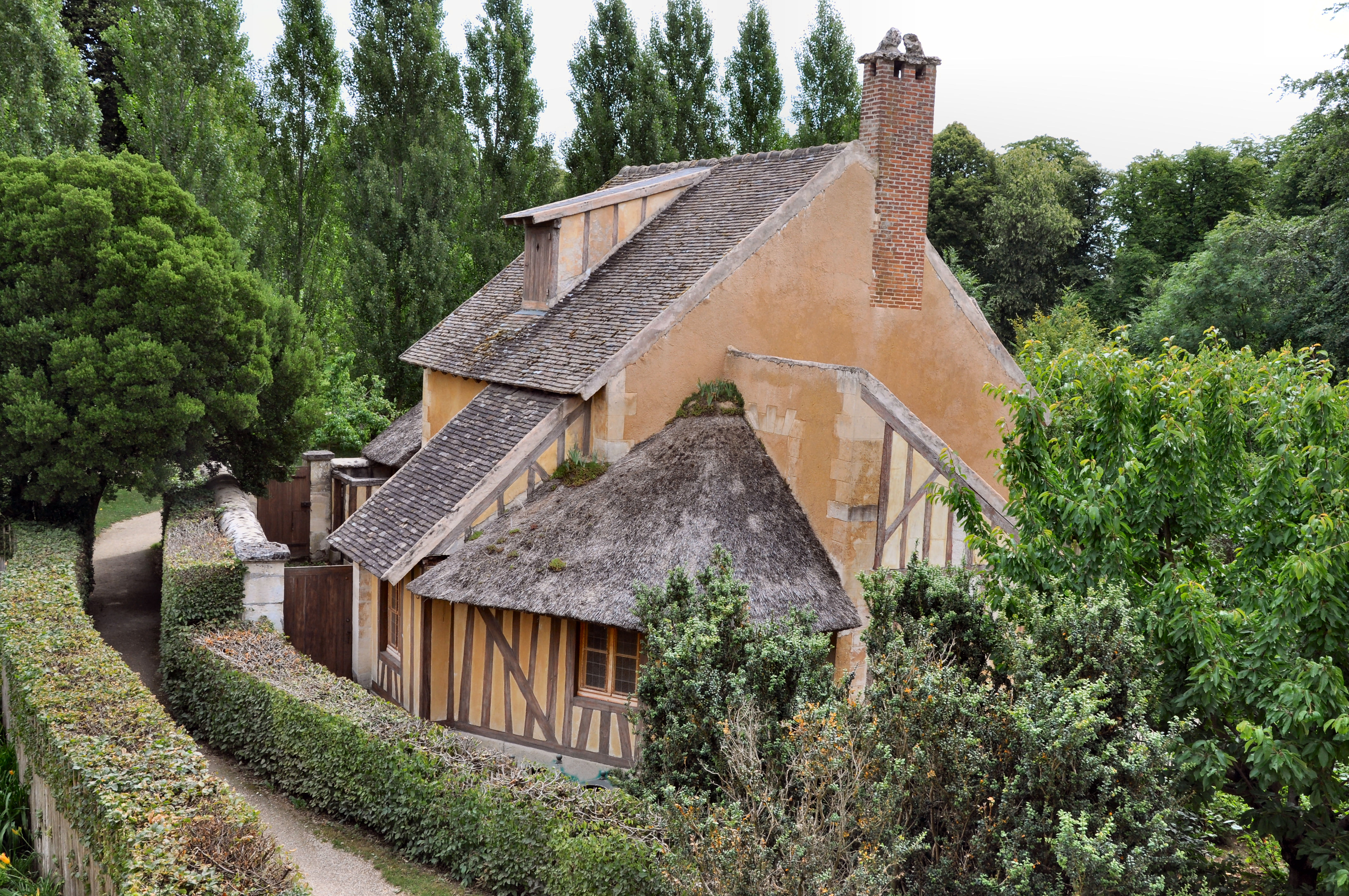
Réchauffoir vu de la maison de la Reine
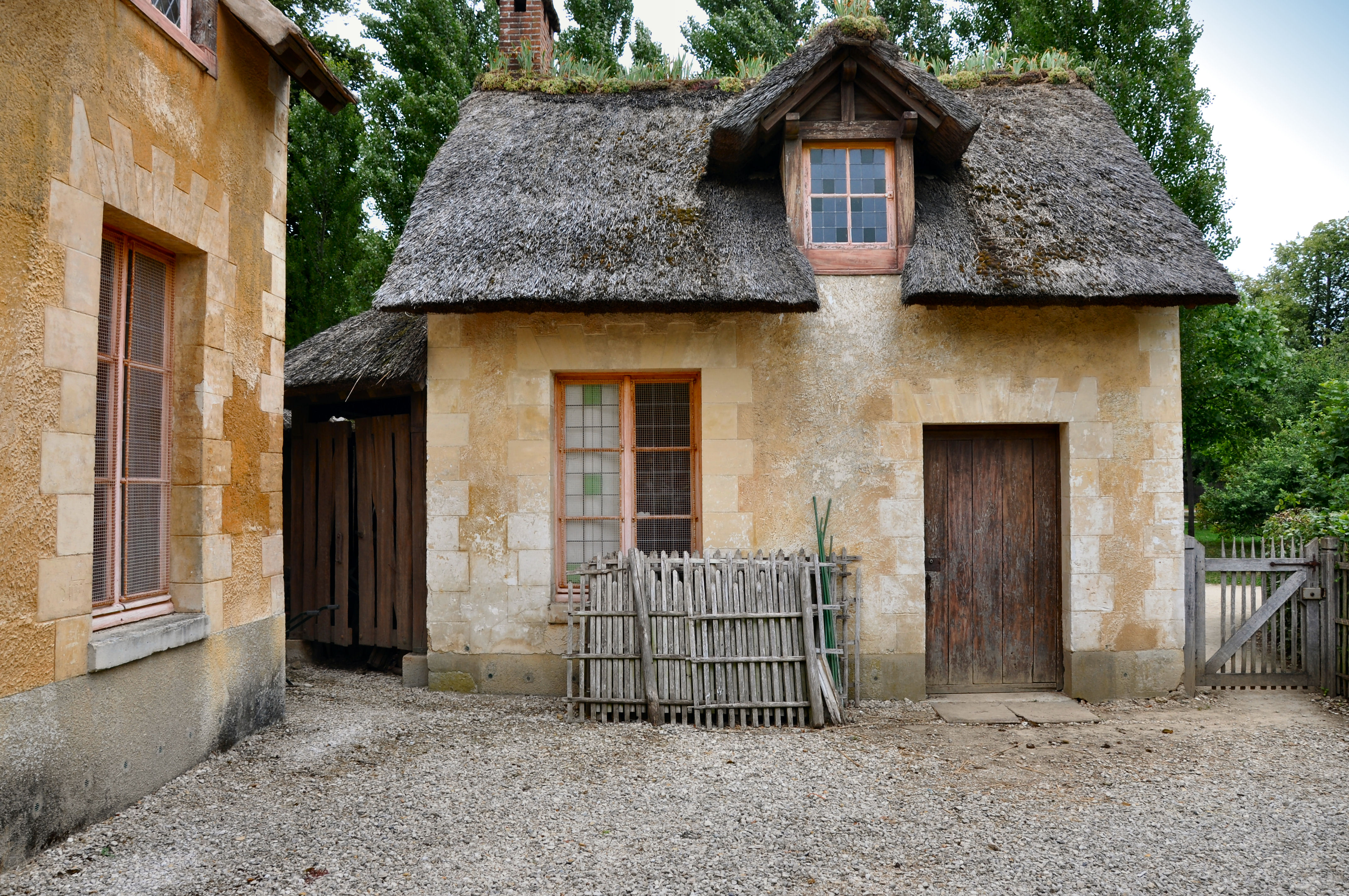
Petite maison des valets de pied
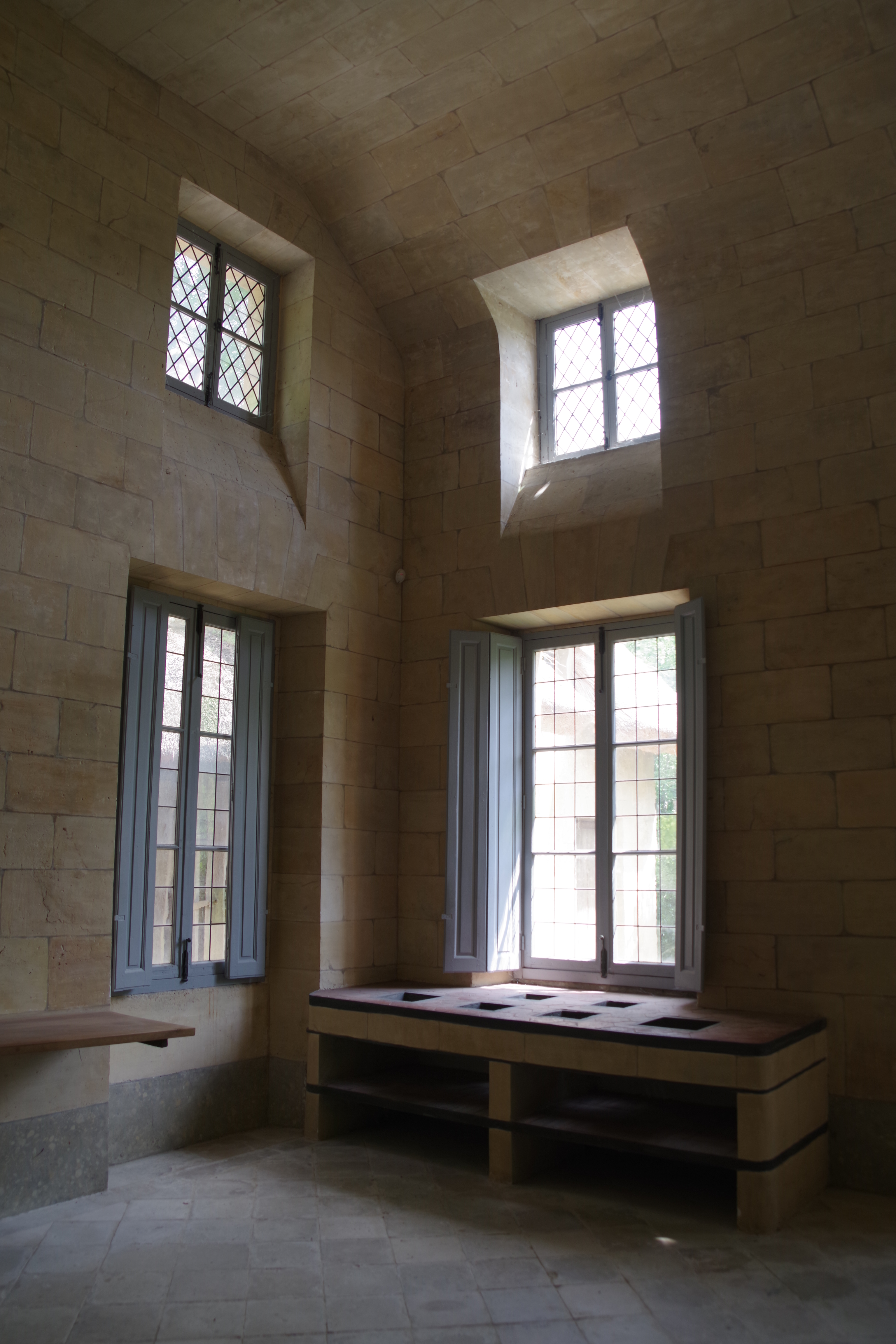
Les réchauds
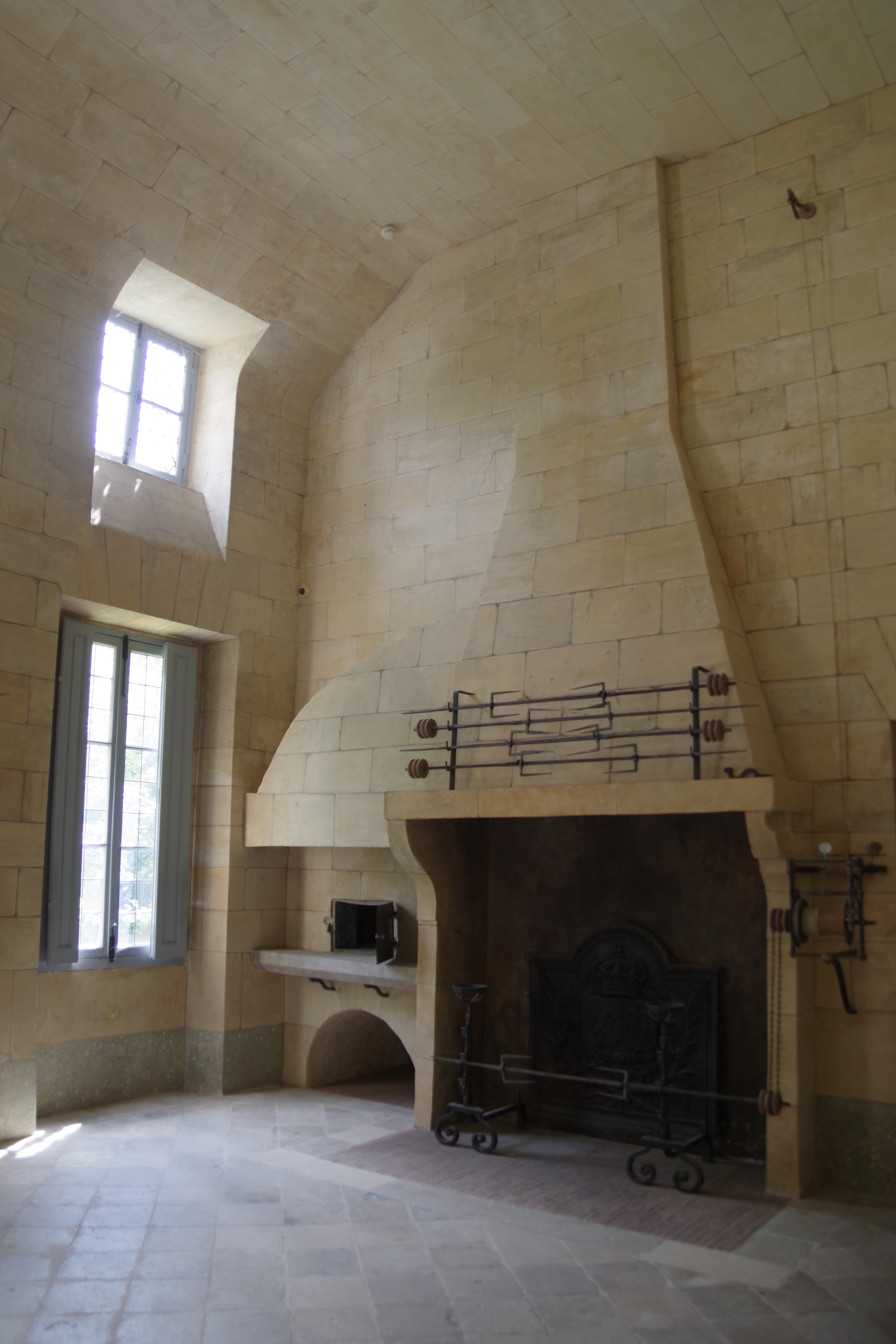
La cheminée avec le rôtissoire et le four à pain.

### Laiteries

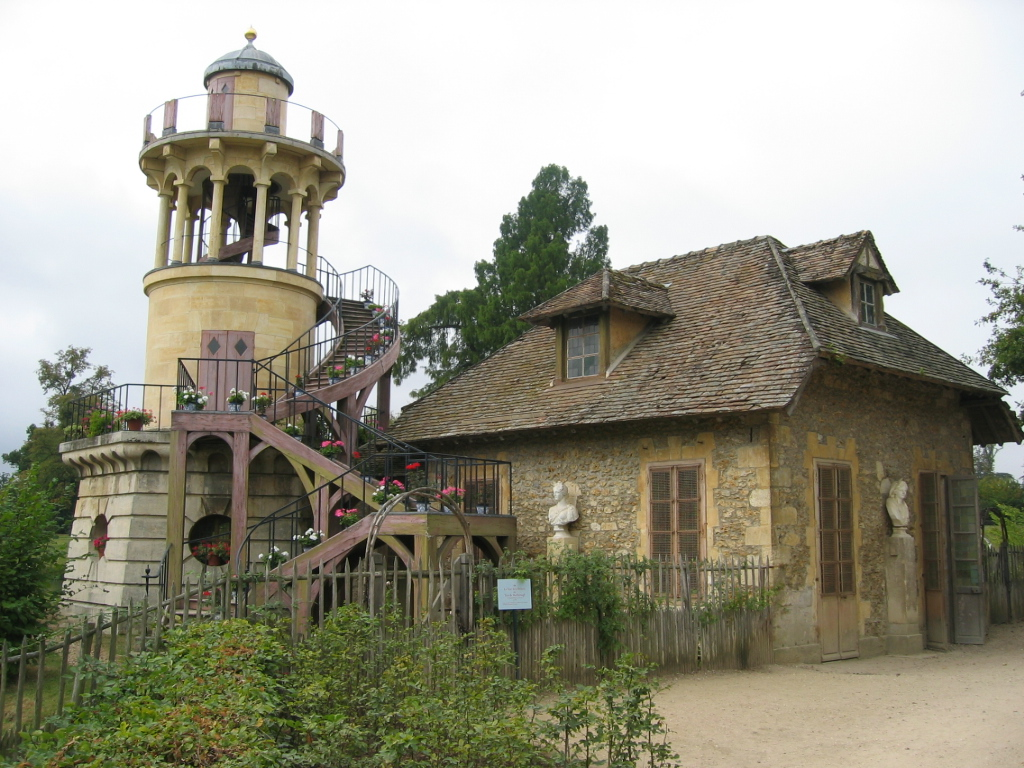
Laiterie (droite) avec la Tour de Marlborough (gauche).

La tradition d'implanter une laiterie au sein d'une propriété royale est ancienne : Catherine de Médicis en avait fait installer une dans le parc du château de Fontainebleau, communément appelée la mi-voie,. Plus tard, Louis XIV en fait construire une derrière la cour des cigognes de la Ménagerie royale de Versailles, pour sa petite-fille Marie-Adélaïde, duchesse de Bourgogne. Madame de Pompadour en équipe certaines de ses résidences, dont celle de Crécy-Couvé, et érige la consommation de laitages en véritable régime diététique aux vertus médicinales. Jean-Jacques Rousseau, dans La Nouvelle Héloïse, ajoute à la consommation de lait une connotation de pureté morale qui confortera la tendance. Louis XVI offre à son épouse une laiterie d'agrément au château de Rambouillet, qu'il fait édifier dans le plus grand secret par l'ordonnateur des bâtiments le comte d'Angiviller, le peintre Hubert Robert et l'architecte Jacques-Jean Thévenin, pour tenter de la convaincre d'apprécier le domaine qu'elle déteste, le qualifiant de « crapaudière ». Marie-Antoinette finit par suivre la tendance de son époque, mais en privilégiant élégance et simplicité, loin de toute extravagance.
À l'origine, il existe au hameau de la Reine deux laiteries : la « laiterie de préparation », dans laquelle sont produits les crèmes et les fromages, est située au nord de la tour. On y écrème le lait en provenance de la vacherie et on y bat le beurre. Une table de pierre est entourée de consoles sur lesquelles sont entreposés des ustensiles de fer-blanc de chez Bayoud. La pasteurisation est réalisée dans une petite pièce voisine. L'eau, qui alimente aussi les proches maisonnettes, est stockée dans un réservoir astucieusement dissimulé dans les combles,. À la différence de la plupart des jardins anglais de l'époque, la laiterie de préparation de Trianon est située au centre du hameau et non à l'écart ou en annexe. C'est le fermier lui-même, Valy Bussard, qui est responsable de ces laiteries et lui seul possède une clef spéciale qui lui donne accès à ces deux chaumières. Ce bâtiment est construit dès 1783, mais avec une autre destination : composé de deux pièces et d'un cabinet, il est à l'origine un fournil, dont le four est adossé à la façade ouest. L'ensemble est recouvert de roseau et l'intérieur est carrelé à partir de matériaux récupérés de la pêcherie, détruite peu de temps auparavant. En 1785, ce fournil est transformé en laiterie sur un modèle comparable à celle du pavillon de la Lanterne, bâtie deux ans plus tard près de la Ménagerie par le Prince de Poix. L'une des deux cheminées est néanmoins conservée et l'on transforme le cabinet en « timbre à glace », permettant l'entrepôt des glaces en provenance des glacières de Trianon, afin de conserver les laitages récemment préparés. La façade sud est ornée d'une pergola et un palis enclot le jardinet et sa plate-bande de fleurs.

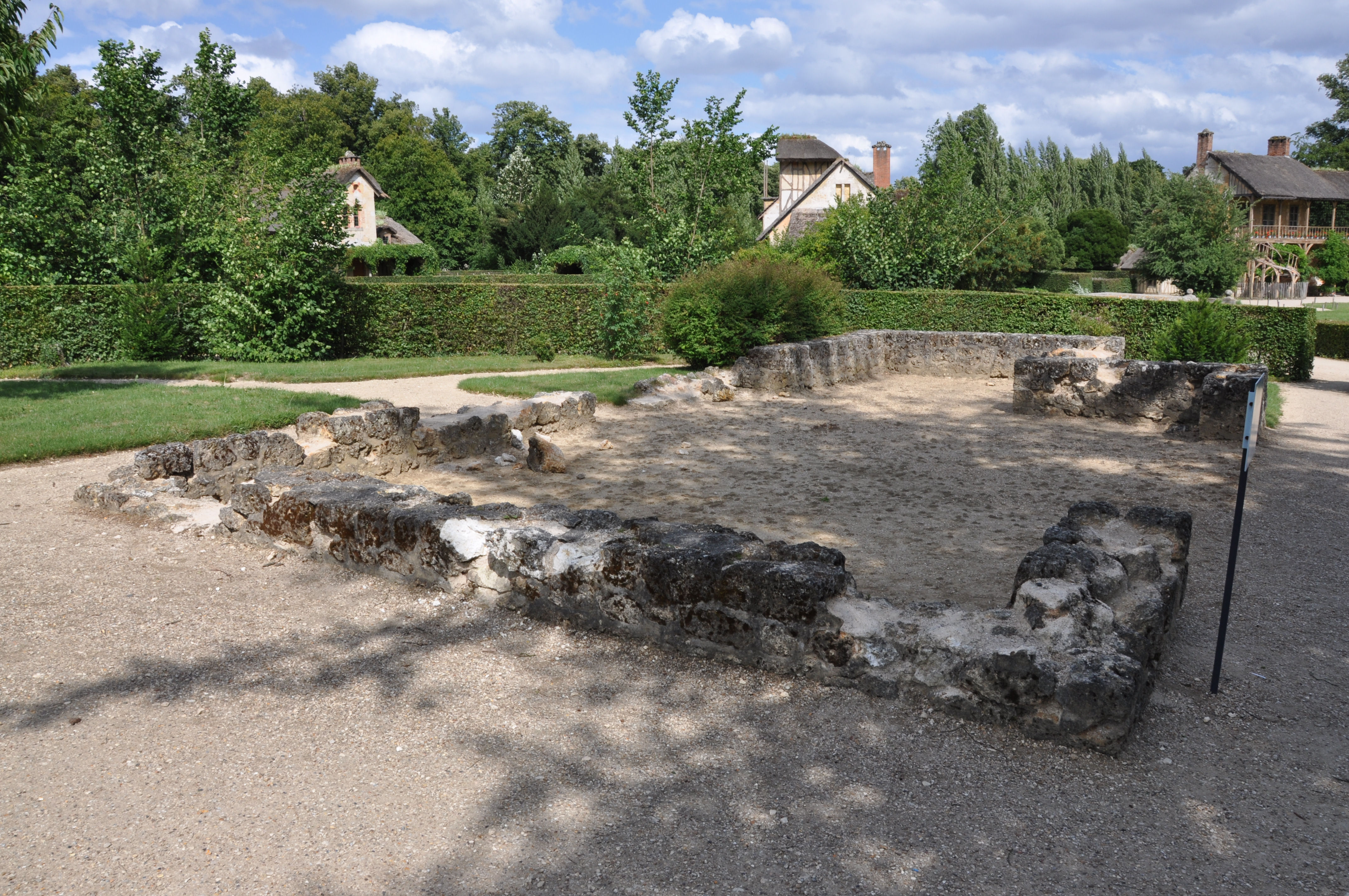
Figuration en moellons de l'ancienne laiterie de préparation.

La Reine vient déguster les produits laitiers dans la seconde laiterie, nommée « laiterie de propreté », sur des tables de marbre blanc veiné disposées autour de la pièce et soutenues par quatorze consoles sculptées. On les lui sert dans des terrines à lait, brocs, tasses ou beurriers en porcelaine, fabriqués dans la manufacture protégée de la Reine, rue Thiroux à Paris. Les sols sont aussi revêtus de marbre bleu et blanc. Afin d'entretenir la fraîcheur de la pièce, un filet d'eau s'écoule dans une rigole centrale et l'on a disposé dans quatre niches des vasques ornées de dauphins sculptés. Les murs sont ornés d'un décor en trompe-l'œil. La laiterie de propreté est, avec la maison de la Reine, la seule chaumière à être couverte de tuiles, en raison de la fragilité de la voussure à caissons peints. Elle occupe l'emplacement de l'ancienne pêcherie, démolie en 1785, mais sur une plus large emprise. On construit même un petit hangar simplement équipé de deux bancs de pierre, à l'extrémité d'un mur percé de deux arches.
La première laiterie est détruite sous le Premier Empire, le coût de restauration à l'identique étant jugé trop élevé,. Le mobilier d'origine de la laiterie de propreté et de la laiterie de préparation disparaît lors de la Révolution française. Lors de la restauration commandée par Napoléon Ier en 1811, Aimable Boischard installe dans la laiterie de propreté une nouvelle table de marbre comparable à celle qui avait été à l'origine créée par Louis-François Leprince. Le « N » qui ornait les pieds est remplacé sous Louis XVIII par un « L ». Des têtes de bouquetins viennent surmonter les vasques originales de porcelaine décorées de filets bleus et les canalisations permettant leur alimentation en eau sont dissimulées sur les quatre façades extérieures par des bustes de marbre blanc surmontant des gaines de pierre et représentant un berger, une dame romaine et deux dames de la cour de Louis XIV. En 1904, ces deux dernières ont été remplacées par un faune et Silène. Lors de la campagne de 1933, un marquage de moellons délimite grossièrement les fondations de l'ancienne laiterie de préparation.

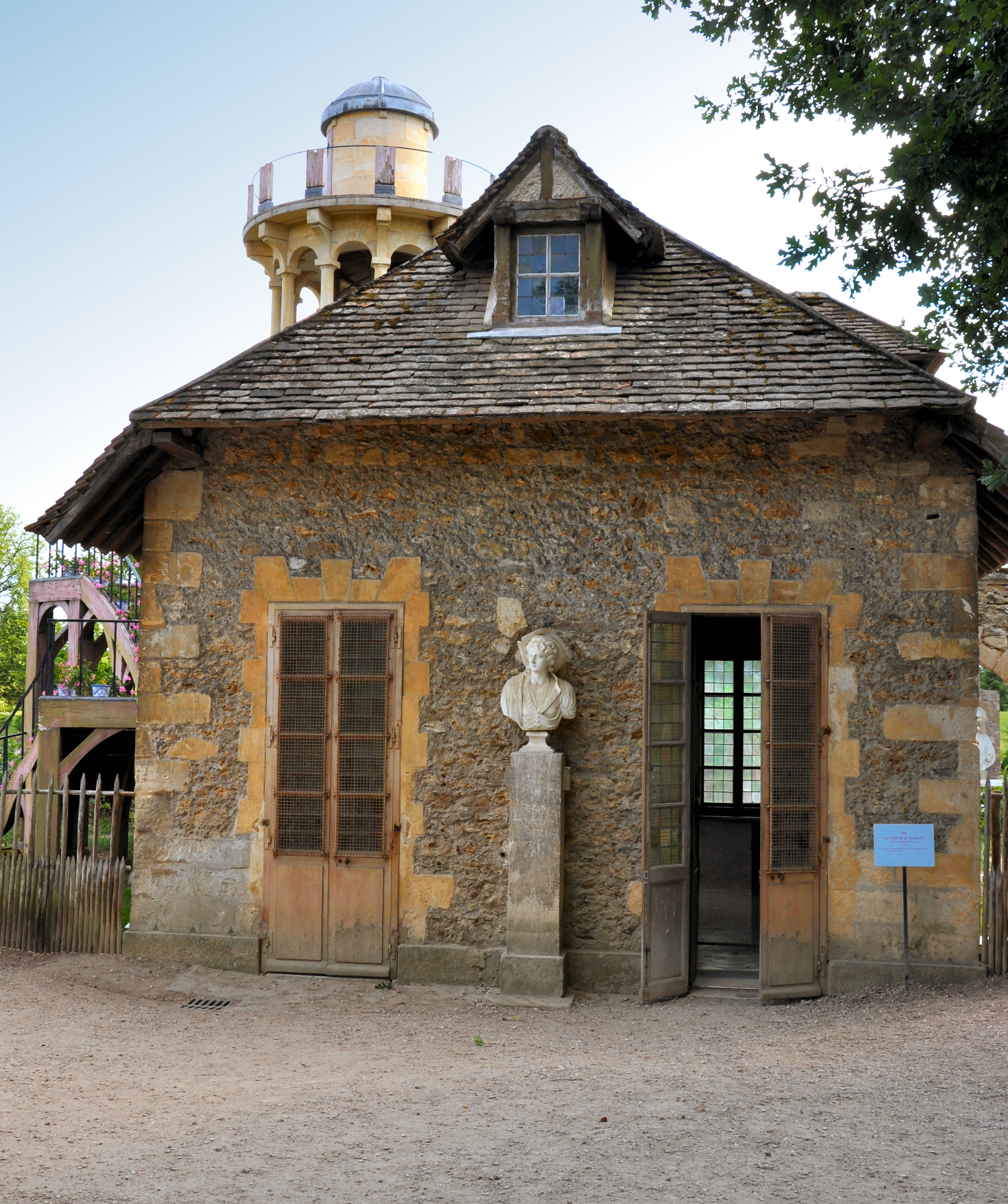
Façade de la laiterie de propreté
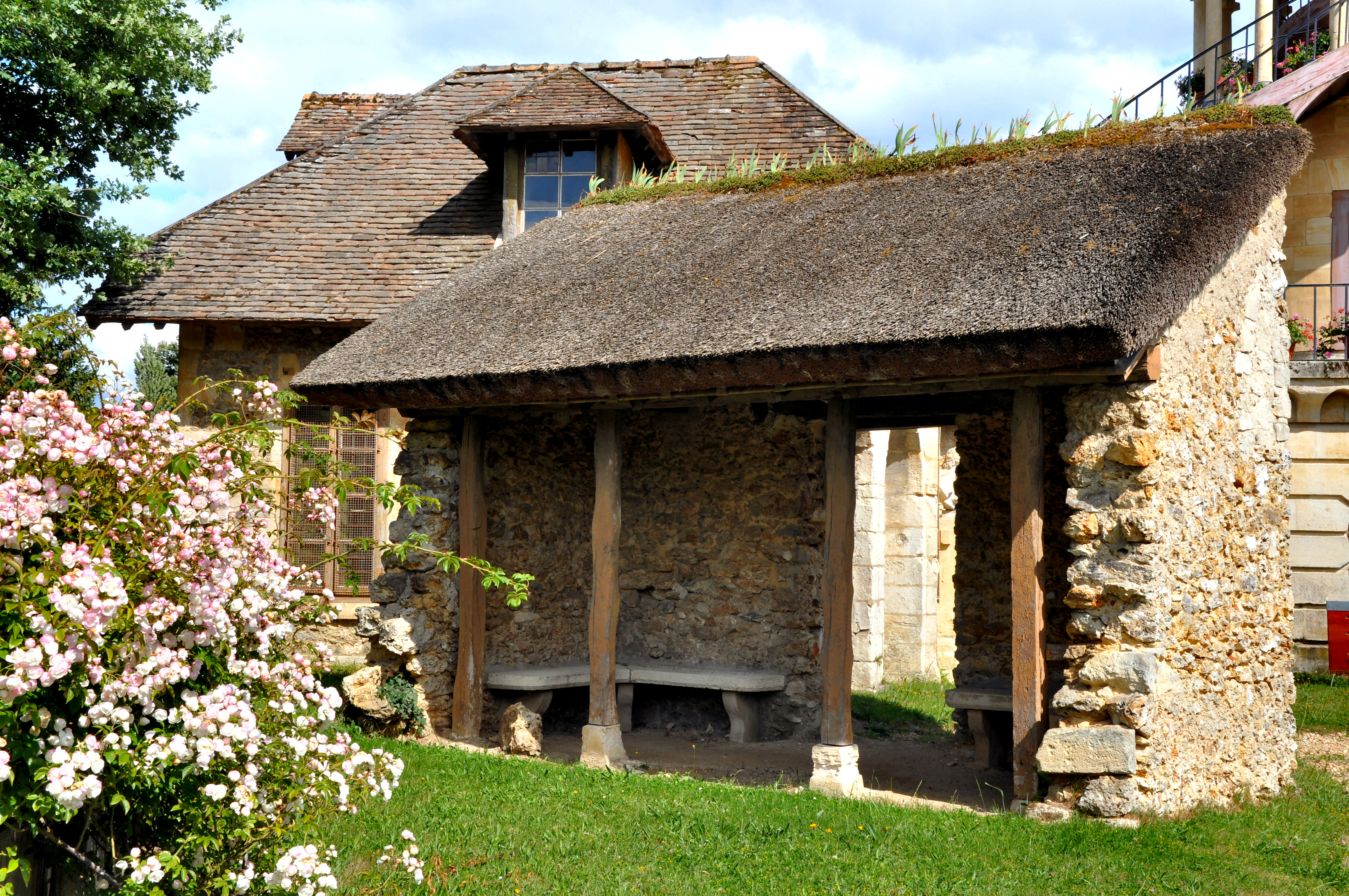
Hangar accolé à la laiterie
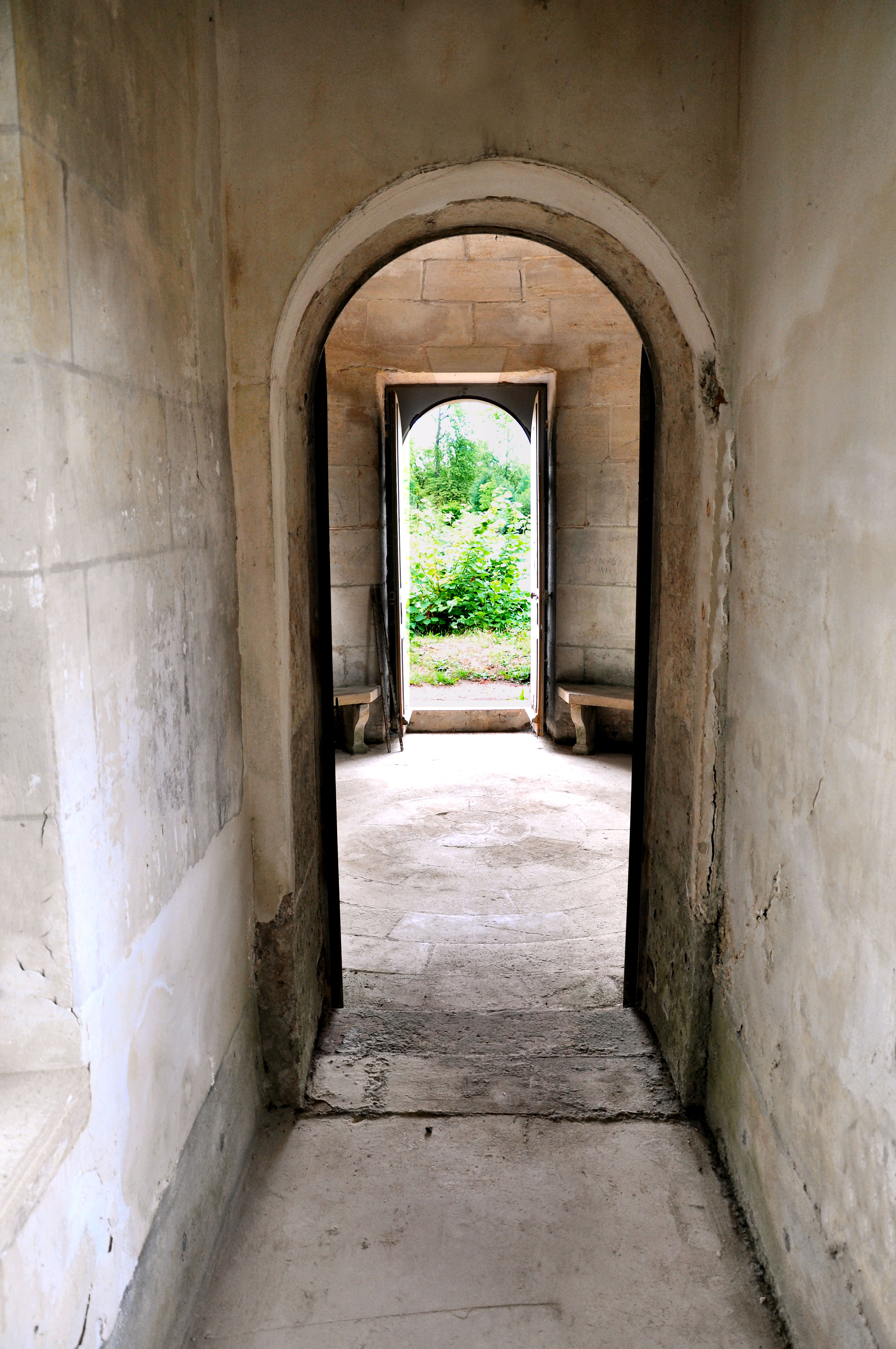
Couloir entre la laiterie et la pêcherie
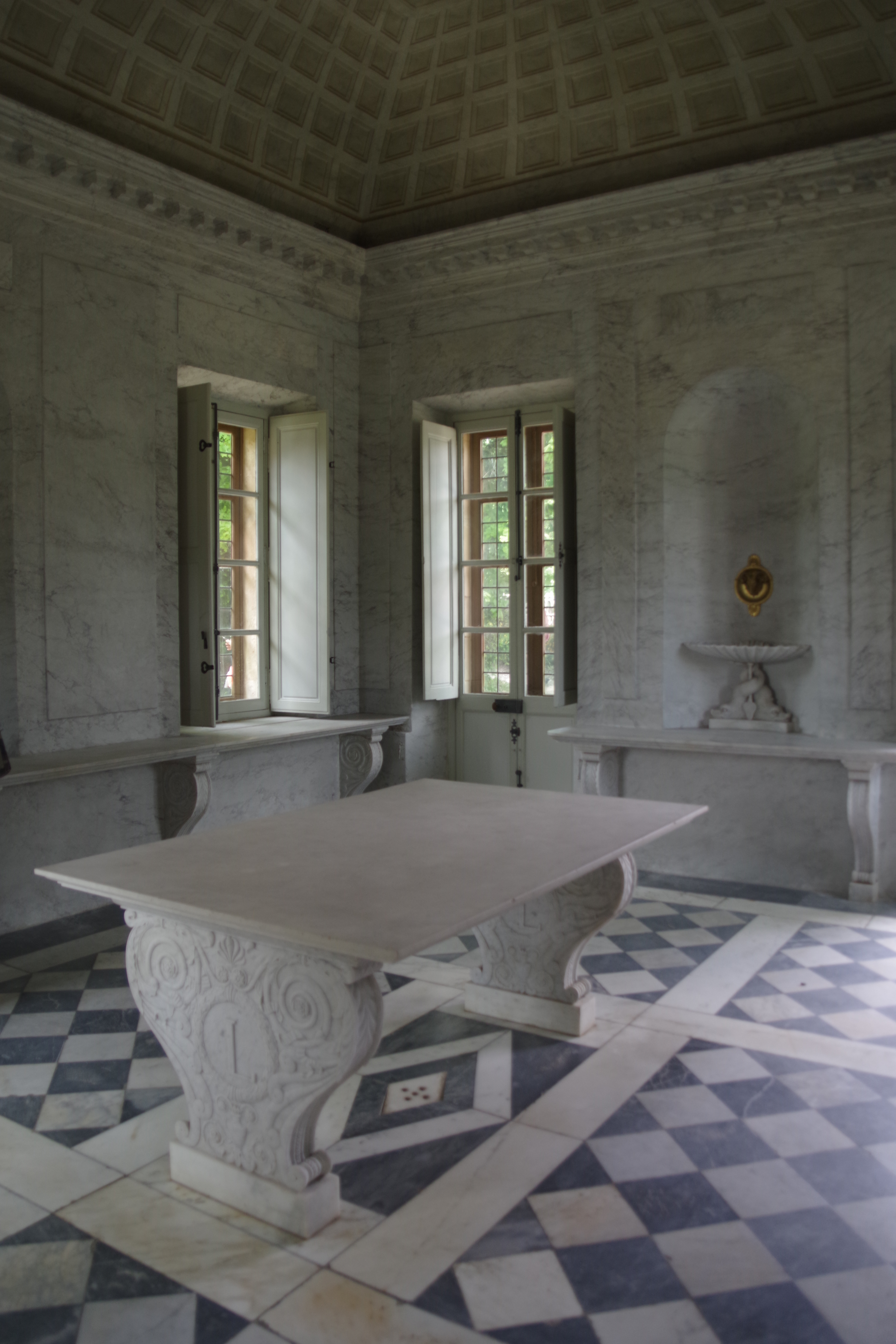
Intérieur de la laiterie.
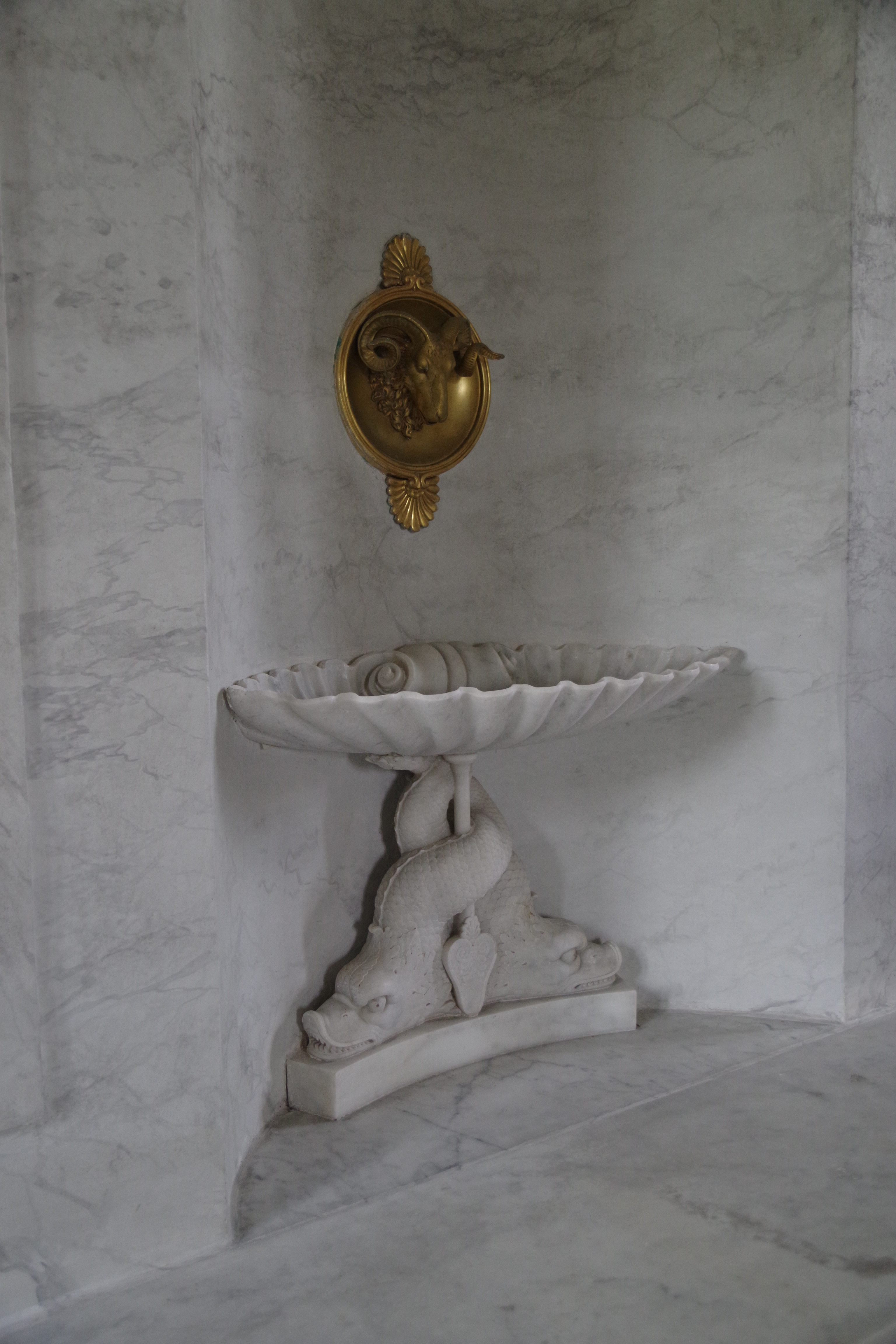
Une des fontaines.
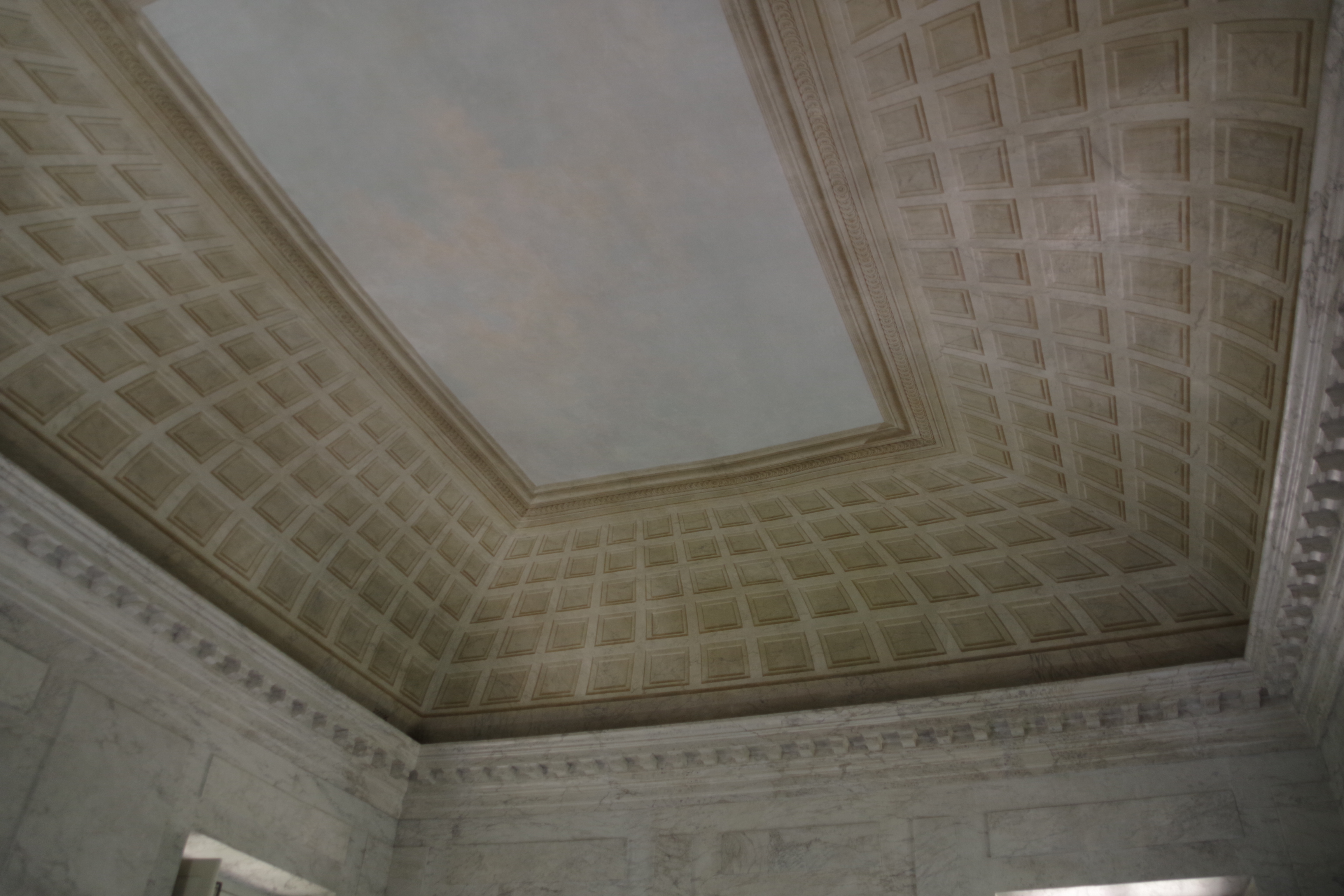
Le plafond en trompe-l'œil.

### Ferme

Vue globale de la ferme

Déjà, en 1624, Louis XIII avait fait établir près du château une basse-cour, que l'on nommait « ménagerie », destinée à fournir la table royale. Louis XIV avait apporté une touche exotique avec sa propre ménagerie et Louis XV, en créant à son tour dans le jardin français une nouvelle ménagerie, pour Madame de Pompadour, imposait un retour aux animaux domestiques. La ferme de Marie-Antoinette est créée, légèrement à l'écart du hameau, pour y être une véritable exploitation. Les différents bâtiments qui la composent sont construits de 1784 à 1789, avec de nombreuses modifications de projet au cours de l'édification : des étables, une bergerie, une porcherie, des clapiers et un poulailler. Valy Bussard est le fermier désigné par la Reine pour conduire la ferme mais aussi la laiterie. Il arrive de Touraine le 14 juin 1785 et sa famille le rejoint le 27 décembre. Leur résidence, construite en 1787 et composée de trois chambres, une cuisine et une salle à manger, est, comme l'ensemble des maisons du hameau, décorée dans le « goût rustique ». Un garçon laitier et un vacher viennent les assister dans l'exploitation. Chargé aussi de la gestion de la ferme, Valy occupe un bureau au-dessus de l'étable.
En mai 1787, on reçoit sept chèvres et un bouc. Huit vaches et un taureau sont acquis en juin. Un nouveau bouc à quatre cornes et une chèvre blanche arrivent le 30 avril 1786 en provenance de Bulle, en Suisse. Durant les vingt-deux jours de voyage, la chèvre avait mis bas deux petits chevreaux. La Reine avait commandé à Valy le bouc à la condition qu'il fût « blanc et pas méchant ». La Suisse est alors prise comme campagne modèle et fournit la majorité des animaux, qu'on allait précédemment chercher en Hollande. Ce n'est qu'en 1789 qu'est acheté l'unique cheval, alors que la famille royale a déjà quitté Versailles.
En 1787, la construction d'une nouvelle grange dans l'enceinte de la ferme permet de transformer la première en salle de bal. Un pont au-dessus du fossé permet l'accès depuis l'allée du Rendez-Vous, grâce à une grande porte à auvent. La cour de la ferme comprend un abreuvoir et un puits. En direction du hameau s'élève un autre portail en maçonnerie et pierres de taille, surmonté de deux grosses boules.
Durant la Révolution, la ferme est louée quelques mois à un fermier du nom de Michel Souhaité, mais se dégrade rapidement par manque d'entretien et par l'incendie d'un des bâtiments. La majeure partie de l'ensemble est détruite sous le Premier Empire et le reste est affecté à un corps de garde de l'Empereur et aux chevaux. Quasiment aucun changement n'intervient pendant près d'un siècle, la ferme ayant été oubliée lors de la rénovation Rockefeller. La seule construction d'origine est la porte rustique, donnant sur le hameau.
La restitution complète de l'exploitation dans son état de 1789 est lancée en 1992 et achevée en 2006.

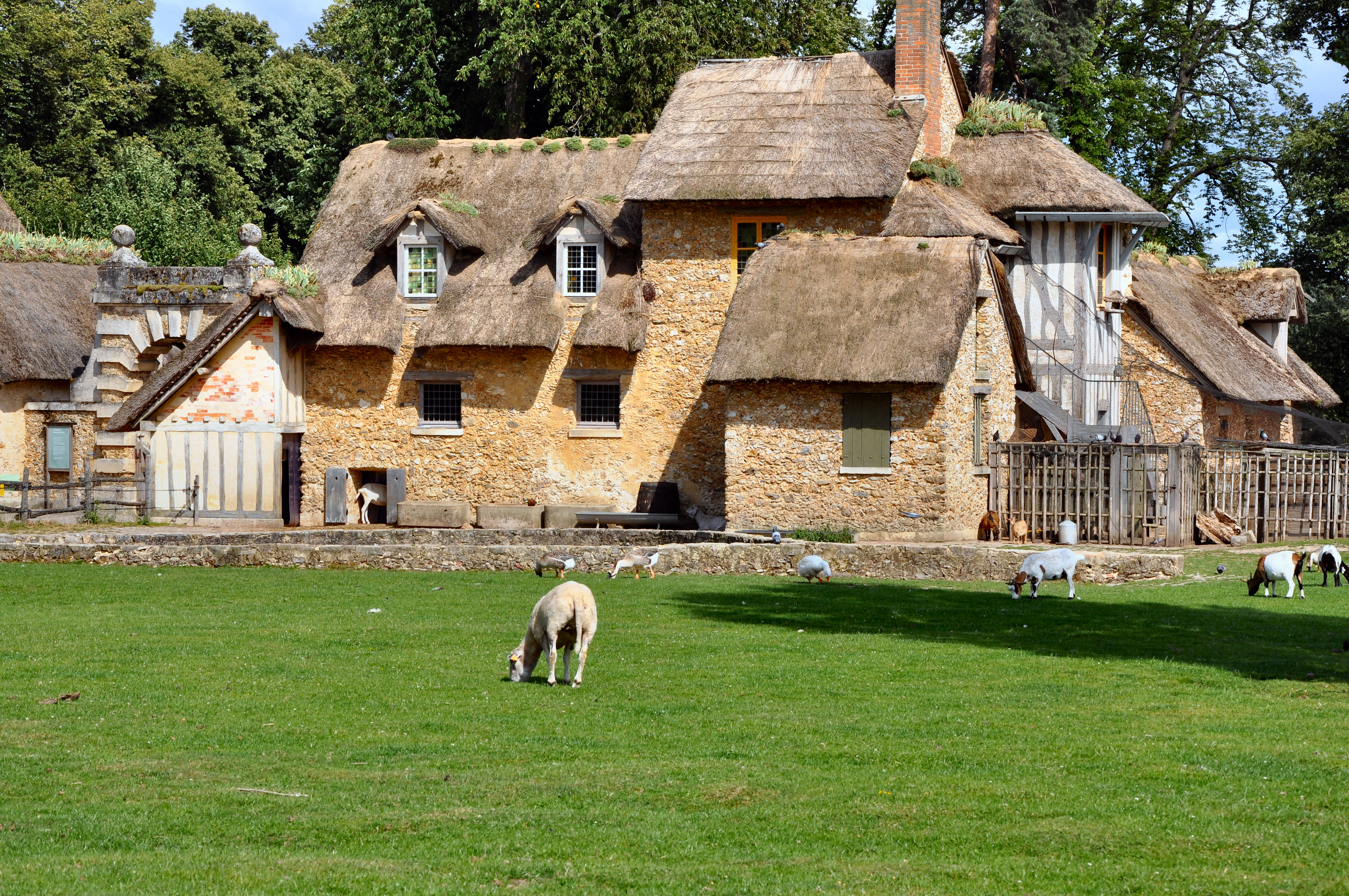
Bergerie de la ferme
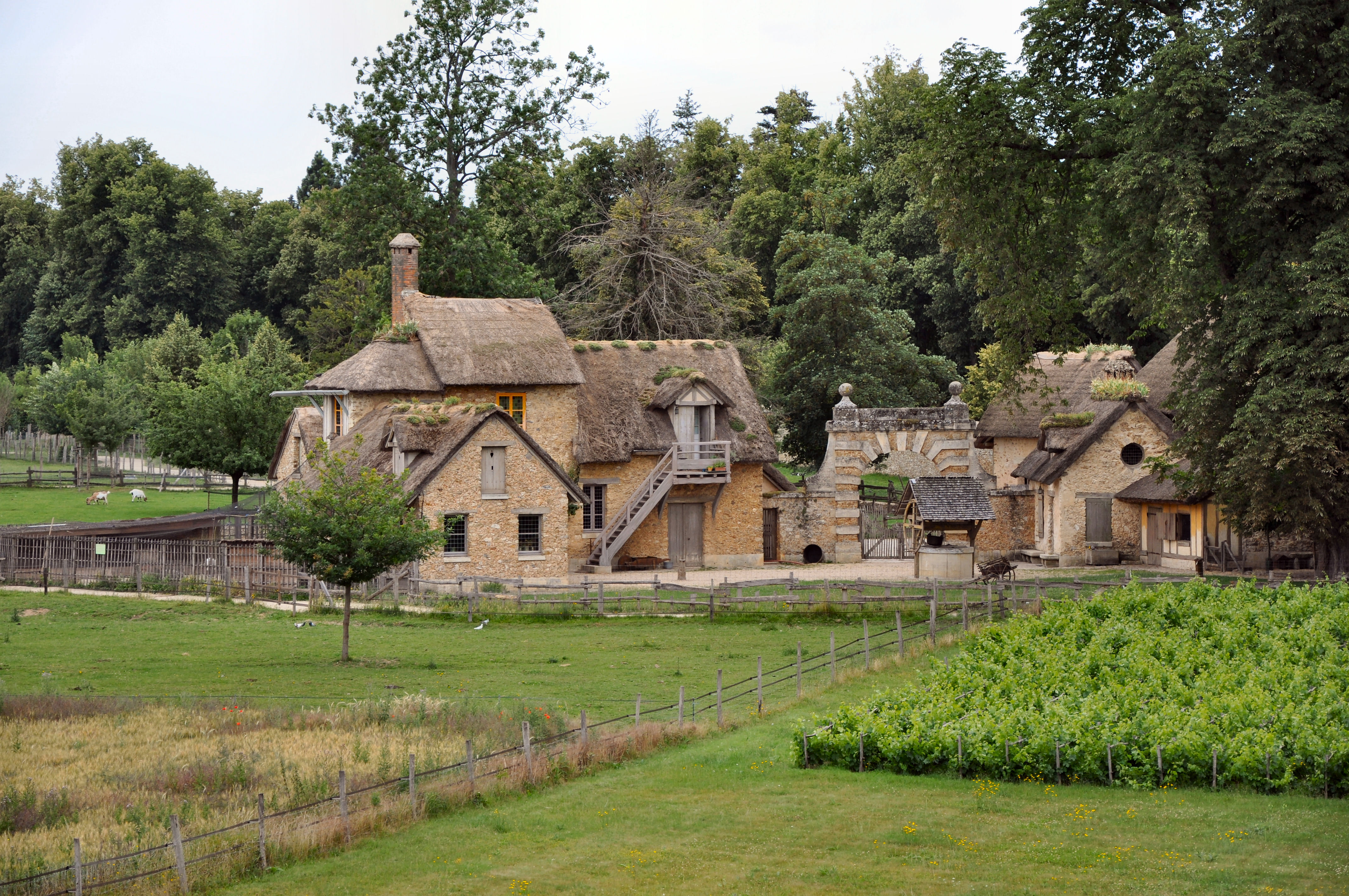
Vue arrière de la ferme depuis la tour de Marlborough
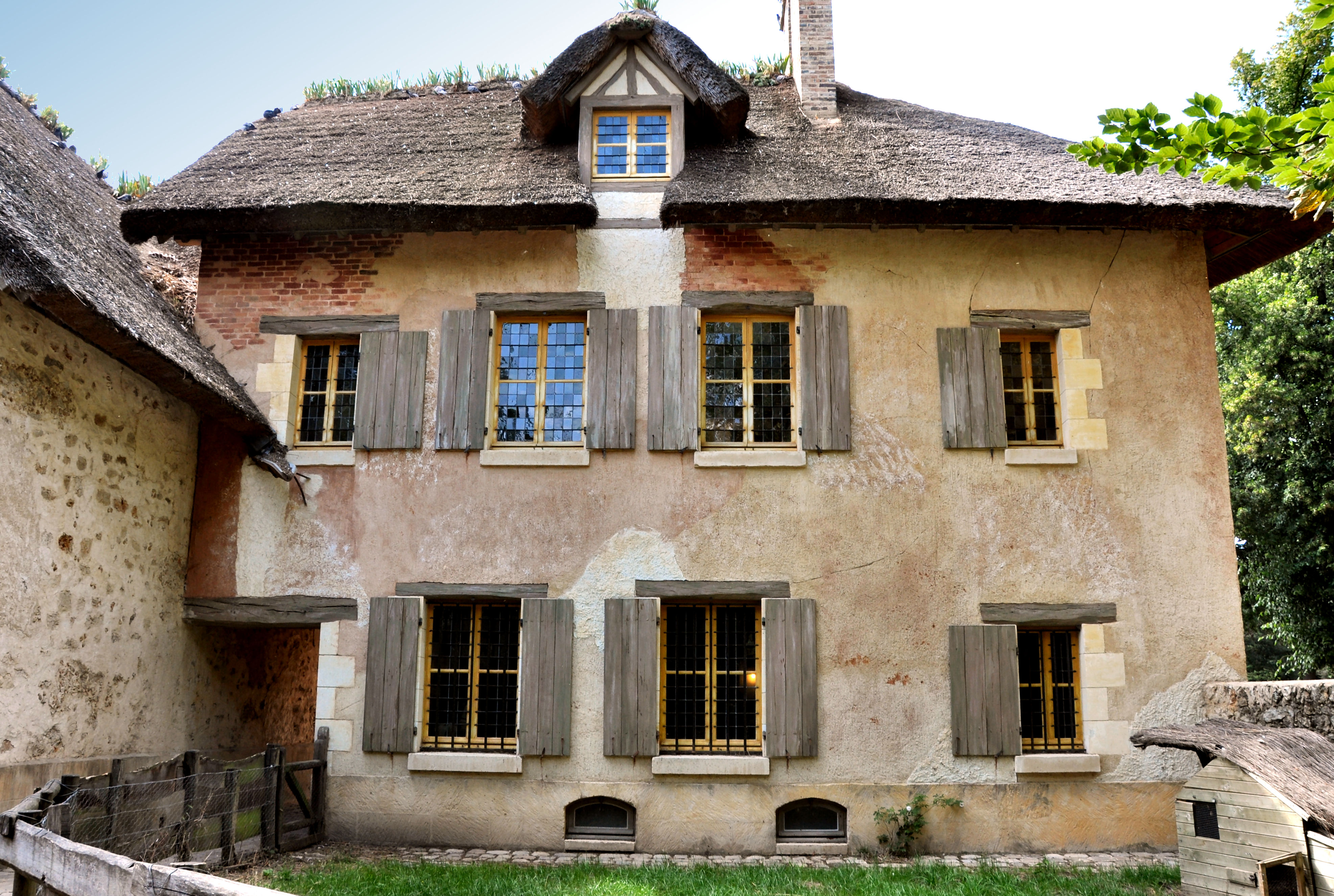
Maison du fermier
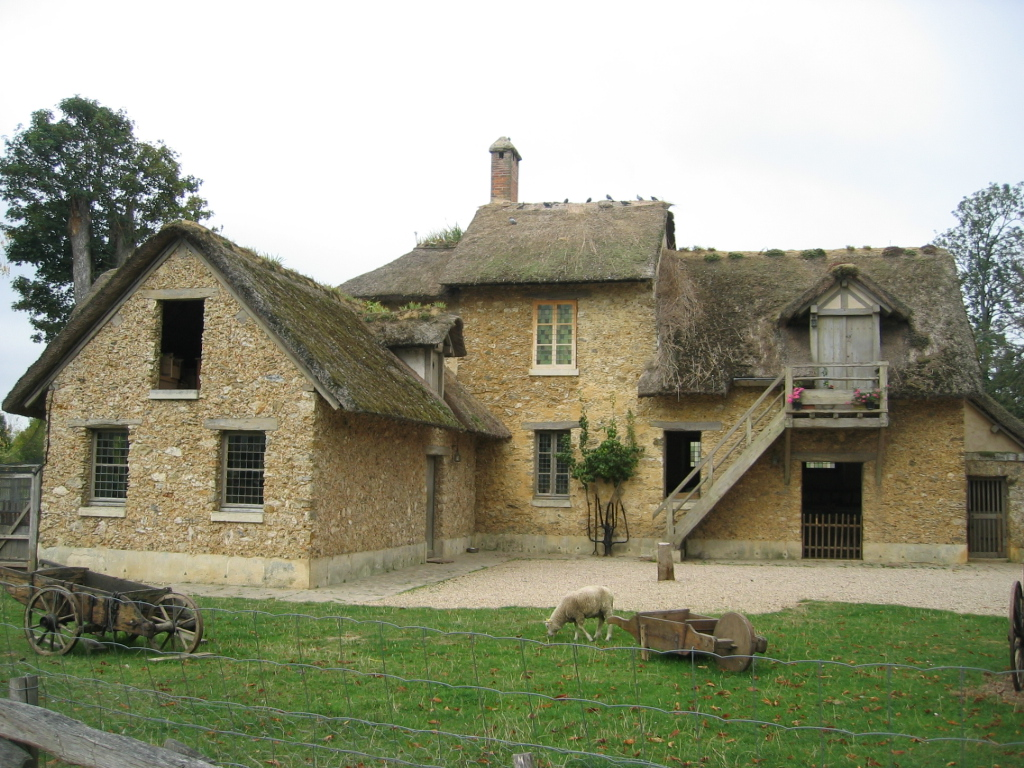
Cour arrière de la ferme
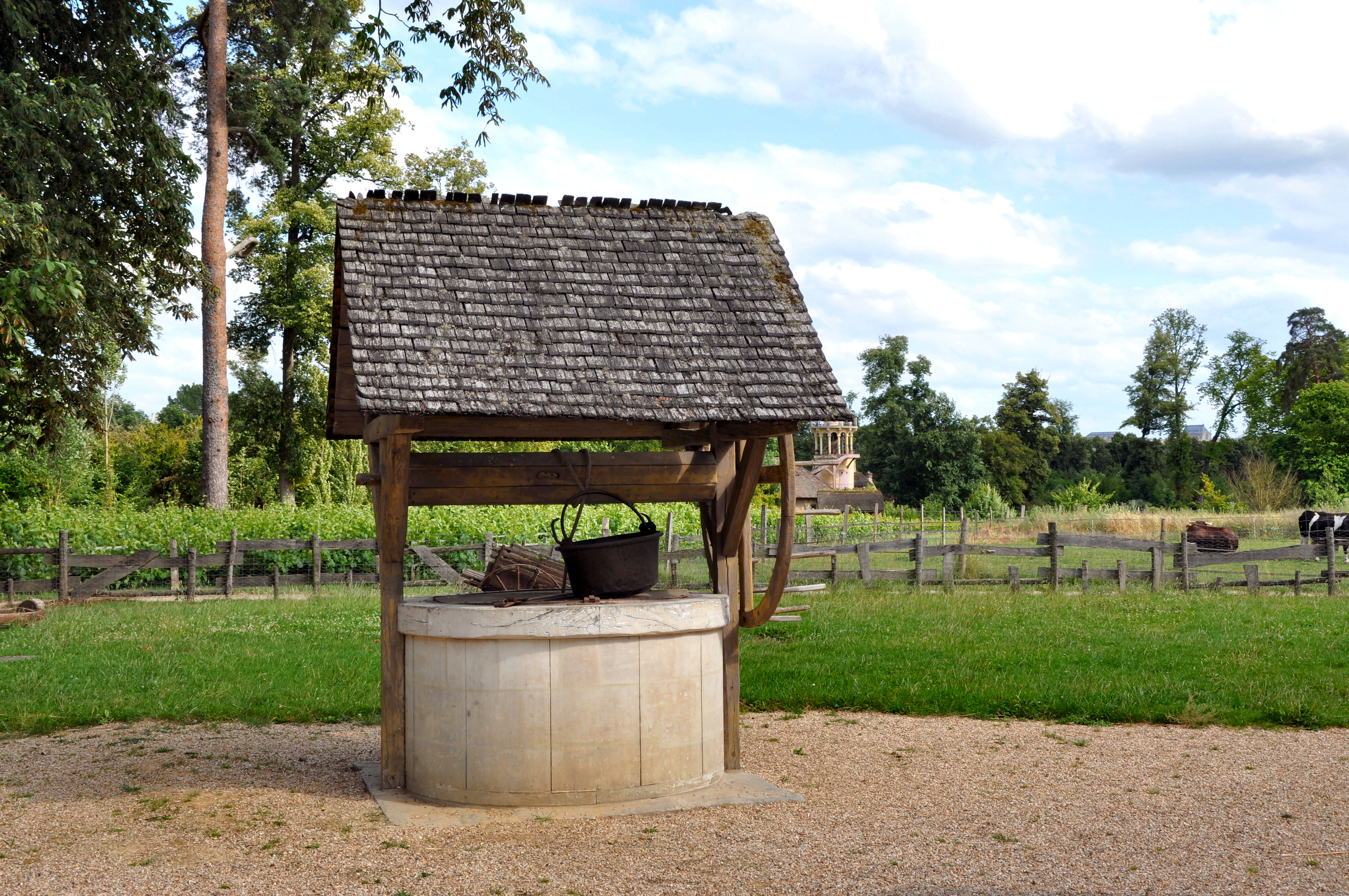
Puits de la ferme

### Colombier
Elle aussi proche du lac, la maison du colombier accueille un pigeonnier, dans ses combles, et des poulaillers, sur l'arrière. À la demande de la Reine, et à l'inverse de Madame de Pompadour qui avait affectionné sa collection d'oiseaux rares, la volière est peuplée dès 1785 de coqs et poules de diverses espèces que l'on a fait venir de l'Ouest de la France et que l'on nourrit de graines d'orge et de vesce. Une pièce centrale permet l'hébergement de la personne chargée de cet élevage. Par un escalier extérieur, on accède à l'étage sous comble. L'été, on dresse une volière extérieure bâtie de poutrelles et couverte de filets. Un jardin clos de charmilles est constitué d'allées géométriques et de gazon, avec un petit bassin ovale. Une légende a couru après la Révolution selon laquelle le colombier aurait abrité un « bon religieux », ce qui, même après avoir été démenti, a tout de même donné le nom de presbytère à la chaumière à cette époque.
Il est restauré en 2000.

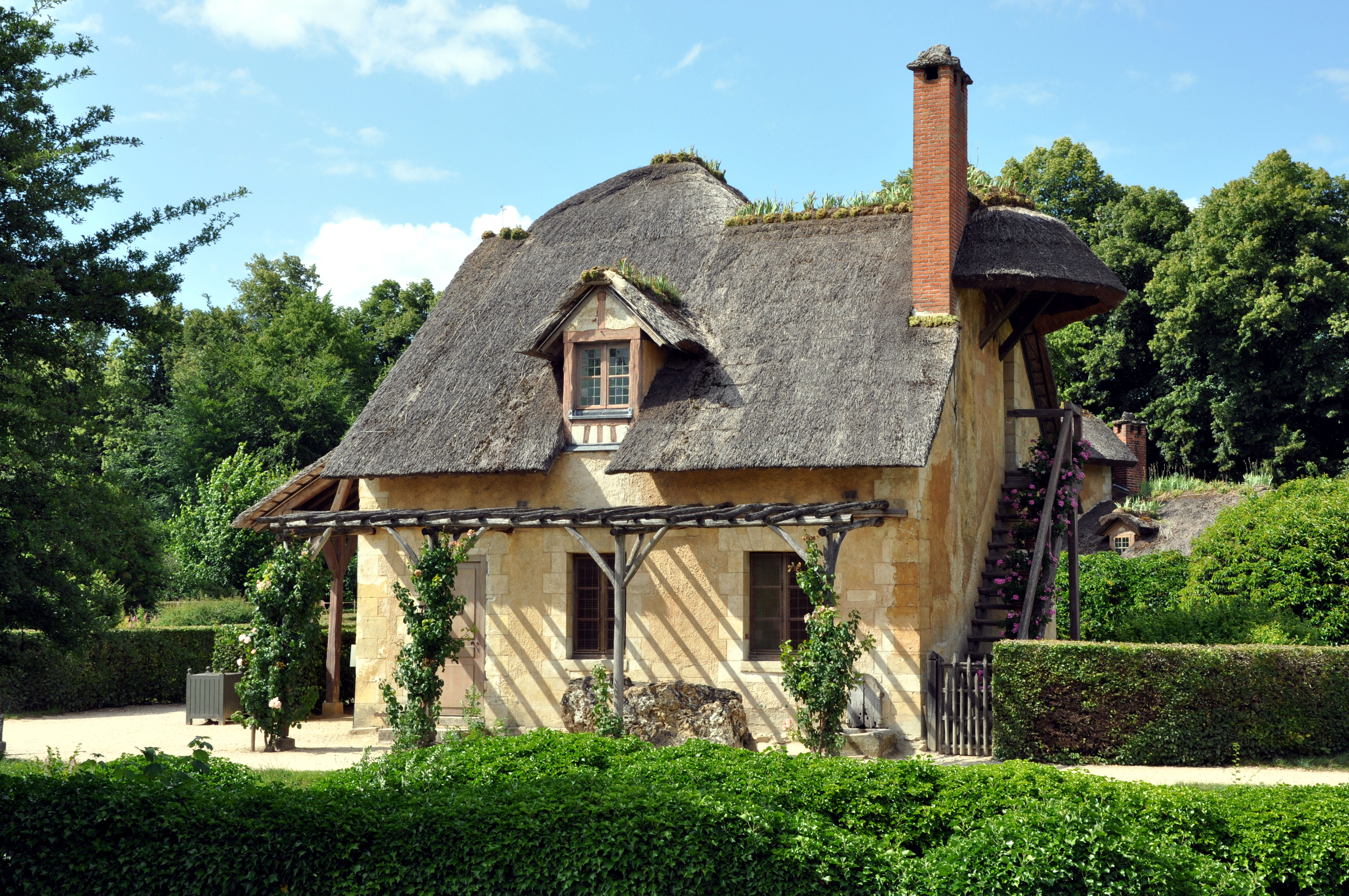
Colombier (façade sud)
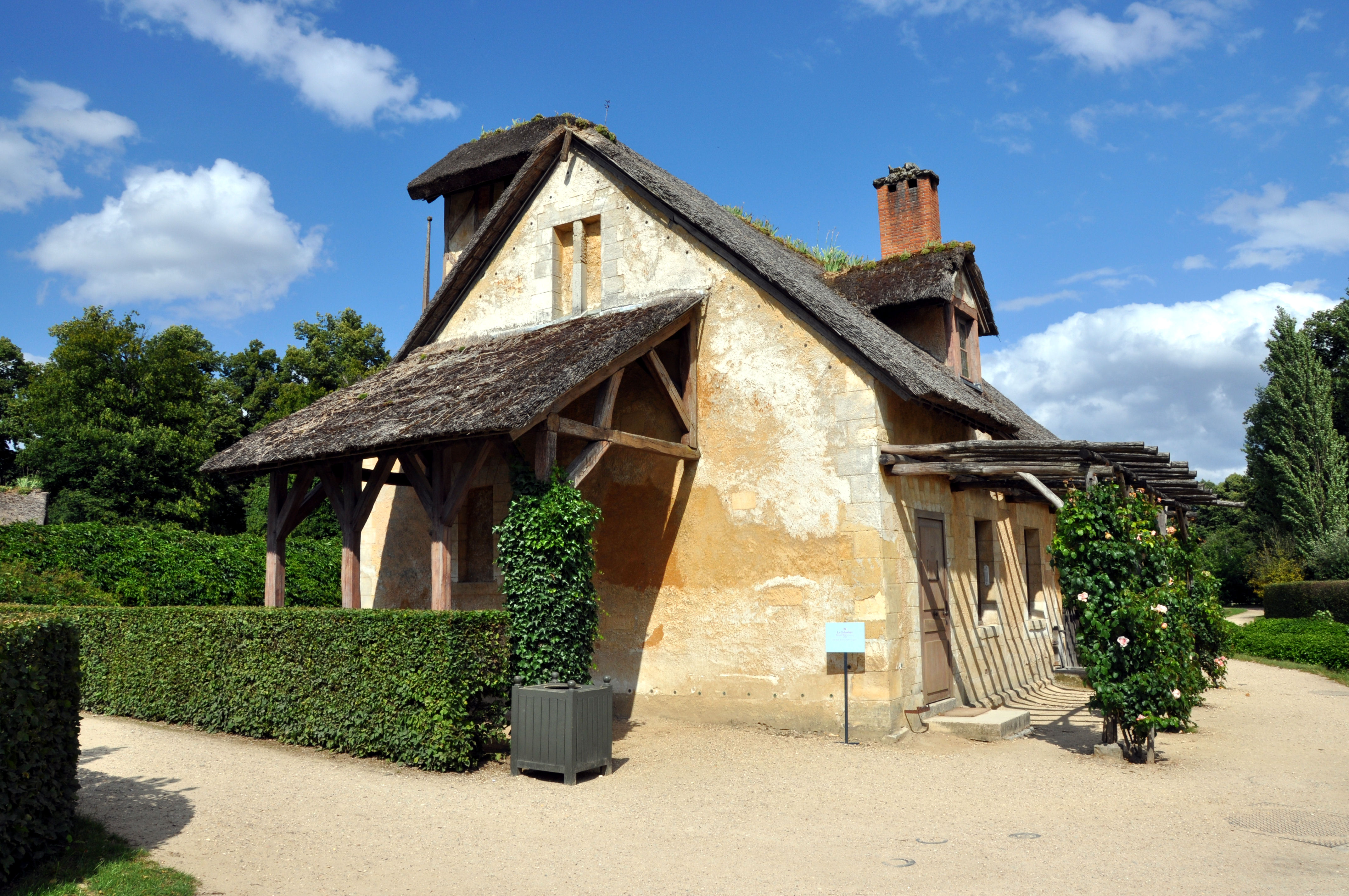
Colombier (façade ouest)
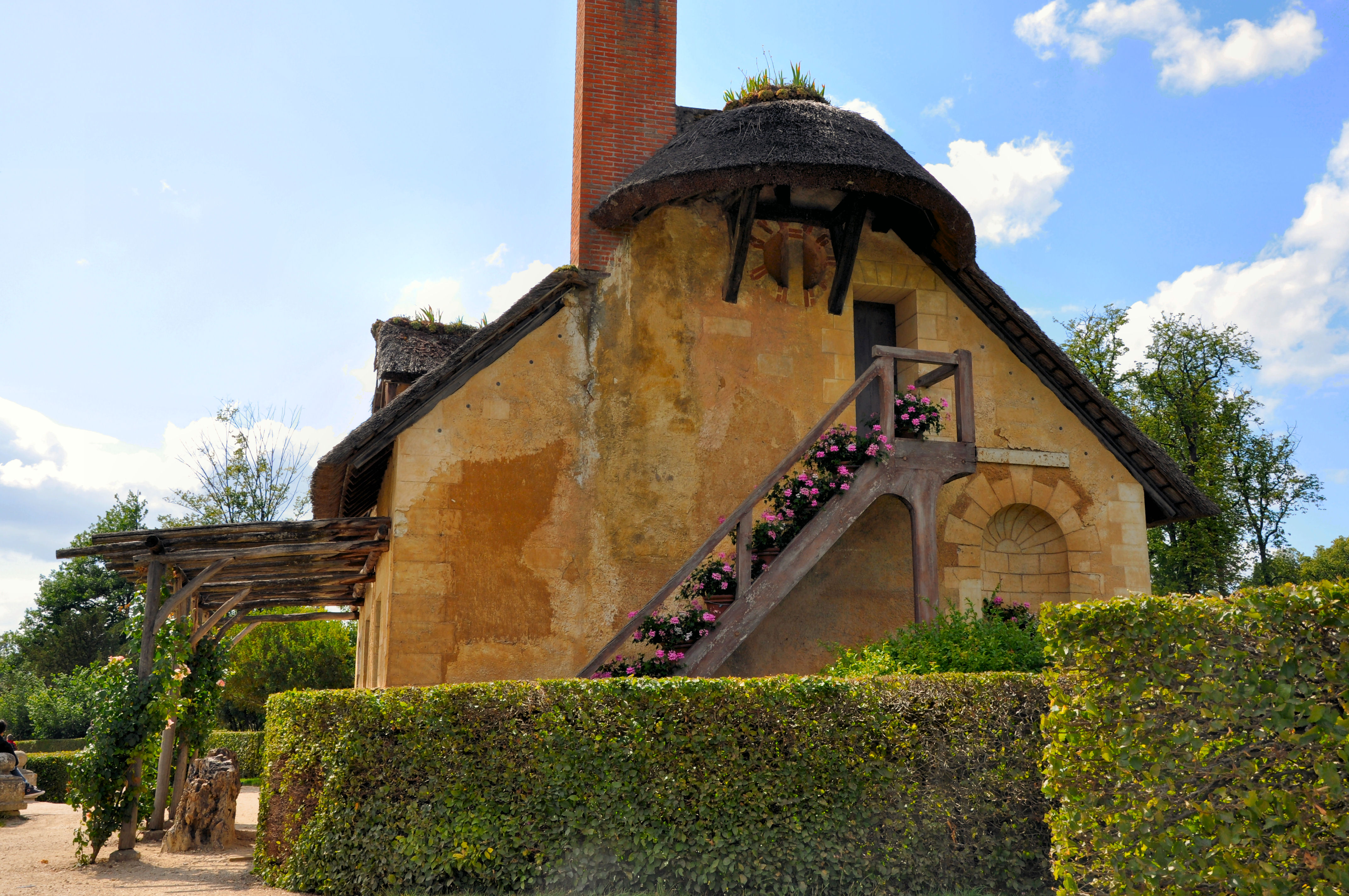
Colombier (façade est)
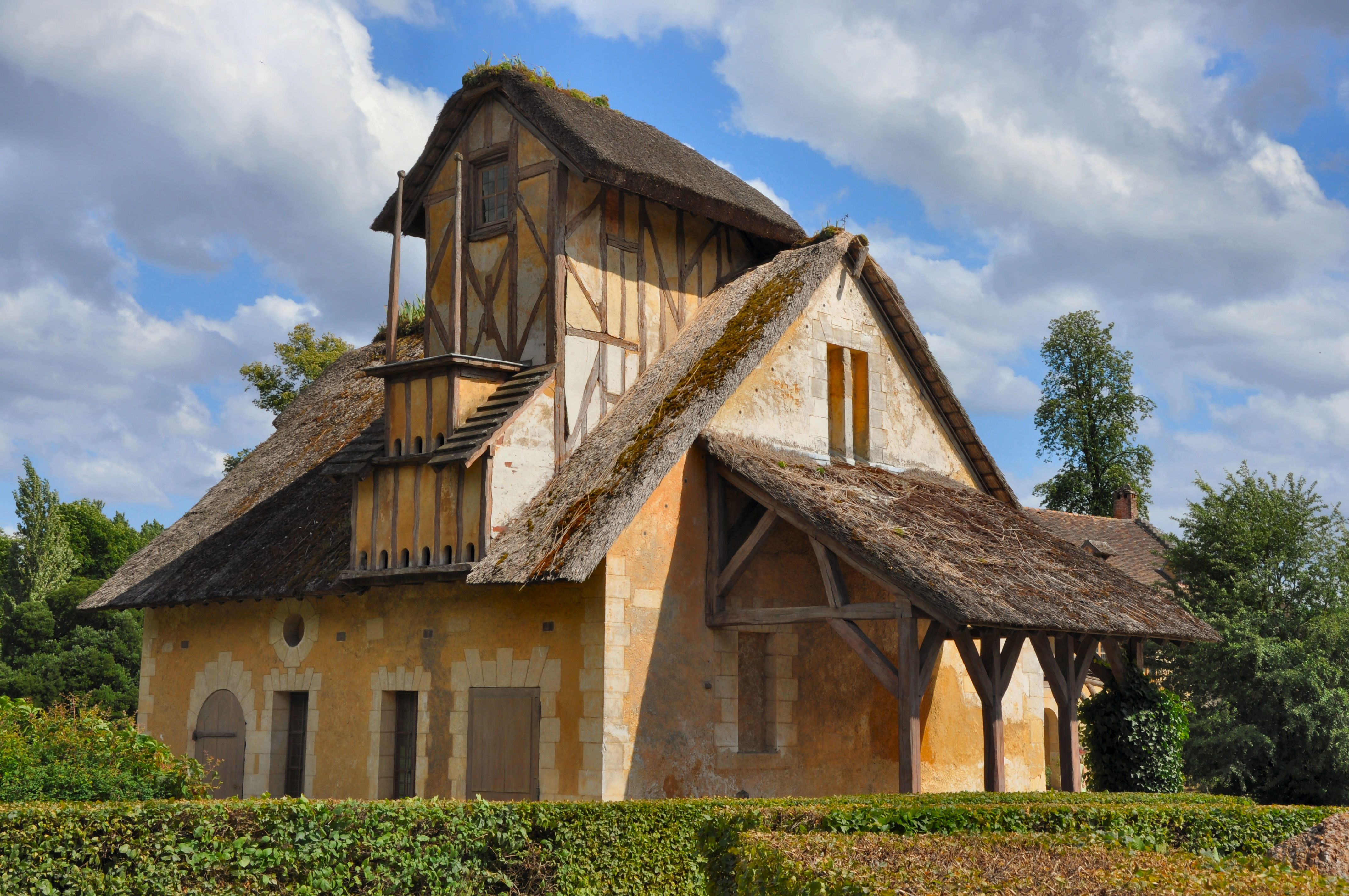
Colombier (façade nord)

### Maison du garde
La maison du garde, ou maison du gardien, est située en bordure du domaine. Son premier occupant a été le Suisse Jean Bersy, qui a habité les lieux avec sa famille. La maisonnette est au centre d'un enclos cultivé, constitué de petites parcelles. Non loin de là se trouve un jeu de boules, sous des arceaux où grimpent des rosiers, construit en 1788. Le logement comprend deux belles pièces et une cuisine en rez-de-chaussée ainsi qu'une chambre à l'étage, menant à un grenier. Malgré les efforts réalisés lors de la construction du hameau pour concilier les contraintes de la sécurité de son illustre occupante et les objectifs d'une simple vie champêtre, la situation même du village oblige à une vigilance permanente. L'existence d'un premier étage permet une meilleure surveillance du domaine. En outre, depuis le sous-sol de sa demeure, le gardien a accès par quelques souterrains dérobés à l'ensemble du fossé en ha-ha qui entoure le domaine, afin d'y réaliser des patrouilles régulières. La construction est réalisée de telle sorte que cet accès demeure secret aux visiteurs. L'approche des événements révolutionnaires imposera d'ailleurs un renforcement des rondiers lors de la présence de la Reine dans les lieux.

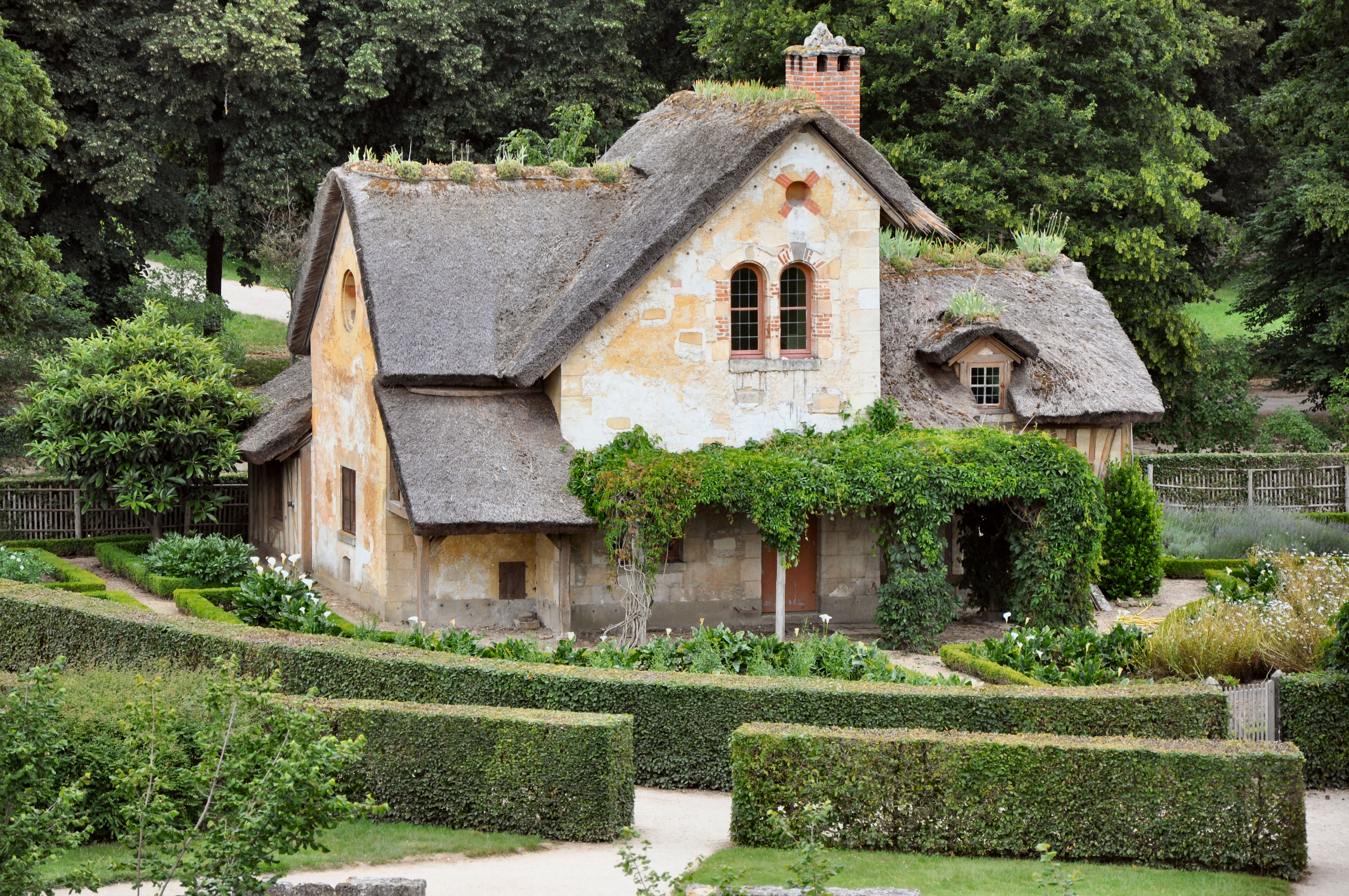
Maison du Garde (avant)
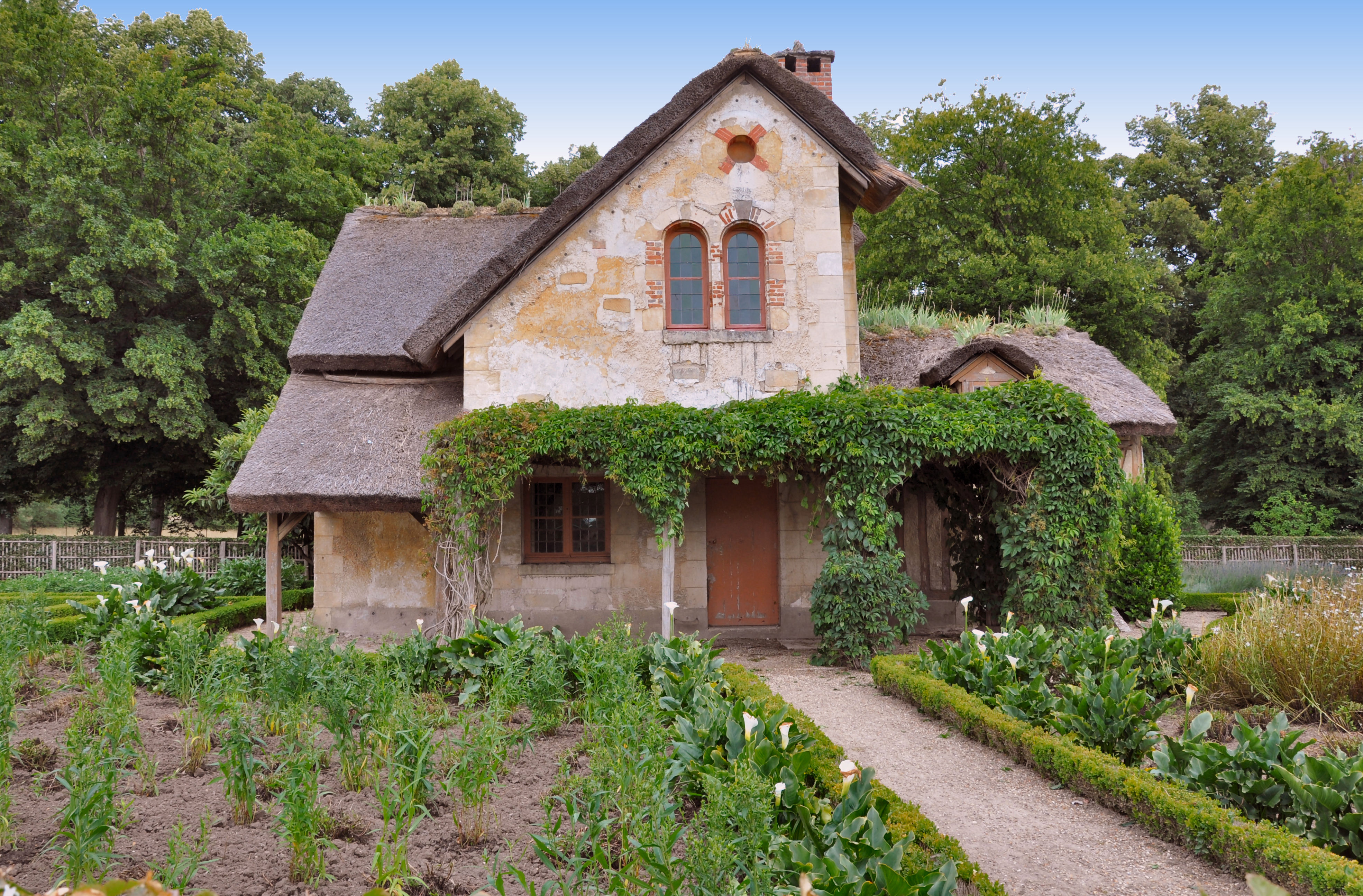
Maison du Garde
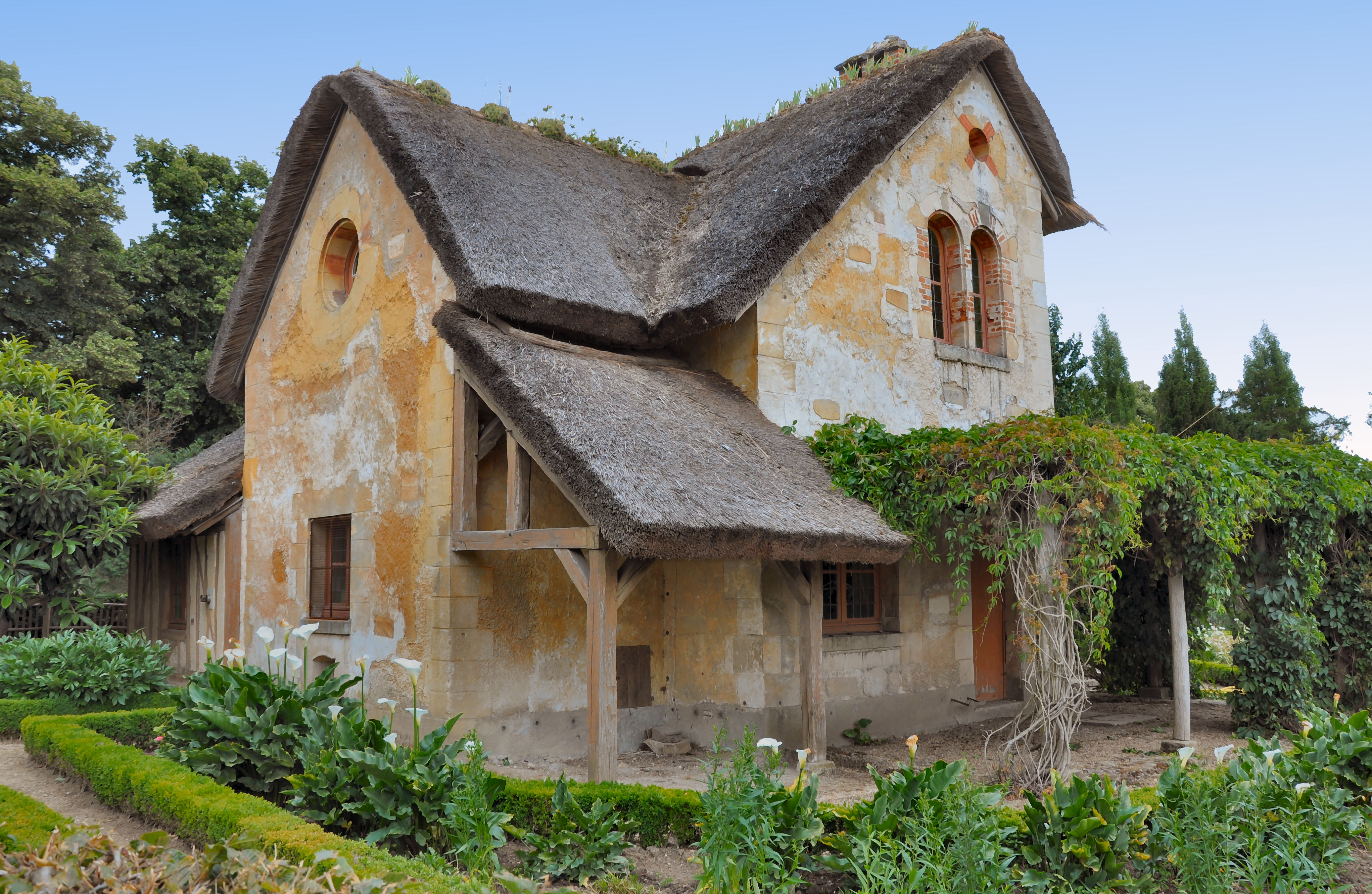
Maison du Garde
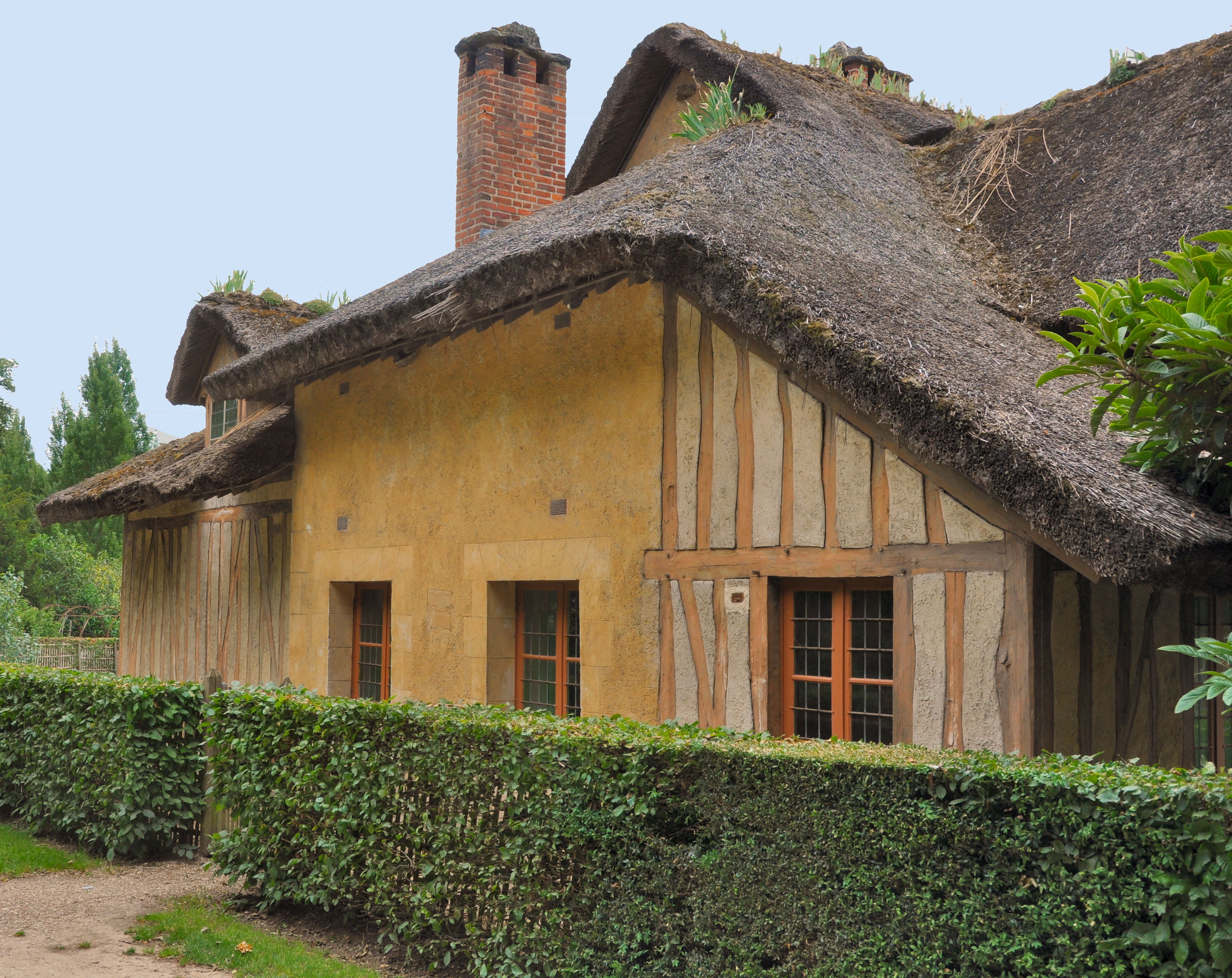
Maison du Garde (arrière)

### Grange

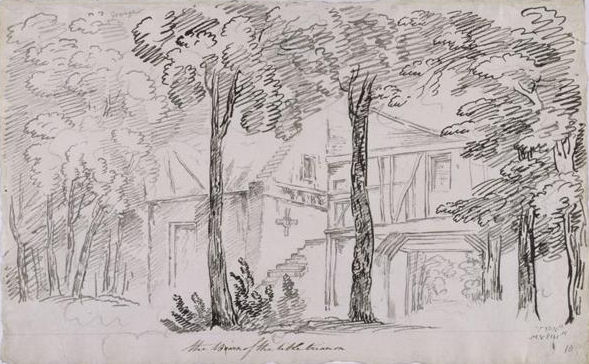
Dessin de la grange en 1802 par John Claude Nattes.

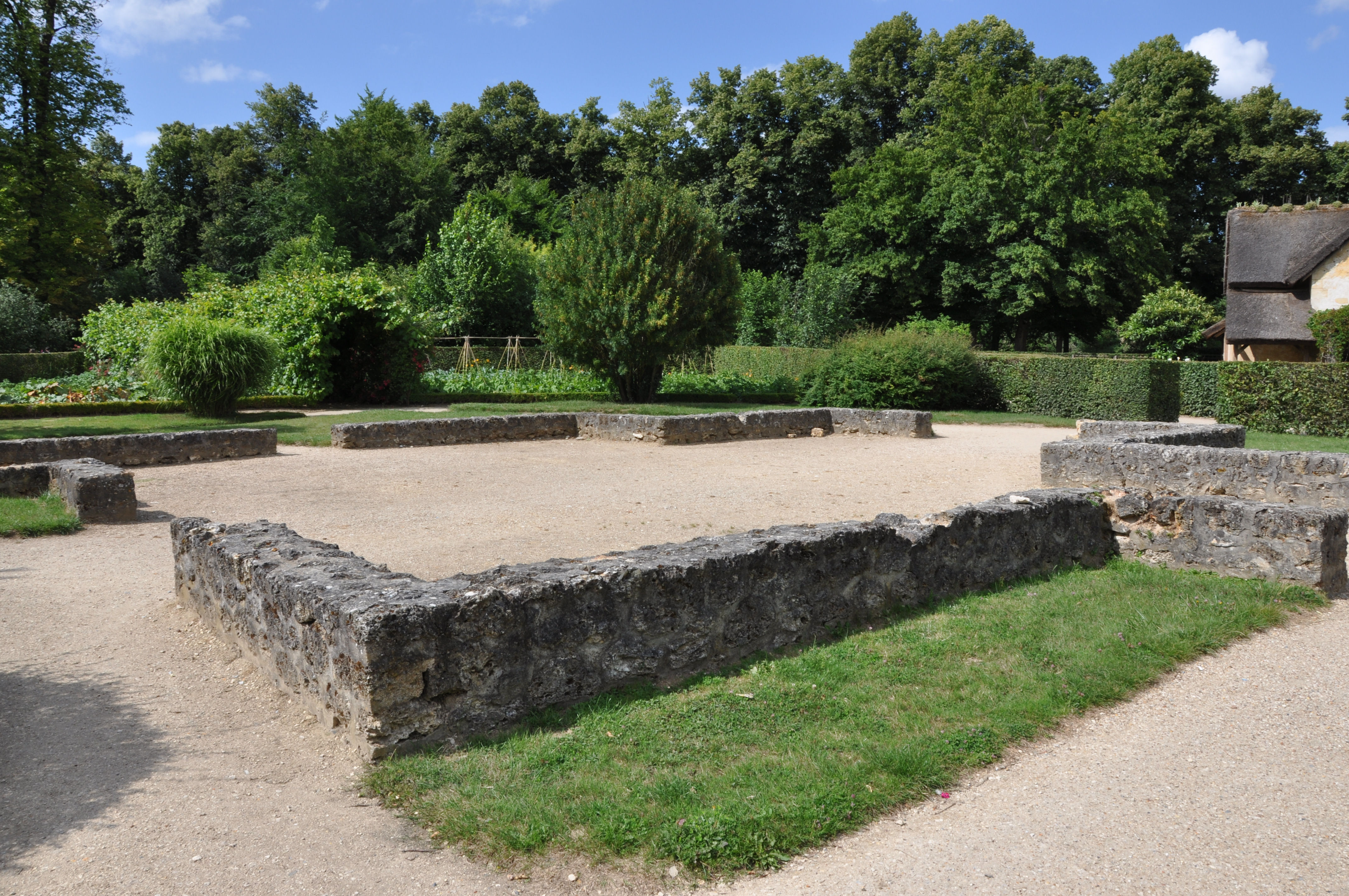
Emplacement de l'ancienne grange.

Lors de la création du hameau, une grange est construite entre la laiterie de préparation et le colombier, et montre la volonté de la Reine de côtoyer au plus près la vie paysanne. Elle dépend de la ferme, dont l'éloignement à l'extrémité ouest du hameau rend pourtant difficile son usage de véritable grange pour l'alimentation du bétail. Le bâtiment central, voûté, est de grand volume et s'ouvre sur deux renforcements plus bas et deux portes à grand vantail double en sapin de Lorraine ferment, en face à face, l'espace principal. Accolés au bâtiment, deux appentis, non communicants, servent de logement au chef jardinier Bréval, responsable de tous les potagers du hameau : l'annexe proche de la laiterie comprend une pièce tenant lieu de cuisine et un petit cabinet, ainsi qu'un grenier. De l'autre côté de la grange se trouve la chambre à coucher à deux fenêtres, à laquelle on accède par un escalier d'une quinzaine de marches donnant sur un balconnet garni de pots de fleurs. Au-dessus se trouve un petit grenier servant à conserver les graines. L'ensemble est couvert d'une toiture fort complexe, de paille, de roseau ou même de tuiles, alternant les pans droits et imbriqués, qui donne son charme à la bâtisse.
La construction d'une plus petite grange attenante à la ferme fait perdre à la fabrique son affectation initiale. En 1787, celle-ci est transformée en salle de bal rustique, selon le désir de la Reine d'avoir des danses plus intimes que les grands bals qui ont lieu dans les tentes montées dans le Jardin français. Outre les modifications apportées au revêtement des murs, repeints en fausse pierre de taille, et la création d'arcades sous le toit, le sol, initialement de terre battue, est carrelé en juillet 1789. Le jardinier y conserve cependant son logement et, le 13 octobre 1790, on lui livre une niche de bois pour son chien.
Le jardin de la grange possède la particularité d'être entièrement clos de charmilles et de barrières. On y accède par trois entrées principales. Un large chemin droit à l'ouest est couvert d'un berceau de plantes grimpantes et permet de se rendre à la ferme.
En très mauvais état, la grange est détruite en mars 1810 en même temps que la laiterie de préparation qui se trouve à côté. Lors de la restauration du hameau, en 1932, on construit de petits murets de moellon pour évoquer grossièrement le tracé du bâtiment disparu.

## Le Grand lac et les rivières

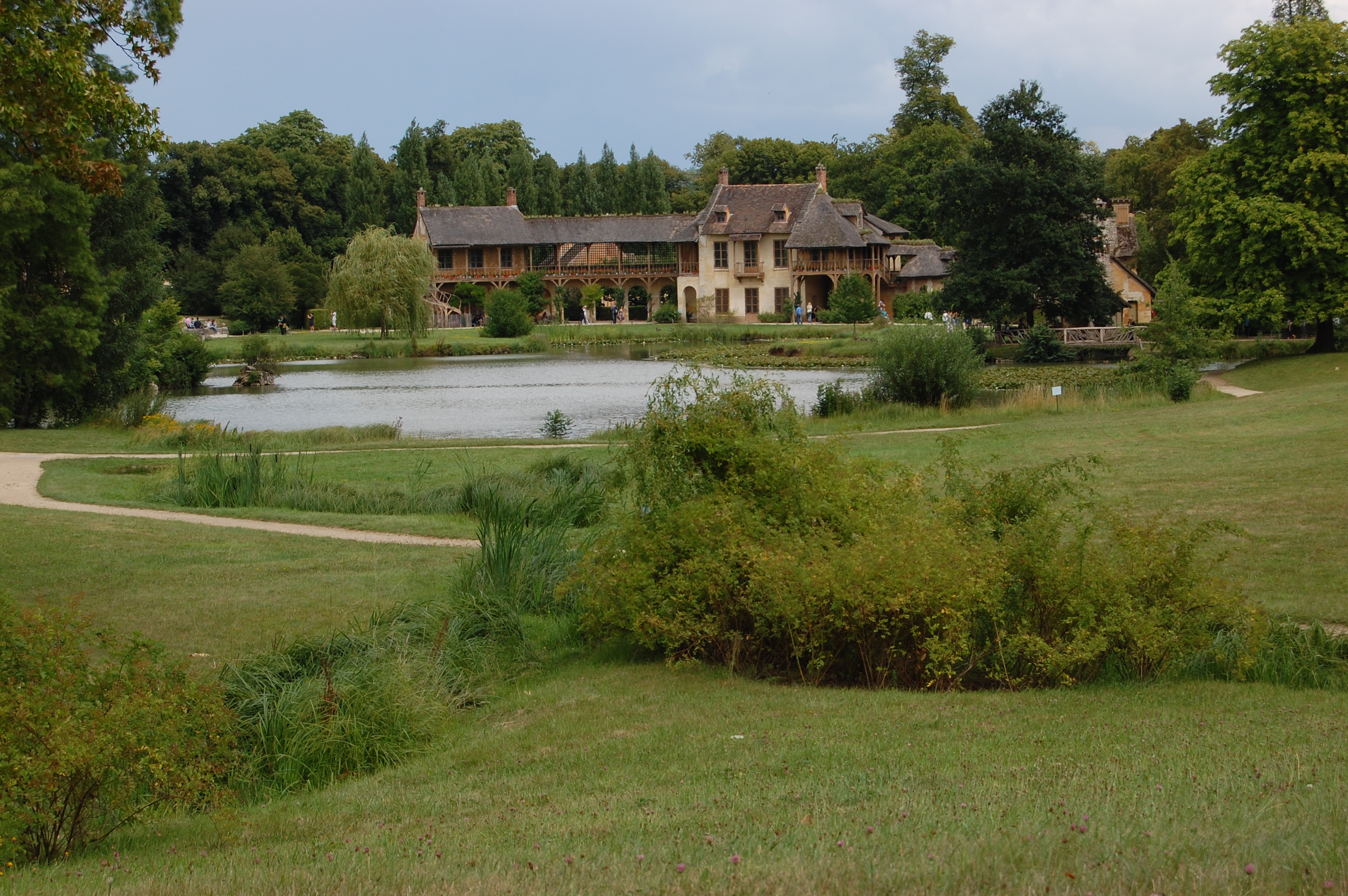
Les cascatelles, le lac et la maison de la Reine.

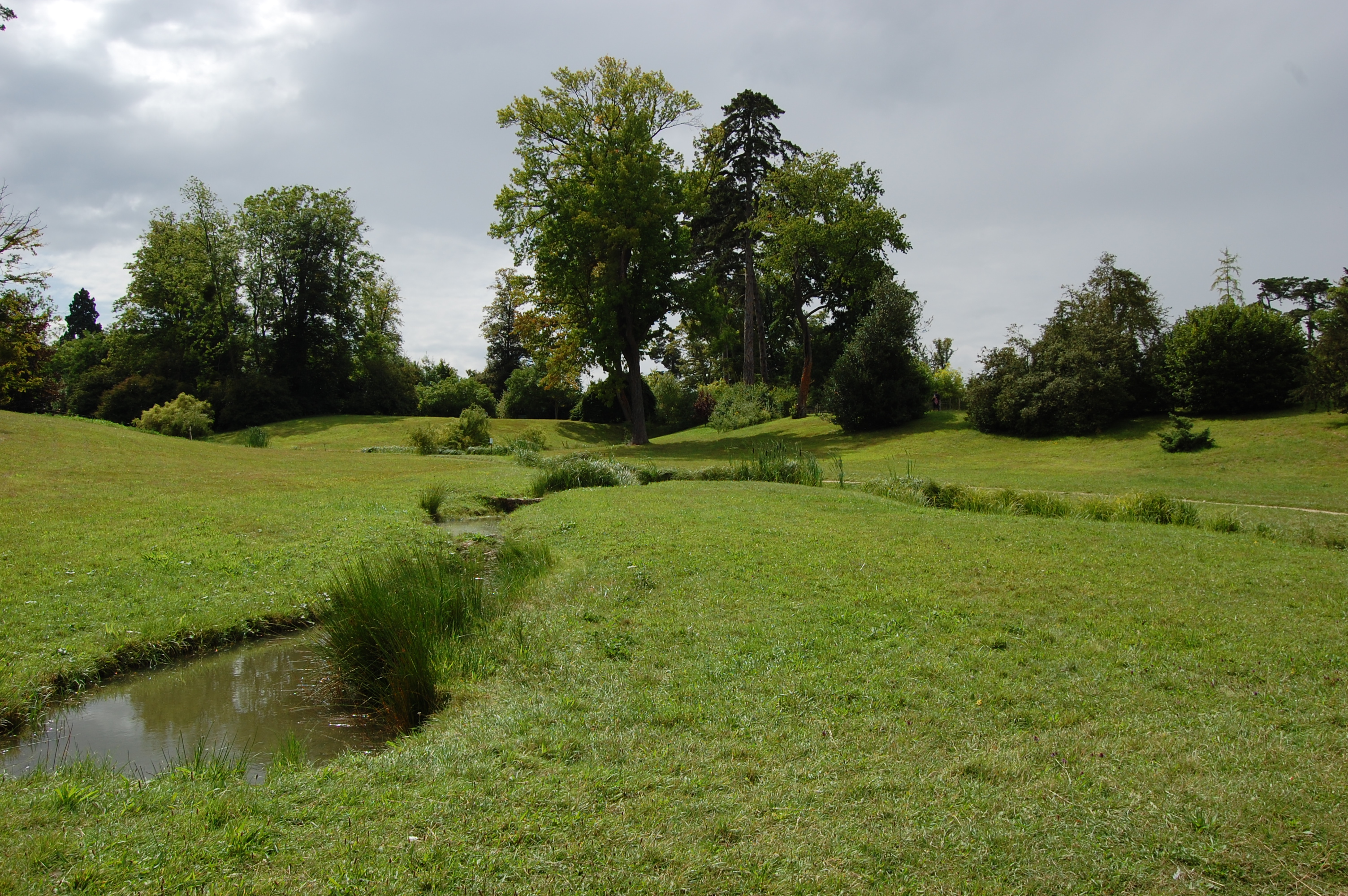
Les cascatelles vues depuis le lac.

Des réservoirs situés à l'arrière du belvédère coulent de minces ruisseaux dévalant en cascade au milieu d'une prairie à faible pente : ce sont les « cascatelles », dessinées par Richard Mique, destinées à remplir le Grand lac. Celui-ci, creusé en 1785, forme, dans ses contours, de petites baies et des presqu'îles. Sa plus grande dimension ne dépasse pas cent trente mètres. Une première rivière s'en échappe pour se perdre dans les fossés extérieurs. Elle est munie d'un petit pont de pierre reliant la maison de la Reine au colombier, décoré d'une corniche à modillons. Un autre bras coule devant le moulin, dans une étroite rigole d'un demi-mètre de profondeur, après avoir alimenté le lavoir.

## Les cultures

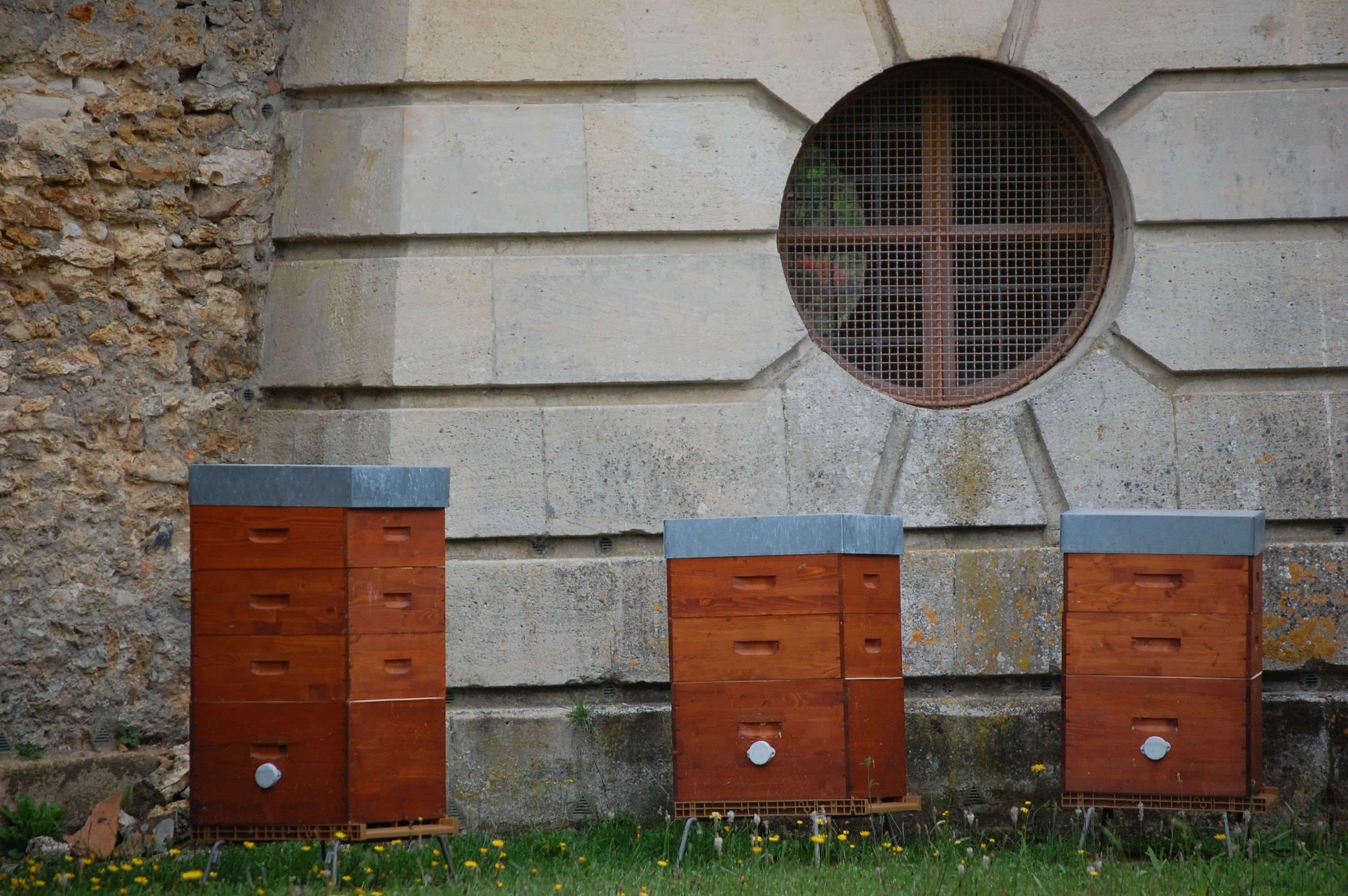
Les ruches au pied de la tour de Marlborough.

Des champs de céréales et des vignes côtoient les pâturages destinés aux vaches, chèvres et moutons. Ces cultures céréalières existent à nouveau aujourd'hui. En outre, afin de reconstituer le paysage viticole prévu à l'origine, 1 900 pieds de vigne ont été plantés en 2003, avec des cépages de cabernet franc et de merlot, les plus à même de résister aux conditions météorologiques et géologiques. Les techniques du XVIIIe siècle ont été reprises, en particulier celles des vignes basses, fréquentes en région parisienne, dite « au pas de vigneron », à savoir en respectant un espacement d'environ un mètre entre les plants. La première vendange a eu lieu en octobre 2006, la vinification des raisins, séchés sur paille, se faisant dans des barriques en chêne de Tronçais. Sous la direction de Jean-Louis Croquet, vigneron du château, plusieurs tentatives de vinification ont été réalisées dans son chai de château Thuerry, en Provence, mais ce sont finalement les chais de Suresnes qui ont donné les meilleurs résultats. Au lieu des 1 000 bouteilles prévues initialement, ce sont 200 flacons de 50 cl qui ont été produits en 2008.
En partenariat avec l'Union nationale de l'apiculture française, le château de Versailles participe au programme « Abeille, sentinelle de l'environnement ». Six ruches ont ainsi été installées en octobre 2008 au pied de la tour Marlborough. La première récolte, en 2009, a permis de récolter une centaine de kilogrammes de miel estampillé « Miel de Trianon ».

## Le hameau de la Reine dans la culture

### Peinture

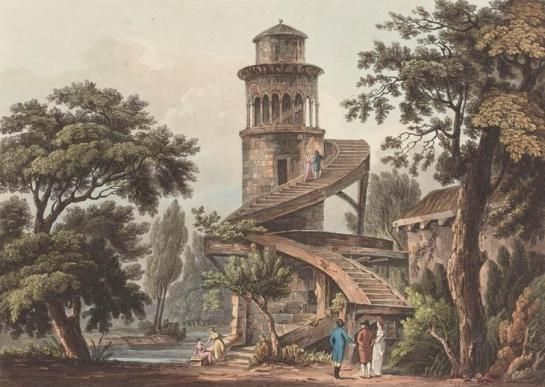
La Tour de Marlborough d'après John Claude Nattes, 1809.

Le hameau de Marie-Antoinette a fait l'objet de plusieurs représentations en peintures, gravures et aquarelles. La Reine elle-même avait commandé à l'un de ses peintres favoris, Claude-Louis Châtelet, plusieurs représentations de son hameau et de ses jardins. Les recueils ont été en vogue durant la période de construction du hameau. La reine Marie-Antoinette avait pris pour habitude de faire réaliser des dessins ou peintures de son domaine afin d'offrir ces portfolios originaux à ses invités de prestige. L'un d'entre eux, composé d'aquarelles de Châtelet, avait été offert à son frère l'archiduc Ferdinand de Habsbourg-Lorraine, en visite au hameau avec son épouse Marie-Béatrice, princesse de Modène, au printemps de 1786.
Le dessinateur Péchon avait réalisé plusieurs croquis que la Reine souhaitait envoyer à certains amis étrangers. Van Blarenberghe avait reçu commande de plusieurs miniatures représentant le Petit Trianon ou le hameau, destinées à orner les tabatières ou les drageoirs. Certaines de ces miniatures représentent la « Maison de la Reine et le Billard », le « Boudoir et le moulin » en 1786 ou la « Tour, la ferme et la maison du jardinier ».
Constant Bourgeois dessina une vue du lac de Trianon, avec la tour de Marlborough en arrière-plan ; le « Hameau suisse à Trianon » a aussi fait l'objet d'un dessin de Sorrien. John Claude Nattes, un Anglais qui visita le Petit Trianon en 1803, réalisa des gravures en couleur ou des esquisses des diverses fabriques. Une gouache sur papier attribuée à Louis Gadbois représente la « fête de l'Impératrice » donnée le 25 août 1811 dans les jardins du Petit Trianon et sur laquelle on aperçoit Napoléon Ier et son épouse Marie-Louise d'Autriche au premier plan. D'autres artistes représentèrent le hameau au XIXe siècle, comme Henri Courvoisier-Voisin, Pierre Joseph Wallaert, Émile Charles Dameron, Henri Guérard et Joseph Caraud. Karl Girardet réalisa un petit tableau lors de la visite de la reine Victoria au hameau le 21 août 1855.

### Cinéma
Le cinéma a très tôt exploité le décor du hameau de la Reine, tout comme celui de l'ensemble du domaine, :
- 1917 : Films d’une pièce historique tirée de la guerre actuelle, réalisés par Théodore Drouvillé ;
- 1929 : Le collier de la reine, film réalisé par Gaston Ravel et Tony Lekain[59] ;
- 1934 : Qui va à la chasse ou les soins inutiles, court-métrage réalisé par la Compagnie française Thomson-Houston ;
- 1988 : L’été de la Révolution, film réalisé par Lazare Iglesis[60] ;
- 1990 : L’Autrichienne, film réalisé par Pierre Granier-Deferre[61],[62] ;
- 2005 : Marie-Antoinette, film réalisé par Sofia Coppola[63],[64] ;
- 2012 : Les Adieux à la reine, film réalisé par Benoît Jacquot[65],[66].

### Télévision
Plusieurs téléfilms ont utilisé le hameau comme décor :
- 1982 : téléfilm consacré à la marquise de Sévigné réalisé par FR3 Lorraine-Champagne-Ardenne ;
- 1988 : Marie-Antoinette, reine d’un seul amour, téléfilm réalisé par Caroline Huppert ;
- 2000 : La Traviata, téléfilm réalisé par Pierre Cavassilas ;

En 2018, une équipe de l'émission Secrets d'Histoire a également tourné plusieurs séquences dans le hameau dans le cadre d'un numéro consacré à Marie-Thérèse de France, intitulé  Madame Royale, l'orpheline de la Révolution, diffusé le 12 juillet 2018 sur France 2.

### Musique
- La Laitière de Trianon, opérette de salon en un acte et à deux personnages, du compositeur alsacien Jean-Baptiste Weckerlin (1821-1910), sur un livret de Galoppe d'Onquaire (1910)[68], est un marivaudage se déroulant à Versailles du temps de Marie-Antoinette.

### Spectacles
Le hameau est parfois le cadre de spectacles à thème.

### Illustrations
- Hameau de la Reine sur Commons